# Từ Hi Thái hậu
Hiếu Khâm Hiển Hoàng hậu; (chữ Hán: 孝欽顯皇后; tiếng Mãn: ᡥᡳᠶᠣᠣᡧᡠᠩᡤᠠ
 ᡤᡳᠩᡤᡠᠵᡳ
 ᡳᠯᡝᡨᡠ
 ᡥᡡᠸᠠᠩᡥᡝᠣ, Möllendorff: hiyoošungga gingguji iletu hūwangheo, Abkai: hiyouxungga gingguji iletu hvwangheu; tiếng Trung: 慈禧太后; bính âm: Cíxǐ Tàihòu [tsʰɨ̌.ɕì tʰâi.xôu]; trước đây La Mã hóa là Từ Hi Thái hậu T'zu-hsi; 29 tháng 11 năm 1835 – 15 tháng 11 năm 1908),  thường được gọi là Từ Hi Hoàng thái hậu (慈禧皇太后), Từ Hi Thái hậu (慈禧太后), Tây Thái hậu (西太后) hoặc Từ Hi Thái hoàng thái hậu (慈禧太皇太后), là đệ nhất sủng phi của Thanh Văn Tông Hàm Phong Đế, sinh mẫu  của Thanh Mục Tông Đồng Trị Đế, dưỡng mẫu của Thanh Đức Tông Quang Tự Đế và là tổ mẫu trên danh nghĩa của Tuyên Thống Đế. Bà trải qua 5 đời Hoàng đế từ Thanh Tuyên Tông Đạo Quang Đế đến Tuyên Thống Đế và trở thành Hoàng thái hậu nhiếp chính của triều đình nhà Thanh cùng với Từ An Thái hậu khi Đồng Trị Đế lên ngôi. Sau khi Đồng Trị Đế qua đời, Thanh Đức Tông Quang Tự Đế lên ngôi, bà lại tiếp tục nhiếp chính. Sau khi Quang Tự Đế qua đời, bà trở thành Thái hoàng thái hậu dưới thời Tuyên Thống Đế. Vào năm 1861, Hàm Phong Đế mất, di chiếu cho Cố mệnh Bát đại thần cùng nhiếp chính cho vua mới là Đồng Trị Đế còn nhỏ tuổi. Từ Hi Thái hậu đã cùng Từ An Thái hậu - dưới sự giúp đỡ của Cung Thân vương Dịch Hân - đã tạo nên chính biến phế trừ cả Tám đại thần nhằm đạt được quyền lợi chính trị trước mâu thuẫn gay gắt với Túc Thuận, người đứng đầu Tám vị đại thần, sử gọi là Chính biến Tân Dậu. Sau sự kiện này , Từ Hi Thái hậu và Từ An Thái hậu đồng nhiếp chính cho Tân Hoàng đế, trở thành 2 vị Hoàng thái hậu duy nhất của triều đại Thanh thực hiện [Thùy Liêm Thính Chính; 垂簾聽政].
Theo cách hiểu thông thường, Từ Hi Thái hậu đã nắm đại quyền triều đại nhà Thanh trong vòng 47 năm, từ năm 1861 tới tận khi qua đời. Nhưng thực tế, bà chỉ có nắm toàn quyền ở hai giai đoạn: từ năm 1881 sau cái chết của Từ An Thái hậu, cho đến năm 1889 khi Quang Tự Đế thân chính; và từ năm 1898 đến khi qua đời năm 1908, sau sự kiện Bách nhật Duy tân. Tuy vào năm 1889, Quang Tự Đế tuyên bố thân chính, nhưng Từ Hi Thái hậu vẫn nắm thế lực đằng sau, gọi là [Huấn chính; 訓政]. Như vậy, bà nắm quyền thực tế tầm 27 năm.
Sự kiện Bách nhật Duy tân của Quang Tự, là một sự kiện phát sinh do mâu thuẫn giữa Hoàng đế và Từ Hi Thái hậu trong vấn đề chính trị, và một trong những dự định của Quang Tự Đế là mật mưu cùng với Khang Hữu Vi để giam lỏng cùng ám sát Thái hậu, từ đó nắm được đại quyền trong tay. Sau khi Biến pháp thất bại, Quang Tự Đế bị giam lỏng, Từ Hi Thái hậu tiếp tục là nhà lãnh đạo tối cao, tiếp tục thực hiện [Huấn chính], và đây là khoảng thời gian đỉnh cao quyền lực nhất mà người đời sau biết về bà. Khi khởi nghĩa Nghĩa Hòa Đoàn bùng nổ, liên quân 8 nước phương Tây tấn công Trung Quốc, Từ Hi Thái hậu và hoàng tộc phải chạy tới Tây An. Năm 1901, sau khi Hòa ước Tân Sửu được ký kết, bà mới quay trở lại Bắc Kinh. Những năm cuối đời, Từ Hi Thái hậu nhận thấy thế nước quá suy yếu, nên cố gắng thực hiện nhiều cải cách nhất định ảnh hưởng đến nền chính trị Trung Quốc khi ấy, một trong những điều nổi tiếng nhất là việc giải phóng phụ nữ Trung Hoa khỏi tục bó chân.
Nhiều nhà sử học hiện đại ở Trung Quốc và hải ngoại thường miêu tả Từ Hi Thái hậu như một bạo chúa, người phải chịu trách nhiệm cho sự sụp đổ của triều đại nhà Thanh, trong khi một số khác thì lại cho rằng các đối thủ của Thái hậu đã quá thành công trong việc quy tội bà về những vấn đề nằm ngoài khả năng kiểm soát của bà lúc đó. Đánh giá khách quan, Từ Hi không tàn nhẫn hơn hay kém những vị vua khác trên thế giới khi đó, nếu không muốn nói là đã ít nhiều thi hành cải cách trong những năm cuối đời, cho dù hành động này của bà có phần miễn cưỡng bởi tình thế khó khăn của triều Thanh vào lúc ấy.
Trong văn hóa đại chúng ở Trung Hoa đại lục, Từ Hi Thái hậu cùng với Võ Tắc Thiên thời Đường và Lã hậu thời Hán được xem là 3 người phụ nữ nắm quyền lực cao nhất của đế quốc Trung Hoa trong một thời gian dài, bị dân gian coi là những "gian hậu loạn triều" tàn ác bất nhân với cả người thân, làm nghiêng đổ giang sơn xã tắc.

## Xuất thân

### Dòng dõi

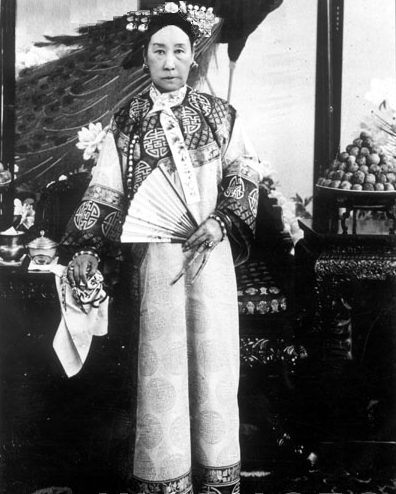
Hiếu Khâm Hoàng hậu Diệp Hách Na Lạp thị

Từ Hi Thái hậu sinh ngày 10 tháng 10 (âm lịch) năm Đạo Quang thứ 15, xuất thân từ Diệp Hách Na Lạp thị thuộc Mãn Châu Tương Hoàng kỳ, nguyên là Mãn Châu Tương Lam kỳ, con cháu nhà quan gia thế tập. Sau thời Trung Hoa Dân quốc, có nhiều học giả nhận định bà ắt hẳn là con cháu Diệp Hách bối lặc Kim Đài Cát, thuộc dòng dõi của Nạp Lan Minh Châu, thế nhưng sự thực hoàn toàn không phải như vậy.
Cứ theo hồ sơ có tên Đức Hạ Nột Thế quản Tá lĩnh tiếp tập gia phổ (德贺讷世管佐领接袭家谱) tại Trung Quốc đệ nhất lịch sử đương án quán (中国第一历史档案馆), thì tổ tiên của bà được gọi là Khách Sơn (喀山). Khách Sơn sau khi nhập kỳ, nhận chức Kỵ Đô úy, sau do tòng chinh Liêu Đông lập rất nhiều quân công, sau do có công "Dưỡng dục công chúa" mà thụ tước [Nhị đẳng Tử; 二等子], thụy là [Mẫn Tráng; 敏壮]. Hậu duệ đại tông một chi thừa kế tước hiệu [Nhất đẳng Nam; 一等男] cùng hai chức Thế quản Tá lĩnh (世管佐領). Cao tổ phụ Khách Anh A (喀英阿) là huyền tôn của Khách Sơn, thế tập Nam tước cùng chức Tá lĩnh. Khách Anh A sinh ra con trưởng Trát Lang A (扎郎阿) thế tước, còn con thứ Cát Lang A (吉朗阿) - chính là cụ nội của Từ Hi Thái hậu.
Cát Lang A, tự Ải Đường (霭堂), do là con thứ nên đành phải xuất sĩ để tiến thân, làm đến Viên ngoại lang bộ Hộ. Ông cưới Tông Thất nữ quyến, vào năm Càn Long thứ 45 sinh ra Cảnh Thụy (景瑞), làm đến Lang trung bộ Hình. Sau Cảnh Thụy cưới Qua Nhĩ Giai thị, sinh ra hai con: con trưởng Huệ Trưng (惠徵), con thứ Huệ Xuân (惠春). Bên cạnh đó, có nguồn tư liệu từ Đài Loan ghi lại, trên Huệ Trưng còn có 1 anh cả tên Huệ Trừng (惠澂), nguyên sính con gái của Hắc Long Giang tướng quân Quả Tề Tư Hoan (果齐斯欢), nhưng chưa kịp thành hôn đã chết yểu. Tư liệu này không khớp với Ngọc điệp của nhà Từ Hi Thái hậu, tuy nhiên Huệ Trưng quả thực được gọi là [Huệ nhị thái gia; 惠二太爷], cho nên vẫn còn tồn nghi.

### Gia cảnh
Phụ thân bà là Huệ Trưng, sơ kì là "Bút thiếp thức" ở bộ Lại. Năm Hàm Phong thứ 2, Huệ Trưng được phong hàm Tứ phẩm, làm đến An Huy Ninh Trì Thái Quảng đạo Đạo viên (安徽寧池廣太道道員). Sau, Huệ Trưng cưới Phú Sát thị thuộc Mãn Châu Tương Hoàng kỳ, con gái Phó Đô thống Huệ Hiện (惠顯), sinh 3 nam 4 nữ, trong đó Từ Hi Thái hậu là con gái thứ 2, do đích thê Phú Sát thị sinh ra. Vào năm Từ Hi Thái hậu ra đời, Huệ Trưng đang làm việc tại Bắc Kinh, dẫn đến một số suy đoán rằng bà cũng được sinh ra tại đó.
Ba con trai của Huệ Trưng, theo thứ tự là Chiếu Tường (照祥), Quế Tường (桂祥) cùng Phật Hữu (佛佑). Chiếu Tường sinh năm không rõ, mất vào năm Đạo Quang thứ 7; Quế Tường sinh vào năm Đạo Quang thứ 24, sinh ra Long Dụ Hoàng thái hậu. Con trai út Phật Hữu, sinh vào Hàm Phong nguyên niên, mất vào năm Quang Tự thứ 25. So về độ tuổi, có thể thấy cả ba người con trai đều là em của Từ Hi Thái hậu. Bốn cô con gái của Huệ Trưng, xét theo Trung cung đương soa vụ tạp lục (宫中档差务杂录), có đề cập việc tế tự trong nhà Từ Hi Thái hậu, và bà tự gọi mình là [Hiếu thứ nữ; 孝次女] - chứng tỏ bà là con gái thứ hai trong nhà. Nhưng tư liệu chị em gái của bà chỉ ghi lại 2 người em gái, một vị trường tỷ rất có thể là chết non. Hai em gái còn lại của bà, một vị sinh vào năm Đạo Quang thứ 21, được chỉ hôn cho Thuần Hiền Thân vương Dịch Hoàn - ấy chính là Uyển Trinh. Một vị còn lại sinh năm không rõ, gả cho em trai ruột của Khánh Mật Thân vương Dịch Khuông là Dịch Huân.
Khoảng những năm 30 niên hiệu Đạo Quang, có vụ án phát sinh ở bộ Hộ, Đạo Quang Đế tiến hành điều tra. Lúc đó Cát Lang A đã từng làm quan Ngân khố Tư viên, nên trách nhiệm đều giáng lên người Cảnh Thụy, không lâu sau Cảnh Thụy bị tống giam. Con trai Cảnh Thụy là Huệ Trưng phải vơ vét tài sản mới cứu được Cảnh Thụy ra ngoài. Đây cũng là kiếp đại nạn đầu tiên trong gia đình bà. Chi Trát Lang A là chi trưởng của Khách Sơn, nhiều đời thế tập tước Nam tước, tuy nhiên vẫn khá có giao du với nhánh của gia đình bà, nên quan hệ toàn gia tương đối không tệ. Điều này minh chứng việc một người cháu dâu của Từ Hi Thái hậu, được gọi là [Nguyên đại nãi nãi; 元大奶奶], theo ghi chép cuối thời Thanh thường xuyên vào cung thăm Từ Hi Thái hậu. Nguyên đại nãi nãi là vợ của Đức Viên (德垣), trực hệ của Trát Lang A, nên còn được gọi là [Viên đại nãi nãi; 垣大奶奶].
Đánh giá tổng quan, dòng dõi Na Lạp thị của Từ Hi Thái hậu là quân công thế gia, nhưng gia đình của bà lại là dòng thứ, địa vị không mấy cao, dù không phải là thấp kém. Dẫu vậy, đời của bà tách ra khỏi nhánh đại tông không xa, cho nên tương đối có quyền thế, ông và cha bà vẫn giữ được các chức quan tương đối, bên cạnh đó hôn nhân của gia đình vẫn thuộc diện có thể liên hôn với các nhà tầm trung hoặc cao hơn, quả thực không tầm thường. Tuy không thể so với đệ nhất thế gia nhưng cũng hơn những nhà bình thường.

## Nhập cung

### Trải qua tuyển tú
Năm Hàm Phong thứ 2 (1852), ngày 11 tháng 2 (âm lịch), sau khi vượt qua 60 cô gái cùng tham gia thi tuyển tú nữ, Na Lạp thị được vào vòng cuối cùng dự tuyển tần phi. Cùng năm, bà được chỉ định làm Quý nhân. Ngày 9 tháng 5 (âm lịch) năm ấy, Na Lạp thị nhập cung, được gọi là Lan Quý nhân (蘭貴人).
Trong số những người được chọn còn có Lệ Quý nhân Tha Tha Lạp thị, Anh Quý nhân Y Nhĩ Căn Giác La thị và Trinh tần Nữu Hỗ Lộc thị, người sau này là Hiếu Trinh Hiển Hoàng hậu. Bởi vì tư liệu tuyển tú thời Hàm Phong chỉ vỏn vẹn, nên trước mắt không rõ thời điểm Na Lạp thị tuyển tú có xảy ra chuyện gì kì lạ hay không. Ngoại trừ Trinh tần Nữu Hỗ Lộc thị là dự bị cho ngôi vị Hoàng hậu, đối đãi có khác biệt, thì Na Lạp thị cùng Tha Tha Lạp thị và Y Nhĩ Căn Giác La thị đều là Quý nhân, có thể thấy rõ tương đối bình đẳng.
Năm Hàm Phong thứ 4 (1854), ngày 26 tháng 2 (âm lịch), Na Lạp thị được tấn phong lên 1 cấp là Tần. Ngày 25 tháng 11 (âm lịch) cùng năm, lấy Hiệp bạn Đại học sĩ Giả Trinh (贾桢) làm Chính sứ, Lễ bộ Tả Thị lang Túc Thuận (肃顺) làm Phó sứ, hành lễ sách phong Tần, phong hiệu Ý tần (懿嫔). Căn cứ Hồng xưng thông dụng (鴻稱通用) của Nội vụ phủ, phong hiệu Ý có Mãn văn là 「Fujurungga」, ý là "Đoan trang", "Văn nhã", "Có phong thái".

### Sinh hạ hoàng tử
Năm Hàm Phong thứ 6 (1856), ngày 23 tháng 3 (tức ngày 27 tháng 4 dương lịch), sinh hạ Hoàng trưởng tử Tải Thuần (載淳), con trai duy nhất của Hàm Phong Đế, tức Thanh Mục Tông Đồng Trị Hoàng đế sau này. Ngày 24 tháng 3 hôm sau, bà được sắc phong thành Ý phi (懿妃). Ngày 1 tháng 12 (âm lịch) cùng năm, lấy Đại học sĩ Bành Uẩn Chương (彭蕴章) làm Chính sứ, Lễ bộ Thượng thư Thụy Lân (瑞麟) làm Phó sứ, hành lễ sách phong Phi.
Một năm sau (1857), ngày 2 tháng 1, khi Tiểu hoàng tử gần tròn 1 tuổi, Ý phi Na Lạp thị lại được tấn phong làm Quý phi. Ngày 13 tháng 12 cùng năm, lấy Nội các đại học sĩ Dụ Thành (裕诚) làm Chính sứ, Đại học sĩ Hoàng Tông Hán (黄宗汉) làm Phó sứ, đem kim sách kim bảo chính thức cử hành lễ sắc phong.
Sách phong viết:
| “                          | 朕惟椒涂佐治。含章应厚载之贞。瓜瓞延祺。笃祜启灵长之祚。焕芝泥而光贲。膺鞠采而荣增。咨尔懿妃那拉氏、赋质金相。秉心玉粹。柔嘉维则。表令范于珩璜。淑慎其仪。懔芳规于图史。祥开麟定。恩奉龙章。瑞毓螽诜。吉符燕喜。既蕃禧之茂介。宜显秩之攸加。是用晋封尔为懿贵妃。锡之册宝。尔其坤仪懋赞。敬承昌燕之休。巽命丕扬。益荷庞鸿之泽。钦哉。 ... Trẫm duy tiêu đồ tá trị. Hàm chương ứng hậu tái chi trinh. Qua điệt duyên kỳ. Đốc hỗ khải linh trường chi tộ. Hoán chi nê nhi quang bí. Ưng cúc thải nhi vinh tăng. Tư nhĩ Ý phi Na Lạp thị, phú chất kim tương. Bỉnh tâm ngọc túy. Nhu gia duy tắc. Biểu lệnh phạm vu hành hoàng. Thục thận kỳ nghi. Lẫm phương quy vu đồ sử. Tường khai lân định. Ân phụng long chương. Thụy dục chung sân. Cát phù yến hỉ. Kí phồn hi chi mậu giới. Nghi hiển trật chi du gia. Thị dụng tấn phong nhĩ vi Ý Quý phi, tích chi sách bảo. Nhĩ kỳ khôn nghi mậu tán. Kính thừa xương yến chi hưu. Tốn mệnh phi dương. Ích hà bàng hồng chi trạch. Khâm tai. | ” |
| — Sách tấn phong Ý Quý phi | |   |

### Sinh hoạt cung đình

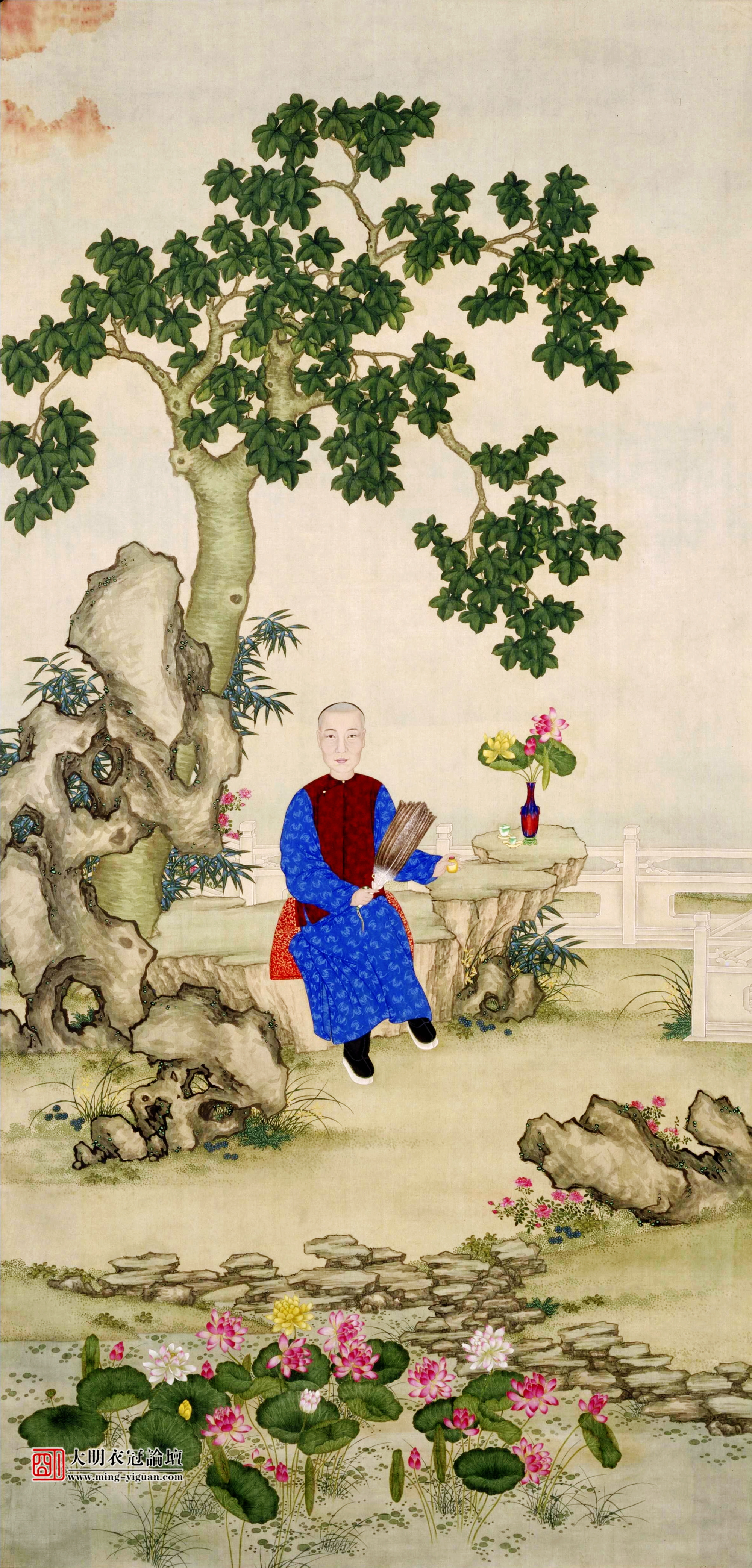
Hàm Phong Đế

Hàm Phong triều tổng cộng 11 năm, mà hậu cung Hàm Phong chỉ đến năm thứ 2 mới định, cho nên thực tế cuộc sống hậu cung của Na Lạp thị chỉ vỏn vẹn 10 năm. Mà trong 10 năm ấy, lại chia ra làm 3 giai đoạn, và giai đoạn đầu tiên là từ Hàm Phong năm thứ 2 đến năm thứ 5. Lúc này hậu cung chỉ vừa mới định, tựa hồ có không ít vấn đề. Giai đoạn thứ 2 là từ năm Hàm Phong thứ 5 đến năm thứ 8, trong khoảng thời gian này hậu cung dần ổn định, cũng là thời gian mà Na Lạp thị đã có địa vị chắc chắn. Cuối cùng là 2 năm cuối, khi ấy chính sự bất ổn, Hàm Phong Đế đã sa vào hưởng lạc.
Ở giai đoạn thứ nhất, Na Lạp thị bình bình yên dị vô sủng, điều này hình như có liên quan đến thời tang kỳ của cha bà là Huệ Trưng, khiến Na Lạp thị vào cung cũng chưa thực sự được đoái hoài đến. Lúc này, Trinh tần đăng vị Hoàng hậu, Anh Quý nhân độc sủng phong Tần. Nhưng Anh tần sau đó liên tiếp thất sủng giáng vị, Na Lạp thị cùng Lệ Quý nhân vào năm Hàm Phong thứ 4 mới bắt đầu được sủng ái, đồng loạt thăng Tần. Sau đó vào năm Hàm Phong thứ 5 và thứ 6, Lệ tần cùng Na Lạp thị do sinh dục Hoàng trưởng nữ cùng Hoàng trưởng tử, mà đều thăng Phi. Và cũng vì do sinh hạ Hoàng trưởng tử, Na Lạp thị một bước tấn Quý phi chỉ sau vỏn vẹn vài tháng dụ tấn Phi, điều này hiển nhiên là công lao "Sinh dục Hoàng tử" mới khiến bà có được địa vị này. Trong triều Hàm Phong đương thời, có thể thấy Na Lạp thị là Quý phi duy nhất, lại là sinh mẫu của Hoàng trưởng tử, cho nên địa vị trong hậu cung của bà vào lúc ấy chỉ sau mỗi Hoàng hậu. Vào giai đoạn cuối, hậu cung thu nạp đủ loại tần phi với thân phận hỗn loạn, hẳn đây cũng là thời gian Na Lạp thị để bảo toàn cho con trai mà thu mình vào nhất, một phần vì thời gian này tổ phụ của bà Cảnh Thụy qua đời khiến bà phải "thủ hiếu".
Theo một số truyền thuyết kể lại, Ý Quý phi Na Lạp thị không như những người phụ nữ khác an phận, mà nổi tiếng với trí thông minh và khả năng đọc viết thông thạo tiếng Hán, nhờ vậy bà có nhiều cơ hội tham gia chính sự khi sức khỏe của Hàm Phong Đế không được tốt. Trong nhiều trường hợp, Hoàng đế để Ý Quý phi đọc tấu chương và ghi lời phê cho mình, điều này khiến các đại thần đối với Ý Quý phi đã sớm bất mãn. Tuy nhiên, những truyền thuyết trên đã có phần cường điệu, đặc biệt là dưới nhãn quan của người phương Tây, có phần lệch lạc không ít. Bên cạnh cái nhìn của người phương Tây cho thấy một phụ nữ can chính, người Trung Quốc nhìn về bà khi còn là Ý Quý phi Na Lạp thị lại theo hướng hậu cung tranh sủng. Qua các thuyết này, Na Lạp thị hãm hại vô số cung nhân, nổi tiếng nhất là việc đem Lệ phi Tha Tha Lạp thị biến thành [Nhân trư; 人彘]. Cơ bản tất cả đều là bịa đặt vô căn cứ.
Mặt khác, có người tên là Vương Văn Phổ (王文普), vốn là hậu duệ chi rất xa của Cát phi Vương thị, vào thời buổi đầu tân Trung Quốc đã viết cuốn sách Từ Hi tảo niên dật sự (慈禧早年轶事) miêu tả một đoạn tranh sủng của Ý Quý phi. Theo tự nhận của Vương Văn Phổ nghe theo người trong hệ tộc thuật lại, Cát phi cùng Ý Quý phi Na Lạp thị khi ấy mang thai, nhưng Na Lạp thị tính kế khiến Cát phi sẩy thai, còn mình an toàn sinh ra hoàng tử. Tuần tra qua các tài liệu, Cát phi Vương thị nhỏ hơn Na Lạp thị 5 tuổi, nguyên là cung nữ của Hoàng hậu, vào năm Hàm Phong thứ 8 mới được thụ phong làm Quý nhân, là vị hậu cung cuối cùng tấn phong triều Hàm Phong. Trong khi đó, Na Lạp thị sinh Hoàng tử vào năm Hàm Phong thứ 6, thời gian chênh lệch quá lớn, thập phần không đáng tin.

## Đảo chính Tân Dậu

### Hàm Phong Đế băng hà

Hai con dấu "Ngự Thưởng" và "Đồng Đạo đường"

Năm Hàm Phong thứ 10 (1860), liên quân Anh - Pháp tấn công Bắc Kinh. Hàm Phong cùng hoàng tộc, trong đó có Ý Quý phi, phải rời Tử Cấm Thành đến Thừa Đức để lánh nạn. Khi nghe tin vườn Viên Minh xa hoa tráng lệ bị liên quân đốt phá, Hoàng đế đau buồn khôn xiết. Ngài bắt đầu lạm dụng rượu và thuốc phiện khiến sức khỏe ngày càng suy sụp.
Năm Hàm Phong thứ 11 (1861), ngày 17 tháng 7 (tức ngày 22 tháng 8 dương lịch), Hàm Phong Đế băng hà ở Tị Thử Sơn Trang. Người kế vị ông, Hoàng tử Tải Thuần, lúc này chỉ mới 5 tuổi. Trước lúc lâm chung, Hàm Phong Đế ban cho Hoàng hậu Nữu Hỗ Lộc thị con dấu [Ngự Thưởng; 御赏], và con dấu [Đồng Đạo Đường; 同道堂] cho Hoàng tử Tải Thuần. Do Hoàng tử còn nhỏ nên con dấu được mẹ Hoàng tử là Ý Quý phi Na Lạp thị tạm thời bảo quản, với hy vọng cả hai sẽ hợp sức cùng nhau nuôi dạy Hoàng đế tương lai khôn lớn.
Hàm Phong Đế cũng di chiếu lại cho tám vị đại thần bao gồm Di Thân vương Tải Viên, Trịnh Thân vương Đoan Hoa, Hộ bộ Thượng thư Túc Thuận, Ngạch phụ Cảnh Thọ, Binh bộ Thượng thư Mục Ấm, Lại bộ Tả Thị lang Khuông Nguyên, Lễ bộ Hữu thị lang Đỗ Hàn, Thái bộc Thiếu Khanh tự Tiêu Hữu Doanh làm phụ chính hỗ trợ cho Tiểu Hoàng đế, đương thời gọi Cố mệnh Bát đại thần. Điều này có nghĩa thực quyền sẽ nằm trong tay nhóm tám vị này, do Túc Thuận đứng đầu. Ban đầu, niên hiệu của Tân Hoàng đế dự định sẽ là [Kỳ Tường; 祺祥].
Sau khi Hàm Phong Đế băng hà, Tải Thuần kế vị. Theo thông lệ nhà Thanh, phàm [Mẫu hậu Hoàng hậu] - Đích mẫu của Hoàng đế cùng [Thánh mẫu] - sinh mẫu của Hoàng đế đều còn sống và tại vị, thì nên đồng tôn Hoàng thái hậu. Theo đó, Hoàng hậu Nữu Hỗ Lộc thị được tấn tôn làm [Mẫu hậu Hoàng thái hậu; 母后皇太后], tức Từ An Hoàng thái hậu. Sinh mẫu của Hoàng đế là Ý Quý phi Na Lạp thị trở thành [Thánh mẫu Hoàng thái hậu; 聖母皇太后].
Theo Edward Behr, chính Thánh mẫu Hoàng thái hậu Na Lạp thị cho rằng hai người đều là phụ nữ, Hoàng đế thì còn nhỏ tuổi, nếu để tám vị đại thần phụ chính ắt không tránh khỏi việc bị chèn ép. Vì vậy, bà gợi ý với Mẫu hậu Hoàng thái hậu nên cùng nhau chấp chính, đoạt lấy quyền lực. Với việc này, trong tương lai cả hai vị Thái hậu đều có thể tham gia chính sự, chứ không phải chịu sự chèn ép của phe Cố mệnh Bát đại thần.

### Diễn ra chính biến

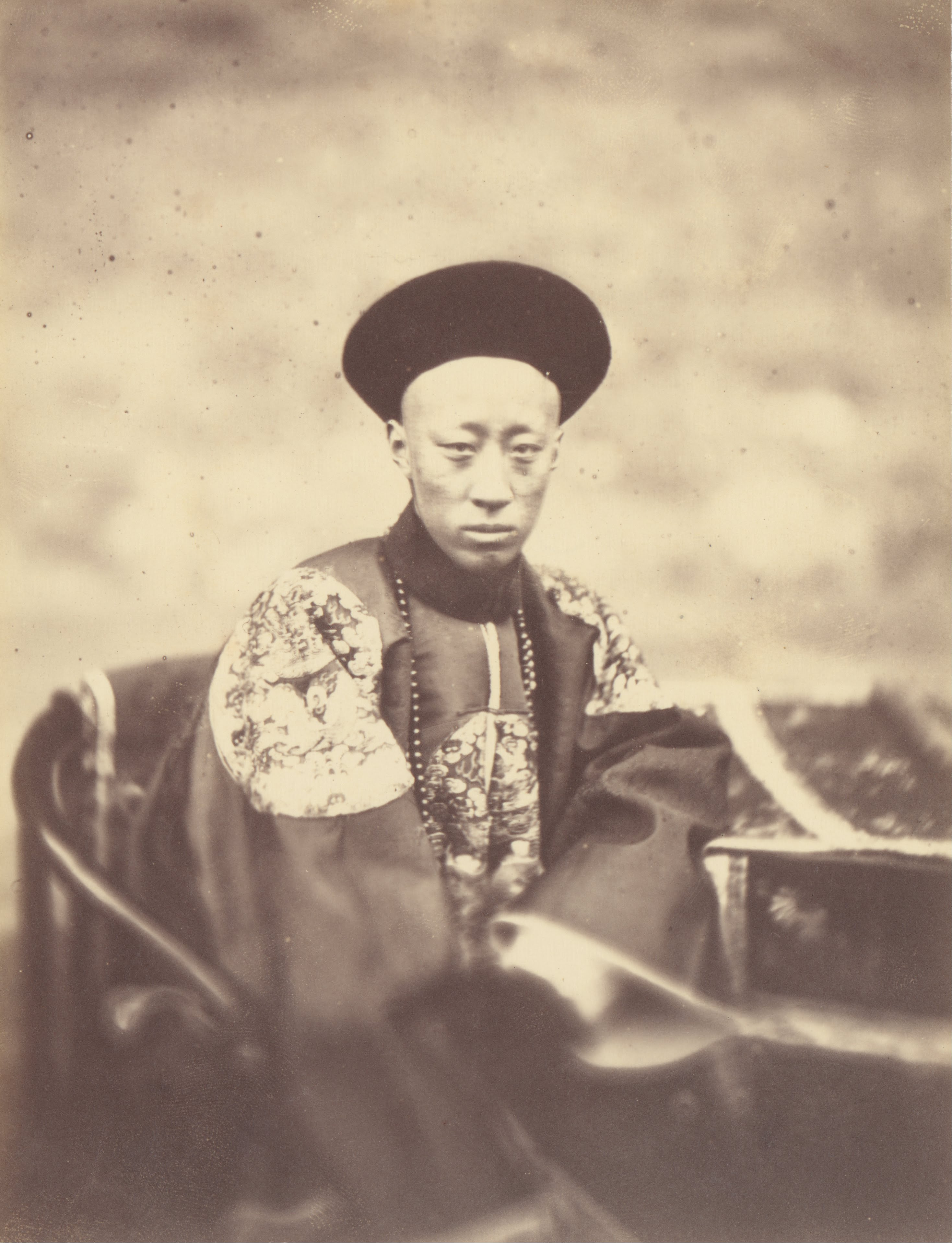
Ảnh chụp Cung Thân vương Dịch Hân.

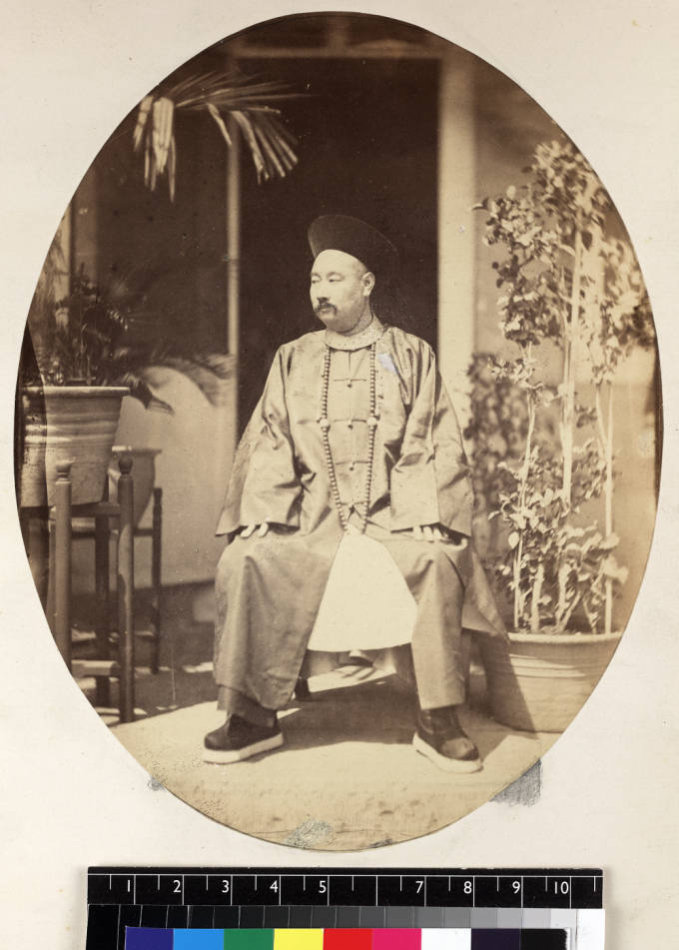
Túc Thuận - người đứng đầu Cố mệnh Bát đại thần.

Trong lúc chờ ngày lành tháng tốt để đưa di hài của Hàm Phong Hoàng đế về Bắc Kinh, quan hệ giữa Lưỡng cung Thái hậu và nhóm của Tái Viên cùng Túc Thuận ngày một xấu đi. Dưới tình thế đó, hai vị Thái hậu liên kết triệt bỏ Túc Thuận. Trong số đồng minh quan trọng nhất khi ấy, có Cung Thân vương Dịch Hân và Thuần Quận vương Dịch Hoàn. Cung Thân vương vốn là một người đầy tham vọng nhưng lại bị gạt khỏi vị trí đầu triều sau di chiếu của Hàm Phong Đế nên rất tích cực ủng hộ cuộc đảo chính. Ngoài ra còn có Quân cơ đại thần Văn Tường (文祥) - một người luôn ủng hộ Dịch Hân trong vấn đề chính trị, do bất mãn cũng quyết định thỉnh an Lưỡng cung Thái hậu, âm mưu dự việc chính biến.
Ngày 1 tháng 8 (ngày 5 tháng 9 dương), Cung Thân vương giả trang thành Tát mãn, mật họp với Lưỡng cung Thái hậu, sau đó về kinh sư bố trí sẵng.
Ngày 11 tháng 8 (ngày 14 tháng 9 dương), Sơn Đông Ngự sử Đổng Nguyên Thuần (董元醇) tấu thỉnh Lưỡng cung Thái hậu quản lý triều chính. Gặp phải sự phản đối của Tái Viên cùng Túc Thuận, lấy lý do nhà Thanh chưa có tiền lệ Thái hậu buông rèm nhiếp chính. Hai bên tranh cãi kịch liệt. Trong khi đó, Cung Thân vương ở Bắc Kinh bố trí thế lực, có Đại học sĩ Quế Lương (桂良), Giả Trinh (贾楨) cùng Hộ bộ Thượng thư Thẩm Triệu Lâm (沈兆霖) liên lạc các thế lực ngoại quốc. Ông còn huy động một số vây cánh đã thiết lập ngầm từ lâu, trong đó có Tả Dực Hậu Khoa Nhĩ Thấm Thân vương Tăng Cách Lâm Thấm.
Ngày 23 tháng 9 (ngày 26 tháng 10 dương), kim quan của Hàm Phong Đế rục rịch được đưa về Bắc Kinh. Lưỡng cung Thái hậu theo đúng kế hoạch, trước an dụ Tân Hoàng đế bồi giá 1 ngày, sau lấy lý do Hoàng đế tuổi nhỏ vất vả, bèn phủ dụ đám người Túc Thuận ở lại đi theo hộ tống, còn cả hai vị Thái hậu sẽ cùng Tân Hoàng đế trở về Bắc Kinh trước để lo liệu. Ngày 29 tháng ấy (âm lịch), Tân Hoàng đế bồi Lưỡng cung Thái hậu về Bắc Kinh bằng đường tắt, về trước so với linh giá 4 ngày. Ngay lập tức, Lưỡng cung Thái hậu gọi gấp Cung Thân vương, phát hiệu lệnh bố trí sẵng sàng thực hiện kế hoạch. Ngày 30 tháng 9 (tức ngày 2 tháng 11 dương lịch), khi Tám phụ chính đại thần về đến Bắc Kinh, Lưỡng cung Thái hậu chính thức phát động chính biến, ra chỉ phái Thuần Quận vương Dịch Hoàn đọc tuyên tội trạng của Cố mệnh Bát đại thần, rồi để Thuần Quận vương hiệp lĩnh Quản thiện bộ doanh sự lập tức bắt giam Tái Viên, Đoan Hoa cùng Túc Thuận. Khi Túc Thuận bị bắt, còn mắng to nói: "Hối hận không sớm trị mấy ả tiện tỳ này!".
Ngày 5 tháng 10 (tức ngày 7 tháng 11 dương lịch), đổi niên hiệu từ [Kỳ Tường] thành [Đồng Trị; 同治].
Ngày 6 tháng 10 (tức ngày 8 tháng 11 dương lịch) năm ấy, cả tám người bị khép tội phản nghịch cùng một loạt tội danh lớn nhỏ khác. Để thể hiện sự khoan dung, Lưỡng cung Thái hậu chỉ xử tử 3 trong số họ là Túc Thuận, Tái Viên cùng Đoan Hoa. Cung Thân vương cho rằng Túc Thuận và hai người có vị trí cao nhất phải chịu lăng trì, nhưng Lưỡng cung Thái hậu quyết định Túc Thuận chỉ bị chém đầu, còn hai người kia được tự sát. Trong lịch sử Trung Quốc, đây gọi là [Tân Dậu chính biến; 辛酉政变] hay Chính biến Tân Dậu.

### Đề nghị Thùy liêm
Triều đại nhà Thanh, dù Hoàng đế có nhỏ tuổi thì cũng dựa vào các đại thần, hoặc tông thân phụ tá, đơn cử như Duệ Trung Thân vương Đa Nhĩ Cổn thời Thuận Trị; bốn vị Phụ chính đại thần Sách Ni, Ngao Bái, Át Tất Long cùng Tô Khắc Tát Cáp thời Khang Hi. Hoặc gần nhất chính là [Cố mệnh Bát đại thần] do chính Hàm Phong Đế chỉ định - những người đã bị Lưỡng cung Thái hậu dùng chính biến hạ bệ. Các vị Thái hậu thời kì ấy, Hiếu Trang Văn Hoàng hậu hay Hiếu Huệ Chương Hoàng hậu hoàn toàn không có tiền lệ nhiếp chính như các Thái hậu thời nhà Hán. Cũng bởi vì lý do này, Cung Thân vương Dịch Hân sau sự kiện này trở thành người đứng đầu hàng tông thất, được Lưỡng cung Thái hậu phong tước hiệu Nghị Chính vương (議政王) - có trách nhiệm đứng đầu Quân cơ xứ, được gọi là các [Quân cơ đại thần; 军机大臣]. Không những được phong làm Nghị Chính vương đứng đầu Quân cơ xứ, con gái của ông cũng được phong là Vinh Thọ Cố Luân Công chúa, đây là một đặc ân rất đáng kể bởi vì tước vị [Cố Luân Công chúa] vốn là tước vị chỉ dành cho con gái của Hoàng hậu, đồng thời lương bổng của ông cũng tăng gấp đôi. Bên cạnh đó, Lưỡng cung Thái hậu cũng không vì thế mà muốn mất đi thực quyền, nên đề ra chính sách cả hai cùng lâm triều nghe chính sự, được gọi là [Lưỡng cung thính chính; 兩宮聽政].
Năm Hàm Phong thứ 11 (1861), ngày 26 tháng 10 (âm lịch), Lễ Thân vương Thế Đạc (世铎) dâng [Thùy liêm chương trình; 垂帘章程] để giải thích việc Thùy liêm của Lưỡng cung Thái hậu. Theo chương trình này, khi Lưỡng cung Thái hậu thượng triều nghe chính thì đặt bày ở Đông Noãn các của Dưỡng Tâm điện, đều ngồi sau một tấm rèm the màu vàng được gọi là [Hoàng Mạn; 黄幔] đặt ở sau ngự tọa của Hoàng đế; các Quân cơ đại thần được dẫn đầu bởi Nghị Chính vương theo thứ tự tiến vào dâng tấu biểu. Từ đây, Lưỡng cung Thái hậu theo quy định về thiết triều của nhà Thanh sẽ đều triệu các Quân cơ đại thần vào điện nghe chính sự. Quy trình này khá phức tạp, khi Quân cơ Đại thần dâng tấu chương, Lưỡng cung Thái hậu cùng xem xét, từ Cung thân vương đề nghị thỉnh chỉ, hôm sau Cung Thân vương trình tấu sự vụ lên, Lưỡng cung Thái hậu cùng xem xét và duyệt định, lấy con dấu [Đồng Đạo đường] do chính Mẫu hậu Hoàng thái hậu ấn lên, rồi lấy danh nghĩa Đồng Trị Đế mà ban phát chỉ dụ. Ngày 1 tháng 11 (âm lịch) năm ấy, Đồng Trị Đế chính thức phụng Lưỡng cung Thái hậu thùy liêm tại Dưỡng Tâm điện.
Mẫu hậu Hoàng thái hậu ở phía Đông của Noãn các tại Dưỡng Tâm điện, vì theo nguyên tắc hướng Đông là chính, nên bà còn được gọi là [Đông Thái hậu; 東太后]. Còn Thánh mẫu Hoàng thái hậu ở phía Tây của Noãn các, còn được gọi là [Tây Thái hậu; 西太后]. Lưỡng cung Thái hậu chính thức Thùy liêm thính chính, trở thành 2 vị Hậu cung đầu tiên và duy nhất tiến hành nhiếp chính của nhà Thanh.

## Thời đại Đồng Trị

### Thượng tôn huy hiệu
Năm Đồng Trị nguyên niên (1862), ngày 25 tháng 4 (âm lịch), triều thần định huy hiệu cho Tây Thái hậu là Từ Hi Hoàng thái hậu (慈禧皇太后). Đây chính là lúc bà chính thức có huy hiệu này. Ngày hôm đó, chử chư Vương, Bối lặc, Văn võ đại thần, dâng kim sách thượng tôn huy hiệu.
Sách tôn viết
| “                               | 徽音懋著。璇枢延爱日之晖。彝典推崇。宝篆耀祥云之采。统六宫而瞻壸教。盛德聿昭。合万国而奉母仪。尊称爰晋。钦惟圣母皇太后。道彰坤顺。福茂履祥。温恭夙仰夫令仪。雍肃咸钦夫淑范。躬先节俭。椒庭垂浣濯之型。心矢祗勤。柘馆示织纴之则。侍先帝而柔嘉尽慎。诫懔鸡鸣。越冲人而鞠育维殷。谋诒燕翼。曩昔彤闱敬事。叨懿训之时亲。迄今紫罽欢承。荷恩晖之永托。抚藐躬以缵绍。弥廑志于显扬。绎诗歌顺比之章。慈和普被。释诂详祓褫之义。禧福永膺。谨告天。地。宗庙。社稷。率诸王贝勒文武群臣。敬奉册宝。上尊号曰慈禧皇太后。伏愿蕃祉骈臻。洪厘骏集。合九州之富以为养。尚未尽夫孝思。颂万福之同于无疆。自长延夫令绪。谨言。 ... Huy âm mậu trứ. Toàn xu duyên ái nhật chi huy. Di điển thôi sùng. Bảo triện diệu tường vân chi thải. Thống lục cung nhi chiêm khổn giáo. Thịnh đức duật chiêu. Hợp vạn quốc nhi phụng mẫu nghi. Tôn xưng viên tấn. Khâm duy Thánh mẫu Hoàng thái hậu. Đạo chương khôn thuận. Phúc mậu lí tường. Ôn cung túc ngưỡng phu lệnh nghi. Ung túc hàm khâm phu thục phạm. Cung tiên tiết kiệm. Tiêu đình thùy hoán trạc chi hình. Tâm thỉ chi cần. Chá quán kỳ chức nhâm chi tắc. Thị tiên đế nhi nhu gia tẫn thận. Giới lẫm kê minh. Việt trùng nhân nhi cúc dục duy ân. Mưu di yến dực. Nẵng tích đồng vi kính sự. Thao ý huấn chi thời thân. Hất kim tử kế hoan thừa. Hà ân huy chi vĩnh thác. Phủ miểu cung dĩ toản thiệu. Di cần chí vu hiển dương. Dịch thi ca thuận bỉ chi chương. Từ hòa phổ bị. Thích cổ tường phất sỉ chi nghĩa. Hi phúc vĩnh ưng. Cẩn cáo Thiên địa, Tông miếu, Xã tắc, suất chư Vương, Bối lặc, Văn võ quần thần. Kính phụng sách bảo, thượng tôn hào viết: Từ Hi Hoàng thái hậu. Phục nguyện phồn chỉ biền trăn. Hồng li tuấn tập. Hợp cửu châu chi phú dĩ vi dưỡng. Thượng vị tẫn phu hiếu tư. Tụng vạn phúc chi đồng vu vô cương. Tự trường duyên phu lệnh tự. Cẩn ngôn. | ” |
| — Sách tôn Từ Hi Hoàng thái hậu | |   |

### Đồng Trị trung hưng

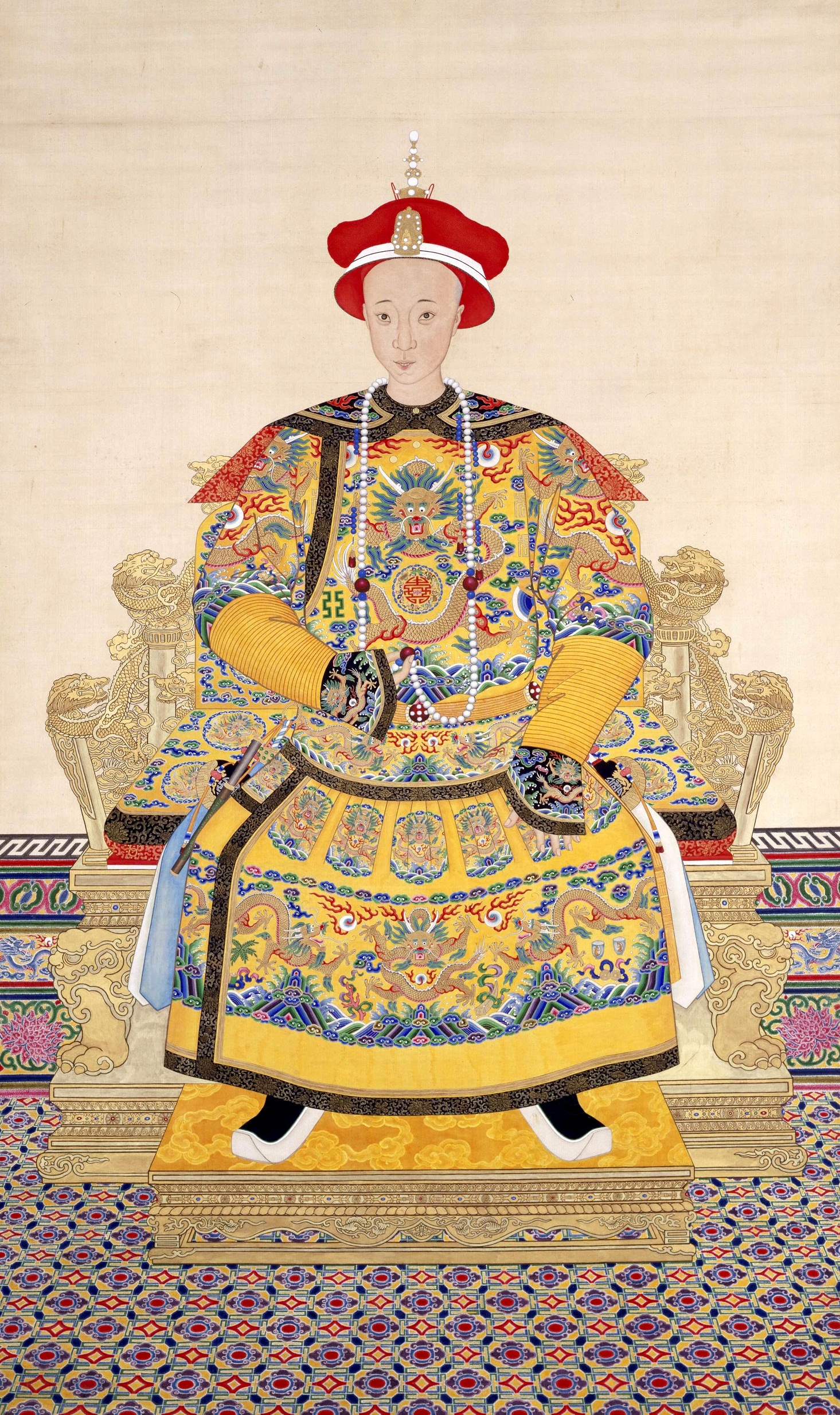
Đồng Trị Đế

Vai trò của Từ Hi Thái hậu cũng như Từ An Thái hậu lúc này chỉ là đóng con dấu của mình lên các sắc chỉ mà thôi, bởi vì tất cả nội dung và tấu biểu của triều đình đều do Nghị Chính vương cùng Quân cơ xứ soạn thảo cũng như chính thức ban bố. Tuy nhiên, người trực tiếp quản lý con dấu là Từ An Thái hậu, còn vai trò của Từ Hi Thái hậu căn bản là quản lý nội vụ.
Căn cứ theo Thanh cung di văn (清宫遗闻): "Đông Cung trội ở Đức, mà thực sự nắm quản việc đại sự; Tây Cung trội ở Tài, mà việc phê duyệt tấu chương, chi tiệu lợi hại chỉ quản được". Như vậy có thể thấy, Từ An Thái hậu tuy là người bên ngoài không tham quyền thế, nhưng lại là người nắm những đại quyền. Công việc do Từ Hi Thái hậu xử lý đa phần là những việc lặt vặt, chi tiêu sinh hoạt trong cung, ở những việc trọng đại thì phải thông qua quyết định của Từ An Thái hậu. Ngoài ra, vì Từ An Thái hậu ở vị trí chính cung, bây giờ ở phía Đông Noãn các của Dưỡng Tâm điện, thực lực quá rõ ràng, những việc Từ An Thái hậu thấy không cần nhúng tay vào thì đều để cho Từ Hi Thái hậu nhận lãnh, giải quyết ổn thỏa. Bởi cái đánh giá Từ Hi Thái hậu "tài cán" rốt cục là vì bà xử lý ổn thỏa, còn Từ An Thái hậu quản xuyến trên dưới nghiêm ngặt, dẫu Từ Hi Thái hậu cũng không tự tiện làm trái, ấy chính là "Đức" vậy. Điều đó cho ta thấy vai trò của Từ An Thái hậu vô cùng to lớn trong triều.
Trước Chiến tranh Nha phiến, Đại Thanh tự hào là [Thiên triều] và xem thường các nước Tây phương là ngoại di. Sau khi liên quân Anh – Pháp tới Bắc Kinh thời Hàm Phong, triều đình Đại Thanh buộc phải ký điều ước nhục nhã với họ, và lúc này Hoàng tộc Thanh mới chịu nhìn nhận cải thiện về quân sự. Vài người Mãn như Cung Thân vương Dịch Hân cùng Quế Lương nghĩ đến việc tự cường, bàn với Tăng Quốc Phiên, Lý Hồng Chương và Tả Tông Đường. Họ đồng ý với nhau rằng: "Muốn tự cường thì việc luyện binh là quan trọng nhất, mà muốn luyện binh thì trước hết phải chế tạo vũ khí giới", và họ giao cho Lý Hồng Chương thi hành.
Dưới sự lãnh đạo của Tăng Quốc Phiên, Tương Quân liên tiếp giành thắng lợi và cuối cùng đã tiêu diệt quân Thái Bình Thiên Quốc sau trận quyết đấu ở Thiên Kinh (Nam Kinh ngày nay) vào tháng 7 năm 1864. Tăng Quốc Phiên được phong [Nhất đẳng Dũng Nhị hầu], hàm Thái tử Thái bảo. Em trai của ông là Tăng Quốc Thuyên, cùng với Tả Tông Đường và Lý Hồng Chương, cũng được ban thưởng hậu hĩnh. Khoảng năm (1872-1873), lại trấn áp thành công Vân Nam Hồi biến cùng Thiểm Cam Hồi biến. Thế cục hỗn loạn của nhà Thanh dần dần ổn định, sử xưng [Đồng Trị trung hưng; 同治中興].

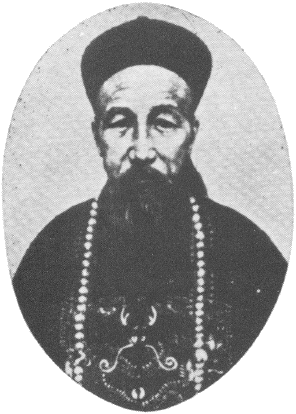
Tăng Quốc Phiên - chủ trương Vận động tự cường.

Các vấn đề nội vụ thì mỗi lúc một rối ren với nạn quan liêu và tham nhũng. Một thách thức đáng kể đối với Lưỡng cung Thái hậu là sự tha hóa của đội ngũ quý tộc Mãn Châu. Từ khi Đại Thanh lập quốc, các vị trí quan trọng nhất trong triều đình đều được giao cho người Mãn, còn người Hán bị khinh rẻ. Trái với truyền thống, triều đình Mãn Thanh cuối cùng quyết định giao quyền thống lãnh quân đội chống lại Thái Bình Thiên Quốc vào tay Tăng Quốc Phiên - một người Hán. Bên cạnh đó, 2 vị Thái hậu còn bổ nhiệm người Hán vào nhiều vị trí lãnh đạo cấp cao ở các tỉnh phía Nam Trung Hoa. Từ khi buông rèm chấp chính, Lưỡng cung Thái hậu liền tiếp thu Ngự sử Từ Khải Văn ý kiến, lệnh trung thần trong ngoài triều nói thẳng phê bình khuyết điểm; lại tiếp thu Ngự sử Chung Bội Hiền ý kiến, sùng tiết kiệm, trọng danh khí; tiếp thu Ngự sử Biện Bảo Đệ ý kiến, nghiêm thưởng phạt, nghiêm túc lại chế, thận tiến cử. Vào năm đầu triều Đồng Trị, triều đình tổ chức đánh giá bộ máy hành chính. Quan lại thuộc tất cả các cấp phải gửi về Bắc Kinh bản báo cáo hoạt động của mình trong vòng 3 năm gần nhất. Lưỡng cung Thái hậu tự mình đảm nhiệm việc đánh giá, vốn là nhiệm vụ của bộ Lại.
Ngoài ra, Lưỡng cung Thái hậu cũng khuếch trương Dương vụ vận động (洋务运动) hay [Sự vận động tự cường], với mục tiêu là hướng tới giao thiệp và học tập người phương Tây, do Từ An Thái hậu chủ trương cùng Cung Thân vương Dịch Hân và các lãnh đạo khác như Tăng Quốc Phiên, hướng tới trung hưng Đại Thanh. Tăng Quốc Phiên và Lý Hồng Chương tiếp xúc với Dung Hoành (容閎), một sinh viên nghèo ở Ma Cao và là du học sinh đầu tiên ở Mỹ, do một hội truyền giáo trợ cấp, năm 1854 đậu bằng cấp Đại học Yale. Tăng Quốc Phiên phái Dung Hoành qua Mỹ mua máy, ông này thuyết phục Tăng Quốc Phiên gởi 120 thanh niên đi du học. Một số lớn qua Mỹ, ba chục người sang Anh, ba chục qua Pháp, một số nhỏ qua Đức. Phong trào tự cường ngay lập tức gặp nhiều trở ngại.
Khi ấy, Quân đội Đại Thanh đang rất bức thiết cần một cuộc cải cách toàn diện và sâu rộng, và với sự cố vấn của các quan viên, Lưỡng cung Thái hậu cho mua bốn tàu chiến từ nước Anh. Tuy nhiên, những chiến hạm này khi về tới Trung Quốc đã chở theo toàn thủy thủ Anh quốc và chỉ tuân lệnh của chính phủ Anh. Cảm thấy bị xúc phạm, cuộc mua bán lập tức chấm dứt và Trung Quốc gửi trả tất cả tàu chiến về Anh. Một số học giả lấy ví dụ này để lập luận, tuy Từ Hi Thái hậu đã có cái nhìn cởi mở hơn đối với các vấn đề đối ngoại so với các triều đại trước đó, nhưng nhìn chung bà vẫn là người bảo thủ với không nhiều kiến thức về tình hình quốc tế. Bên cạnh đó, vì cho rằng sự ồn ào của tàu hỏa sẽ "Ảnh hưởng đến giấc ngủ của Tiên đế", Lưỡng cung Thái hậu đã cho hoãn thi công các tuyến đường sắt. Thậm chí khi hoạt động xây dựng được khôi phục lại năm 1877 dưới sự gợi ý của Lý Hồng Chương, Từ Hi Thái hậu đã hỏi tàu hỏa có phải do ngựa kéo không, chứng tỏ bà không phải là người hiểu rõ về các tiến bộ của khoa học kỹ thuật cũng như tác dụng của chúng. Từ Hi Thái hậu còn đặc biệt cảnh giác với các tư tưởng bình đẳng, tự do của những người du học phương Tây trở về và coi đó là mối đe dọa với sự thống trị của triều đại.

### Vụ án Cung Thân vương

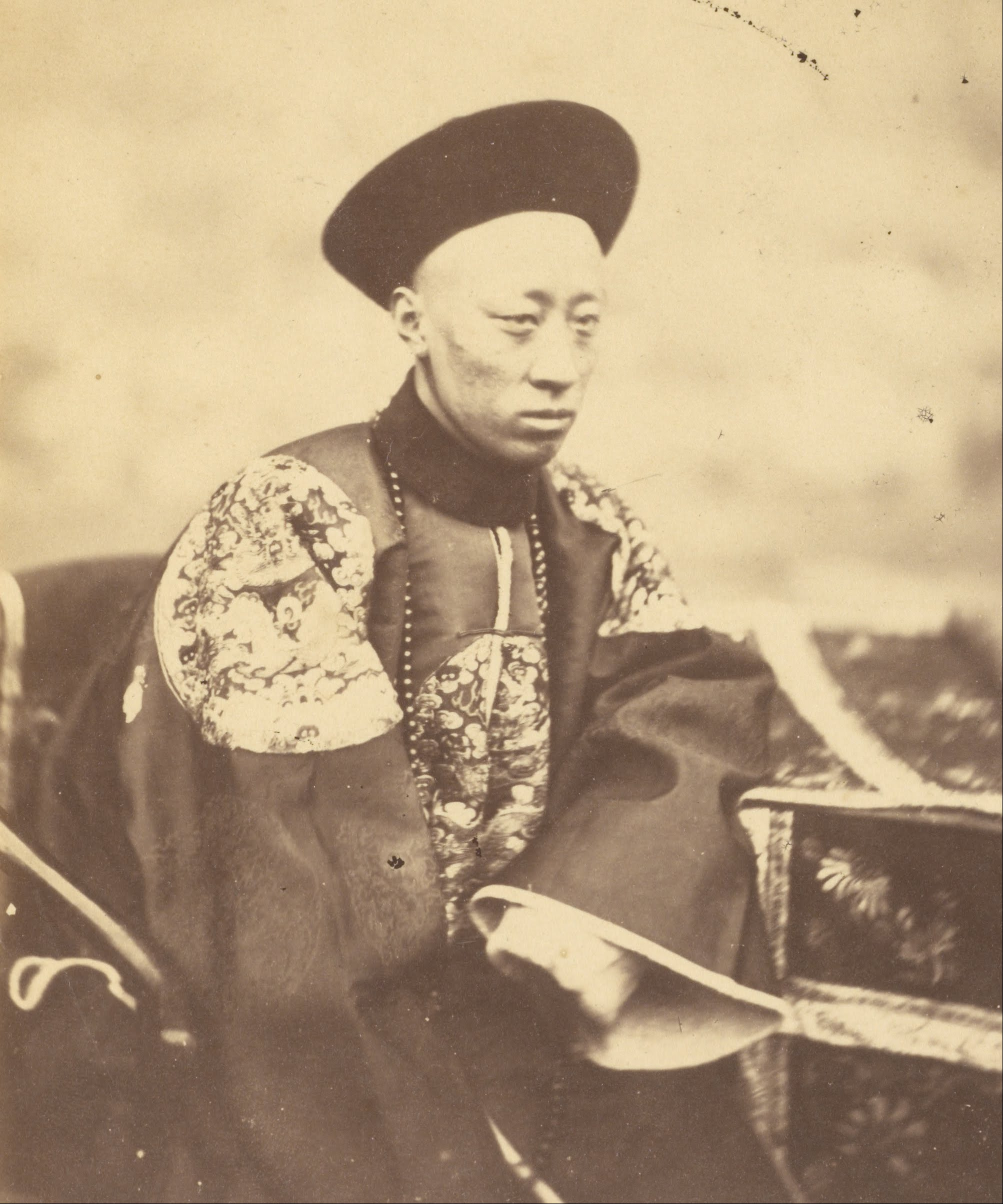
Cung Thân vương Dịch Hân - người luôn ủng hộ Từ An Thái hậu trong thời kỳ lưỡng cung thính chính.

Với mối họa Thái Bình Thiên Quốc được dẹp bỏ, Lưỡng cung Thái hậu mới có thể bắt tay vào việc củng cố quyền lực của mình ở trung ương, mà mối lưu tâm hàng đầu lúc đó không khác hơn là vị thế của Cung Thân vương Dịch Hân, người đang đứng đầu hội đồng Quân cơ xứ. Mặc dù đã sát cánh cùng hai vị Thái hậu trong cuộc đảo chính Tân Dậu, cũng như có công tiến cử Tăng Quốc Phiên, nhưng ảnh hưởng và uy tín của Dịch Hân trong triều đình phần nào hạn chế quyền quyết định của Từ Hi, đặc biệt là Cung Thân vương luôn dùng Từ An Thái hậu để trấn áp, khiến Từ Hi nhiều lần bị gạt ra khỏi chính sự.
Năm Đồng Trị thứ 4 (1865), ngày 5 tháng 3 (âm lịch), biên tu Thái Thọ Kỳ (蔡寿祺) buộc tội Cung Thân vương Dịch Hân, nói Vương "ôm quyền nạp hối, làm việc thiên tư kiêu doanh", Lưỡng cung Thái hậu mệnh lệnh điều tra, 7 ngày liền lấy này mục vô quân thượng, miễn đi chức Nghị Chính vương của Dịch Hân. Tuy nhiên, do các đại thần cầu tình, cũng như Từ An Hoàng thái hậu chủ trương, Cung Thân vương vẫn đi lại được trong cung và vẫn giữ các chức vụ quản lý Nội vụ phủ. Đây là lần xích mích đầu tiên giữa Từ Hi Hoàng thái hậu và Cung Thân vương.
Trước đây, Cung Thân vương chủ trương Dương vụ vận động là một cuộc vận động giữa triều đình, phái người Trung Quốc sang Tây phương thực hiện du học. Nhiều ý kiến cho rằng Từ Hi Thái hậu cũng có công trong vấn đề này, nhưng xét ra, Từ Hi Thái hậu vốn rất ghét người Tây dương là sự thật rất hiển nhiên, còn thì Từ An Thái hậu thực tế lại là Chân chính quốc mẫu, lại có Cung Thân vương Dịch Hân luôn ra sức dùng biện pháp "Đích thứ chi phân", nên có thể thấy rất rõ những thành tựu của Dương vụ vận động đều là do Từ An Thái hậu chủ trương. Khi cả hai Thái hậu thùy liêm, Từ An Thái hậu vốn nể trọng Cung Thân vương, nhiều lần đứng về phía ông, trong vấn đề trị vì nhiếp chính này vô hình trung tạo nên liên minh giữa Từ An Thái hậu - Cung Thân vương và cả hai dần áp chế Từ Hi Thái hậu, khiến hầu như Từ Hi Thái hậu chỉ có thể đứng ngoài những sự vụ quan trọng, chỉ quản lý vấn đề nội trị.
Sự mâu thuẫn từ từ vì quyền lợi này, theo nhiều nhận định chính là cơ sở để người đời sau nhận đoán Từ Hi Thái hậu có hiềm khích rất lớn với Từ An Thái hậu vậy, và đây có lẽ chính là lý do lớn để Từ Hi Thái hậu quyết định ra tay với Cung Thân vương. Sự kiện này khiến triều đình nhà Thanh rúng động, nhiều người đã gửi tấu chương kiến nghị phục chức cho Cung Thân vương, còn bản thân Cung Thân vương khi đối chất trước hai vị Thái hậu đã không cầm được nước mắt. Từ Hi Thái hậu đành phải cho ông làm Ngoại vụ sứ, tuy nhiên vẫn không cho phép ông trở về vị trí lãnh đạo Quân cơ xứ. Từ đó, Cung Thân vương Dịch Hân không bao giờ lấy lại vị thế trước kia một lần nữa. Việc hạ bệ Cung Thân vương chỉ sau chưa đầy 4 năm nắm quyền là một vụ án nghiêm trọng, là cơ sở để người đời phán đoán sự ảnh hưởng của Từ Hi Thái hậu trong triều. Tuy vậy, việc bà nắm quyền cũng hết sức khó khăn, vì Từ An Thái hậu với thân phận [Mẫu hậu Hoàng thái hậu] vẫn áp chế bà một bậc.

### Vụ án An Đức Hải
Năm Đồng Trị thứ 8 (1869), tháng 7, Thái giám An Đức Hải (安德海), một thân tín của Từ Hi Thái hậu đi Nam hạ nhân danh Hoàng đế đại đôn, thu mua long bào.
Theo Thanh triều quy chế, Thái giám không thể tùy tiện xuất cung, đằng này An Đắc Hải còn đánh trống khoa chiêng, dương dương tự đắc, thản nhiên nhận hối lộ của quan viên, Thuận Thiên phủ lẫn Trực Lệ Tổng đốc đều không dám làm gì. Nhưng đến Sơn Đông, Tuần phủ Đinh Bảo Trinh (丁宝桢) lấy việc Thái giám ra khỏi kinh thành đã vi phạm tổ chế, liền thỉnh chỉ xử trí. Lúc đấy Từ Hi Thái hậu cáo bệnh, Từ An Thái hậu lấy quyền lực tối cao, triệu Cung Thân vương Dịch Hân và Quân cơ đại thần nhất trí cho rằng: "Tổ chế không được ra đều môn, người vi phạm giết không tha, đương ngay tại chỗ tử hình". Sau đó, Từ An Hoàng thái hậu ra chỉ dụ:
| “                                              | 該太監擅離遠出，並有種種不法情事，若不從嚴懲辦，何以肅宮禁而儆效尤？著丁寶楨迅速派委幹員，於所屬地方將六品藍翎安姓太監嚴密查拿，令隨從人等指證確實，毋庸審訊，即行就地正法，不准任其狡飾。如該太監聞風折回直境，即著曾國藩飭屬一體嚴拿正法。倘有疏縱，惟該督撫是問。其隨從人等，有跡近匪類者，並著嚴拿，分別懲辦，毋庸再行請旨。 ... Thái giám tự tiện ra ngoài, cũng là loại không có chiếu dụ cho phép, nếu không nghiêm trị, dùng cái gì để răng đe người trong cung cấm không bắt chước làm theo? Đinh Bảo Trinh nhanh chóng phái ủy viên, với quan viên địa phương đem Lục phẩm Lam Linh thái giám họ An nghiêm mật tra, lệnh những người tùy tùng chỉ chứng xác thật, không cần thẩm vấn, lập tức thi hành tử hình ngay tại chỗ, không chuẩn chừa lại cái loại giảo sức này. Nếu hắn giảo ngôn, Tằng Quốc Phiên có thể nghiêm trị ngay. Nếu những tùy tùng cũng càn rỡ làm bậy, cướp đi đồ vật, thì cũng nghiêm khắc thu hồi lại, phân biệt trừng phạt, không cần thỉnh chỉ thêm. | ” |
| — Từ An Hoàng thái hậu ra chỉ xử tử An Đức Hải | |   |

Ngày 7 tháng 8, An Đắc Hải ngay lập tức bị xử tử ở ngoài cổng Tây thành Tế Nam, bạo thi 3 ngày, hơn 20 người tùy tùng cũng bị đem đi xử tử. Hành động của Từ An Thái hậu gây nên tiếng vang lớn, được Đồng Trị Đế cũng như triều thần ủng hộ. Hành động của bà lan truyền tới dân gian, trong dân gian có câu ca dao: "Đông Cung ngẫu nhiên hành một chuyện, thiên hạ đều ngạch tay ca tụng" để tán thưởng tầm ảnh hưởng và tài trị quốc của bà. Tuy nhiên vô hình trung bà đã tạo hiềm khích đối với Từ Hi Thái hậu.

### Đại hôn và hoàn chính
Đồng Trị Đế ngay từ nhỏ nhận được một sự giáo dục nghiêm khắc của sư trưởng Miên Du và 4 sư phó nổi tiếng do đích thân Từ Hi Thái hậu tuyển chọn. Những người này cố gắng nhồi nhét cho hoàng đế đủ loại kinh sách, từ bài học trị dân trị nước đến đạo làm người. Theo nhiều truyền thuyết, sức ép lớn từ việc học tập cũng như kỳ vọng cao càng khiến vị Hoàng đế trẻ tuổi thêm chán nản và lười biếng. Đặc biệt cuốn dã sử Thanh triều dã sử Đại quan (清朝野史大观) còn chỉ ra việc Đồng Trị Đế ưa thích chơi vui, hưởng lạc hơn là quan tâm học hành. Dẫu vậy, đó cũng chỉ là những truyền thuyết dã sử, được người sau tưởng tượng khi hình dung về Đồng Trị Đế - đang bị trói buộc bởi 2 vị Thái hậu trong cung.

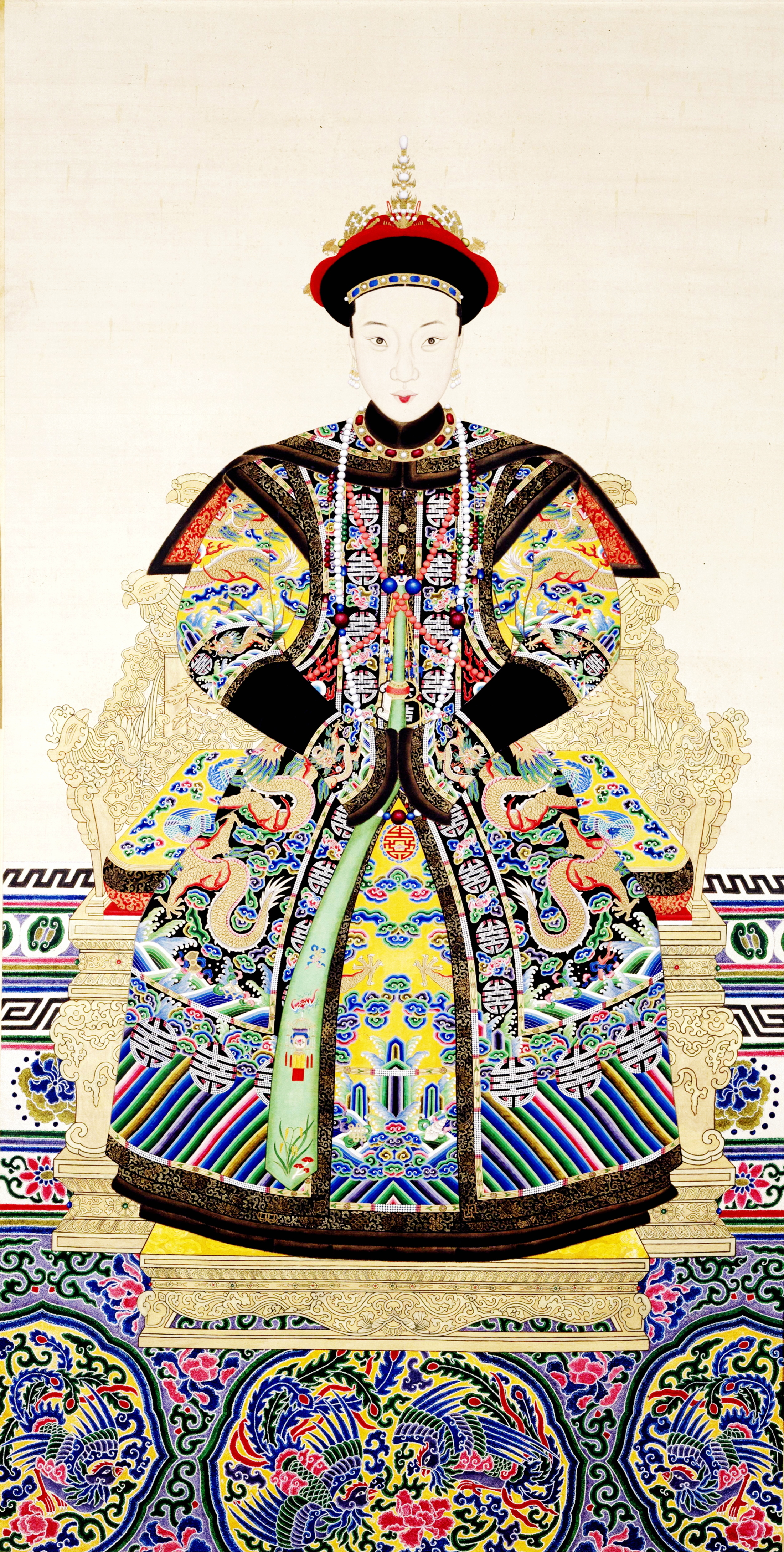
Hoàng hậu A Lỗ Đặc thị

Năm Đồng Trị thứ 11 (1872), Đồng Trị hoàng đế tròn 17 tuổi. Với sự ủng hộ của Từ An Thái hậu, ông chọn Mông Cổ quý tộc nữ A Lỗ Đặc thị làm Hoàng hậu. Khoảng đầu ngày 3 tháng 2, khi tiến hành tuyển tú, Từ An Thái hậu là người đề bạt và đưa A Lỗ Đặc thị dự vào đợt tuyển. Trong khi đó, Từ Hi Thái hậu quyết liệt chọn Phú Sát thị, con gái của Phượng Tú thuộc dòng dõi Phú Sát thị danh môn, đối chọi với Từ An Thái hậu rất gay gắt. Cụ thể quá trình này, trước mắt vẫn không có hồ sơ công khai minh bạch, nhưng cuối cùng Đồng Trị Đế vẫn chọn A Lỗ Đặc thị làm Hoàng hậu, và điều này khiến Từ Hi Thái hậu rất không vui. Còn Phú Sát thị trở thành Tuệ phi.
Hoàng hậu A Lỗ Đặc thị rất không được lòng Từ Hi Thái hậu, vì ông ngoại của Hoàng hậu chính là Trịnh Thân vương Đoan Hoa, người đã bị giết trong Chính biến Tân Dậu khi xưa và là người khiến Từ Hi rất chán ghét. Bên cạnh đó, vị A Lỗ Đặc thị này lại là cháu của Từ An Hoàng thái hậu, vì vợ của Đoan Hoa là cô mẫu của Thái hậu, do đó A Lỗ Đặc thị cũng xem như là thân thích của Từ An, nên Từ Hi điềm nhiên không có chân can thiệp. Bên cạnh đó, vốn Đồng Trị Đế rất thân với Từ An Thái hậu, và cũng rất vừa ý với A Lỗ Đặc thị nên ý tứ Hoàng đế đứng về phía bà, điều này khiến mẹ đẻ như Từ Hi Thái hậu cảm thấy bị phản bội và sỉ nhục. Những vấn đề trên khiến nhiều người cho rằng Từ Hi Thái hậu dần hiềm khích với Từ An Thái hậu.
Ngày 8 tháng 10 năm đó, dâng thêm 2 chữ Đoan Hựu (端佑). Năm thứ 12 (1874), Đồng Trị Đế bắt đầu thân chính. Ngày 9 tháng 2, dâng thêm 2 chữ Khang Di (康颐), toàn xưng Từ Hi Đoan Hựu Khang Di Hoàng thái hậu (慈禧端佑康颐皇太后).
Đồng Trị Đế dành nhiều thời gian ở bên Hoàng hậu hơn bất cứ phi tần nào khác, trong đó có Tuệ phi Phú Sát thị - người mà Từ Hi Thái hậu vốn muốn lập làm Hoàng hậu. Theo nhiều cách nói từ dã sử truyền miệng, A Lỗ Đặc Hoàng hậu có cuộc sống cung đình không mấy vui vẻ, đặc biệt là mối quan hệ với Từ Hi Thái hậu được cho là cực kém. Nếu việc tuyển tú xảy ra, đúng là có mâu thuẫn giữa Lưỡng cung Thái hậu, thì A Lỗ Đặc Hoàng hậu trong tình thế đó bị kẹp giữa 2 vị Thái hậu, phi thường áp lực đè nén. Tuy không hề có bất kì cứ liệu nào nói đến mối bất hòa giữa Hoàng hậu và Từ Hi Thái hậu, song sự truyền miệng của người Bát kỳ đều nhắc đến vấn đề mẹ chồng nàng dâu này. Trong đó, chuyện dã sử được nhắc đến nhiều nhất là việc A Lỗ Đặc Hoàng hậu từng nói:"Tây Thái hậu xuất thân chỉ là một phi tần, nhập cung qua cửa bên. Còn ta là Trung cung Hoàng hậu, được kiệu vào cung qua Đại Thanh môn với lễ đại hôn theo đúng di huấn của tổ tiên".
Tuy nhiên, câu nói này cũng xuất hiện trong truyền khẩu là do Đôn Thân vương Dịch Thông nói với Từ Hi Thái hậu. Đôn Thân vương Dịch Thông nổi tiếng ngay thẳng, không hề để tâm ai có thích lời nói của ông hay không. Khi đó Từ Hi Thái hậu phàn nàn việc Hoàng hậu không nghe lời quản giáo, muốn phế bỏ, Đôn Thân vương liền nói:"Muốn phế người đi từ Đại Thanh môn vào, thì phải do người đi vào từ Đại Thanh môn quyết định". Giải thích một chút, quy chế Đại Thanh nghiêm ngặt, Hoàng hậu được cử hành đại hôn đi từ cổng chính Đại Thanh môn vào, là chủ nhân chân chính của hậu cung, còn phi tần phải đi cửa bên cạnh thành để vào. Ý của Đôn Thân vương là Từ Hi Thái hậu vốn chỉ là phi thiếp, không có tư cách phế truất Hoàng hậu do Hoàng gia tuyển lựa.
Những câu chuyện này, dĩ nhiên vẫn chỉ ở trong phạm vi tin đồn lưu truyền. Nhưng thông qua sự "bằng mặt mà không bằng lòng" giữa Từ Hi cùng liên minh Từ An và Cung Thân vương. Đồng Trị Đế kính Từ An Thái hậu hơn bản thân mẹ đẻ Từ Hi, lại thêm sự xuất hiện của Hoàng hậu A Lỗ Đặc thị, thì cho dù những tin đồn này tuy có thể không chính xác đến chi tiết, song ít nhiều quả thực có sự [căng thẳng] giữa Từ Hi Thái hậu với các thành viên Hoàng thất Mãn Thanh khác. Vào lúc này, Từ Hi Thái hậu chỉ vỏn vẹn ở vai trò [Đế mẫu], vai vế trong Hoàng thất có Từ An Thái hậu áp chế, về phương diện lại có Cung Thân vương danh chính ngôn thuận lãnh đạo Quân cơ xứ, chúng ta có thể hình dung hoàn cảnh bị cản trở đủ đường của Từ Hi Thái hậu.

### Đồng Trị Đế băng hà
Trong thời kỳ trị vì ngắn ngủi của mình, Đồng Trị Đế đã có 2 quyết định quan trọng. Một trong số đó là vào mùa hè năm Đồng Trị thứ 12, ngay trong năm tự mình chấp chính, Đồng Trị Đế đã ra lệnh xây dựng lại cung điện mùa hè Viên Minh Viên, vốn đã bị liên quân Anh - Pháp phá hủy trong Chiến tranh Nha phiến lần 2, để dâng lên Từ An Thái hậu và Từ Hi Thái hậu. Một số sử gia nhận xét đây chỉ là cái cớ để Đồng Trị Đế đẩy Từ Hi ra khỏi Tử Cấm Thành, tạo điều kiện cho ông có thể độc lập quyết định chuyện hậu cung. Tuy nhiên, việc thi công gặp trở ngại do quốc khố đã khánh kiệt sau nhiều binh biến, bị các đại thần phản đối. Ngày 17 tháng 8, Cung Thân vương Dịch Hân, Đại học sĩ Văn Tường (文祥) lãnh thêm ba vị Quận vương, ba vị Ngự tiền đại thần, ba vị Quân cơ đại thần cùng một vị Sư phó liên hợp thỉnh tấu, đình chỉ sửa sang Viên Minh Viên. Lưỡng cung Thái hậu phải đích thân điều đình.
Năm Đồng Trị thứ 13 (1874), ngày 10 tháng 11 (âm lịch), Đồng Trị Đế bệnh nặng, Lưỡng cung Thái hậu lại [Tạm lãnh triều chính; 暂览朝政]. Sang ngày 5 tháng 12 (tức ngày 13 tháng 1 năm 1875), Đồng Trị Đế băng hà khi mới 19 tuổi tại Dưỡng Tâm điện.
Theo nhiều truyền thuyết, với sự hỗ trợ của một số tiểu thái giám và bạn thân là Tải Chính (con trai của Cung Thân vương), Đồng Trị Đế đã tìm cách trốn khỏi Tử Cấm Thành, cải trang thành thảo dân và đến tìm vui trong các kỹ viện ở Bắc Kinh. Những cuộc vui chơi của Hoàng đế thường xuyên đến nỗi nhiều người đã biết đến nó và trong cung bắt đầu lan truyền nhiều lời đàm tiếu. Huyền sử cho rằng trong một lần như vậy, Hoàng đế đã mắc bệnh giang mai. Tuy nhiên, các Thái y trong cung tuyên bố ông bị đậu mùa. Dựa trên góc nhìn của y học hiện đại, bệnh giang mai không thể gây ra cái chết nhanh chóng đến vậy. Do đó, các sử gia tin rằng Đồng Trị Đế thực sự đã mất vì bệnh đậu.

## Thời đại Quang Tự

### Vua mới lên ngôi

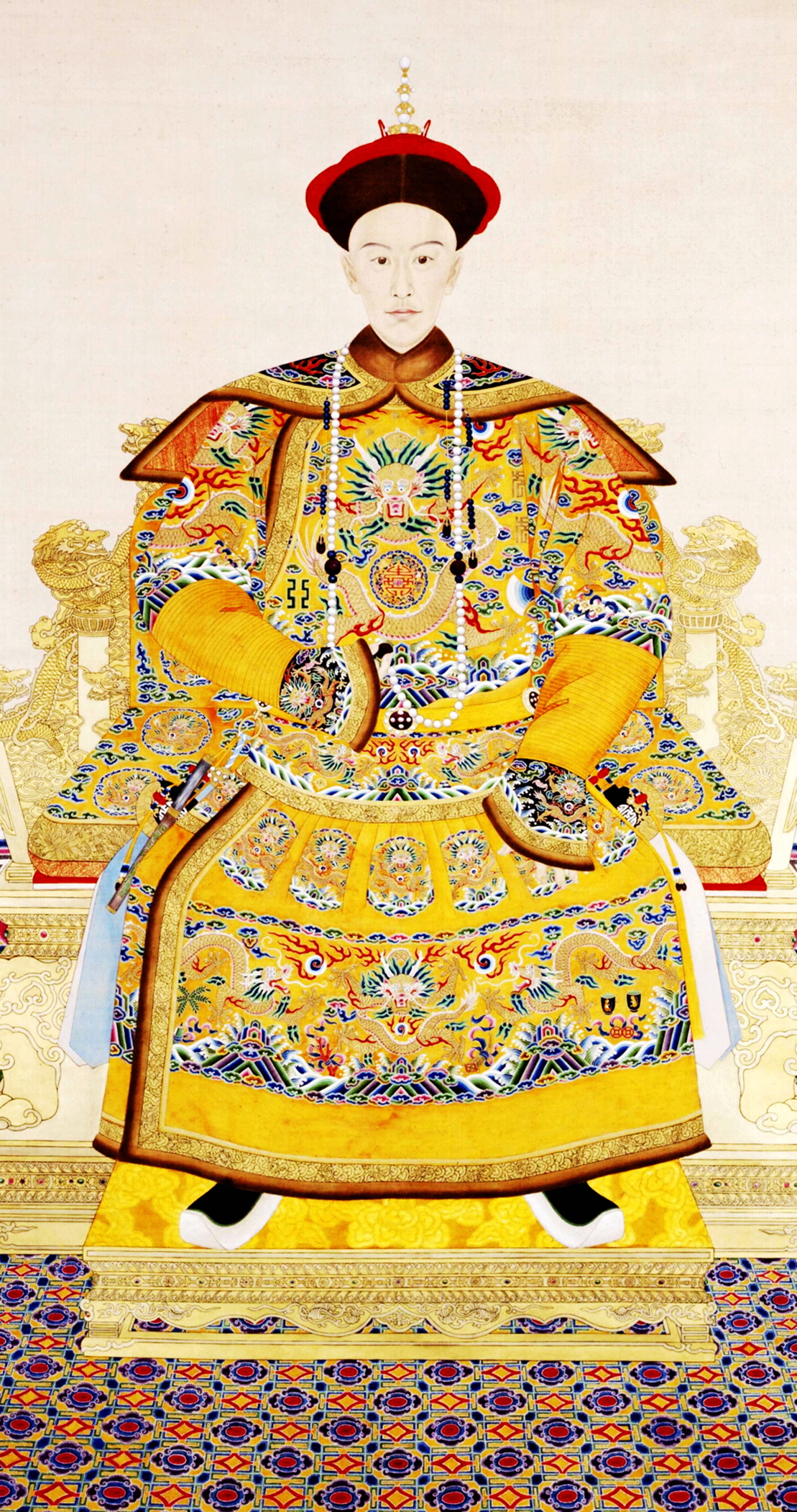
Quang Tự Đế

Đồng Trị không con mà chết, chính quyền rơi vào tình trạng bất ổn, vì phải chọn ra người thích hợp để thừa kế. Vì Đồng Trị Đế là con trai độc nhất của Hàm Phong, nên tính ra thứ hệ là dòng dõi Hàm Phong đã tuyệt tự. Sau khi Đồng Trị băng hà khoảng 2 canh giờ, tại Tây Noãn các của Dưỡng Tâm điện đã diễn ra họp mặt của các Hoàng thúc, gồm: Đôn Thân vương Dịch Thông, Cung Thân vương Dịch Hân, Thuần Thân vương Dịch Hoàn, Phu Quận vương Dịch Huệ cùng các đại thần khác như Dịch Khuông, Cảnh Thọ. Đầu tiên có người thỉnh vì Đồng Trị Hoàng đế lập tự, hơn nữa nhắc tới Phổ Khản, Phổ Luân là 2 người có khả năng, nhưng Đôn Thân vương phản đối và nói "Thân thích họ xa thì không được", thế rồi Từ Hi Thái hậu liền nhân đó tán thành, liền cơ hội đề nghị Tải Điềm (載湉), con trai của Thuần Thân vương cùng em gái của bà là Uyển Trinh. Từ An Hoàng thái hậu cuối cùng cũng đồng ý.
Sau đó, ngày 7 tháng 12, Tải Điềm lên ngôi tại Dưỡng Tâm điện, tức là Thanh Đức Tông Quang Tự Hoàng đế. Lưỡng cung Hoàng thái hậu tiếp tục thùy liêm thính chính, chỉ dụ của Lưỡng cung gọi là Ý chỉ (懿旨), còn của Hoàng đế gọi là Dụ chỉ (谕旨). Lúc này, Từ An Hoàng thái hậu bắt đầu ngụ ở Đông lục cung Chung Túy cung, còn Từ Hi Hoàng thái hậu trú tại Trường Xuân cung.
Năm Quang Tự nguyên niên (1875), ngày 20 tháng 1, Lưỡng cung Hoàng thái hậu ý chỉ để Tải Điềm chính thức đăng quang tại Thái Hòa điện, tế cáo thiên địa, Tông miếu, Xã tắc. Sau khi đăng ngai, Hoàng đế đến Càn Thanh cung lạy trước ngự dung của Đồng Trị Đế, sau đó đến Chung Túy cung lạy Từ An Hoàng thái hậu, Trường Xuân cung lạy Từ Hi Hoàng thái hậu, và đến Trữ Tú cung lạy Gia Thuận Hoàng hậu.
Từ Hi Thái hậu ép Quang Tự Đế gọi Từ An Thái hậu là [Hoàng ngạch niết; 皇額捏], còn gọi mình là [Thân ba ba; 親爸爸] với mục đích xác lập vị trí trụ cột cho bản thân. Lên ngôi khi còn trẻ, Quang Tự Đế bắt đầu việc học hành khi lên 5 tuổi dưới sự hướng dẫn của Ông Đồng Hòa, người sau này trở thành bạn thân và một vị đại thần tin cẩn của Hoàng đế.
Năm Quang Tự thứ 2 (1876), ngày 3 tháng 7, dâng thêm huy hiệu 4 chữ, toàn xưng là Từ Hi Đoan Hựu Khang Di Chiêu Dự Trang Thành Hoàng thái hậu (慈禧端佑康颐昭豫莊誠皇太后).

### Bệnh tật và cái chết của Từ An Thái hậu

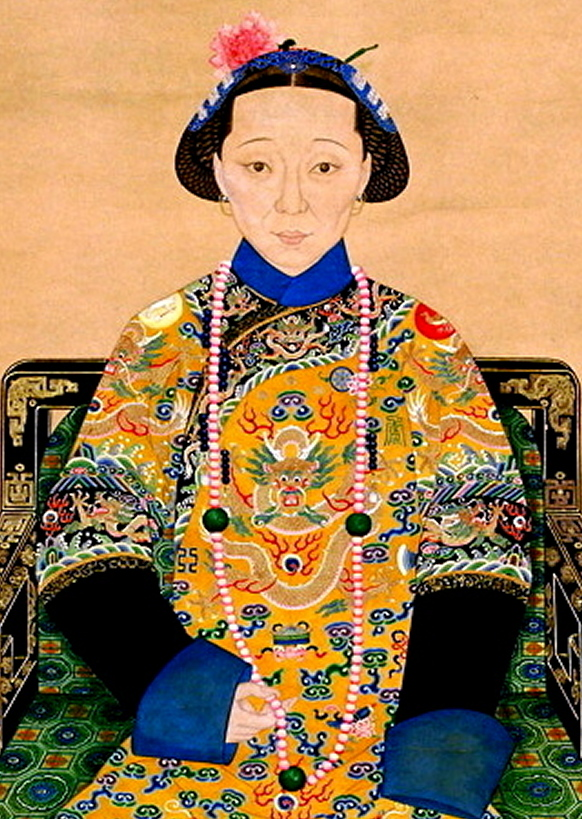
Từ An Hoàng thái hậu.

Năm Quang Tự thứ 6 (1880), Từ Hi Thái hậu lại lâm bệnh nặng, theo nhiều bằng chứng thì đó là bệnh kiết lỵ. Cơn bệnh này của Từ Hi Thái hậu kéo dài từ giữa năm đến cuối năm ấy, sau một thời gian tạm thời ổn định thì qua năm Quang Tự thứ 7 đầu năm lại tái phát. Lần tái phát này thực sự nghiêm trọng, vì căn cứ cung đình ghi chép, đã có dấu hiệu chuẩn bị an táng. Trong thời gian này, Từ An Thái hậu đều phải tự mình thân chính. Tuy nhiên cùng năm Quang Tự thứ 7, ngày 10 tháng 3 (tức ngày 8 tháng 4 dương lịch), chính Từ An Thái hậu cảm thấy không khỏe nên không đến Dưỡng Tâm điện nghe chính, đêm đó đột nhiên qua đời tại Chung Túy cung trong sự kinh ngạc của triều thần, hưởng thọ 44 tuổi.
Mặc dù trẻ hơn Từ Hi Thái hậu tới 2 tuổi, nhưng với địa vị chí Trung cung Hoàng hậu của Hàm Phong Đế, Từ An Thái hậu là người quyết định hầu hết các vấn đề trong nội bộ hoàng tộc. Một số giả thuyết cho rằng đã có sự rạn nứt trong mối quan hệ giữa 2 vị Thái hậu sau khi Từ An Thái hậu chém đầu thái giám thân cận của Từ Hi là An Đức Hải khi trước, sau đó là việc đại hôn của Đồng Trị Đế - khi Hoàng đế đã chọn A Lỗ Đặc thị mà Từ An Thái hậu chọn lựa, hơn là Phú Sát thị người được Từ Hi Thái hậu yêu mến.
Do Từ An Thái hậu qua đời quá nhanh, nghi vấn về sự liên quan của Từ Hi Thái hậu trong cái chết của bà là không tránh khỏi. Có lời đồn cho rằng chính Từ Hi Thái hậu đã thủ tiêu bà vì bà có di chiếu bí mật của Hàm Phong Đế để lại trước khi băng hà. Đây cũng chính là lời đồn đoán được lưu truyền phổ biến nhất về cái chết của bà. Lời đồn nói rằng: ngay trước khi lâm chung, Hàm Phong Đế đã cảm thấy Từ Hi về sau ắt tạo loạn, nên bí mật lập chiếu dụ, dặn dò Từ An Thái hậu nếu Từ Hi cậy tử làm xằng làm bậy thì lấy đạo dụ này ra, căn cứ theo tổ tông gia pháp mà trị tội. Sau khi Hàm Phong Đế băng hà, Từ An Thái hậu từng gọi Từ Hi Thái hậu đến và đưa ra mật dụ, lấy cảnh báo tỉnh, khiến Từ Hi nơm nớp lo sợ. Vì thế, suốt thời Đồng Trị, Từ Hi Thái hậu an phận thủ thường, đối với Từ An Thái hậu muôn phần cung kính, không hề làm trái. Do thấy Từ Hi Thái hậu như vậy phụng dưỡng mình, Từ An Thái hậu dần tháo bỏ cảnh giác.
Một ngày, Từ An Thái hậu bị bệnh, uống thuốc khác không khỏi, nhưng đến khi ăn thứ của Từ Hi Thái hậu thì kỳ diệu khỏi hẳn. Phấn chấn, Từ An đi dạo Di Hòa Viên, thấy cánh tay Từ Hi Thái hậu băng bó mới tra hỏi. Từ Hi thuật lại việc mình cắt cổ tay làm mồi nhử thuốc cho Từ An uống, trần tình rất là thống khổ cảm động. Từ An là người nhân từ, nghe thế rất cảm động, mới hồi cung, trước mặt Từ Hi Thái hậu mà đốt mật dụ năm nào. Sau đó, Từ Hi Thái hậu không còn kiêng dè gì, câu kết Thái y hại chết Từ An Thái hậu, dần giành quyền độc bá triều chính. Câu chuyện này thậm chí ghi vào Sùng Lăng truyện tín lục (崇陵传信录), về sau dù cho có vài dị bản của câu chuyện đi nữa, nhưng những giả thiết cùng dị bản ấy đều thống nhất rằng: [Từ Hi đã giết chết Từ An]. Tuy nhiên, đó chỉ là một dạng tác phẩm văn học dân gian, bị ảnh hưởng qua rất nhiều đồn đoán, sự thực không thể tham khảo được. Do thiếu nhiều bằng chứng nên các nhà sử học vẫn chưa thống nhất về câu chuyện này.
Từ khi Lưỡng cung thính chính, vấn đề lớn nhất từng giải quyết là Thái Bình Thiên Quốc, dù có cực kỳ lớn thế nhưng vẫn chỉ gói gọn ở [Nội loạn]. Sau khi Từ An Thái hậu băng hà, Từ Hi Thái hậu một mình nhiếp chính, Đại Thanh bước vào liên miên những vấn đề chiến tranh với nước Pháp và nước Anh, chiến tranh Giáp Ngọ,... áp lực đều không như nhau. Từ năm 1881 tới 1883, Từ Hi Thái hậu chủ yếu trao đổi với các đại thần qua văn bản Thêm vào đó, Quang Tự Đế có cũng vài lần buộc thiết triều mà không có Từ Hi Thái hậu ở đằng sau thính chính.

### Giáp Thân dịch xu

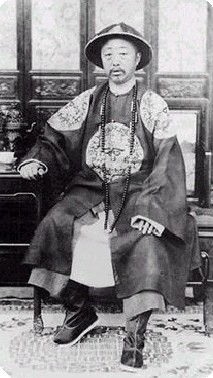
Thuần Thân vương Dịch Hoàn - cha đẻ của Quang Tự

Sự kiện [Giáp Thân dịch xu; 甲申易枢] là một trong 3 chính biến lớn nhất mà Từ Hi Thái hậu tham dự (lần đầu chính là Chính biến Tân Dậu, và lần cuối là Chính biến Mậu Tuất). Sự việc này xảy ra khi Từ Hi Thái hậu đột ngột biếm truất Cung Thân vương Dịch Hân.
Năm Quang Tự thứ 10 (1884), Trữ Tú cung được trùng tu quy mô lớn, nối với Dực Khôn cung ở phía Nam vào làm một. Từ Hi Thái hậu dọn từ Trường Xuân cung sang ở cung điện mới này để tỏ rõ danh phận của mình. Cũng vào chính lúc đó, Cung Thân vương Dịch Hân - người đã từng nắm giữ vị trí lãnh đạo triều đình, cảm thấy bị đe dọa bởi sự chuyên quyền của Từ Hi Thái hậu. Ông tự mình quyết định nhiều vấn đề, trong đó đỉnh cao là tuyên chiến với nước Pháp, dẫn đến Chiến tranh Pháp - Thanh mà Trung Quốc là kẻ bại trận. Nhân cơ hội này, Từ Hi Thái hậu loại bỏ Cung Thân vương và những người ủng hộ ông trong Quân cơ xứ, bao gồm Bảo Vân (宝鋆), Lý Hồng Tảo (李鸿藻) cùng Cảnh Liêm (景廉). Thầy dạy của Quang Tự Đế là Ông Đồng Hòa cũng bị cách chức, rời khỏi Quân cơ xứ.
Tháng 3 năm ấy, Từ Hi Thái hậu giáng Cung Thân vương xuống chức Cố vấn, bắt giam lỏng tại nhà riêng, cắt hết lương bổng Thân vương. Cùng một ngày, lại ban phát chỉ dụ:
| “                                         | 礼亲王世铎著在军机大臣上行走，毋庸学习御前大臣，亦毋庸带领豹尾枪。户部尚书额勒和布、阎敬铭、刑部尚书张之万，均著在军机大臣上行走，工部侍郎孙毓汶著在军机大臣上学习行走。命世铎主持军机处，庆郡王奕劻主持总理衙门，并命遇有重大事件，先与醇亲王商办。 . Lễ thân vương Thế Đạc nhậm Quân cơ đại thần thượng hành tẩu, không cần học tập Ngự tiền đại thần. Hộ bộ Thượng thư Ngạch Lặc Hòa Bố, Diêm Kính Minh, Hình bộ Thượng thư Trương Chi Vạn, đều tại Quân cơ đại thần hành tẩu. Công bộ Thị lang Tôn Dục Vấn tại Quân cơ đại thần học tập hành tẩu. Mệnh Thế Đặc chủ trì Quân cơ xứ, Khánh quận vương Dịch Khuông chủ trì bộ Ngoại giao, cũng mệnh hễ có sự kiện trọng đại, tất thương nghị với Thuần thân vương. | ” |
| — Chỉ dụ Từ Hi Thái hậu cải tổ Quân cơ xứ | |   |

Như vậy, Từ Hi Thái hậu đã mượn cuộc bại chiến này với nước Pháp để gạt bỏ Cung Thân vương, cũng như thay thế toàn bộ Quân cơ xứ - cơ quan có quyền điều hành Đại Thanh nhất. Bà thay thế Cung Thân vương bởi Thuần Thân vương Dịch Hoàn - cha ruột của Quang Tự Đế. Thuần Thân vương Dịch Hoàn sau đó được bổ nhiệm vào một số vị trí quan trọng khác, trong đó có Đô đốc Hải quân. Với nỗ lực chứng tỏ sự trung thành và để bảo vệ con trai của mình đang ở bên Từ Hi Thái hậu, ông đã quyết định dùng số tiền nâng cấp hải quân để xây dựng Di Hòa Viên làm nơi Từ Hi Thái hậu sẽ an dưỡng tuổi già.
Đối với chính biến lần này của Từ Hi Thái hậu, đương thời đánh giá tiêu cực, vì cả ba người Thế Đạc, Dịch Hoàn cùng Dịch Khuông đều là những người không mấy tài cán lại nhu nhược, so về ý chí cũng như khả năng ngoại giao đều thua xa Cung Thân vương. Dẫu vậy, do Cung Thân vương đe dọa quá lớn đến vị trí của mình, Từ Hi Thái hậu thà chọn những người tài năng có hạn còn hơn là một vị Thân vương có quá nhiều danh tiếng lừng lẫy. Đương thời dân gian có câu châm chọc: [Dịch trung xu dĩ nô mã, đại lô phục dĩ sài hồ; 易中枢以驽马，代芦服以柴胡]. Trong đó, [nô mã] tức là "con ngựa ngu", còn [sài hồ] là một loại cỏ cao hơn cỏ lau một chút; ý tứ của câu này "Bỏ tốt lấy dốt", so sánh toàn thể Quân cơ xứ chỉ là một đám bù nhìn của Từ Hi Thái hậu. Từ đây trở đi, quyền lực của Từ Hi Thái hậu lại dần được mở rộng, không còn ai có thể ngăn cản bà chuyên quyền được nữa, dù cho là Quang Tự Đế.

### Đại hôn của Quang Tự Đế

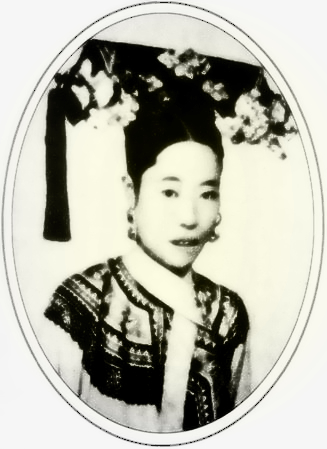
Cháu gái của Từ Hi Thái hậu - Hoàng hậu Diệp Hách Na Lạp thị

Theo nguyên tắc, Quang Tự Đế bắt đầu được cai trị độc lập khi lên 16 tuổi, lúc đó Lưỡng cung Thái hậu sẽ thôi nhiếp chính và triệt liêm hoàn chính cho Hoàng đế, điều này đã là một "khế ước" vào ngày Quang Tự Đế được đón vào cung. Mỗi ngày mỗi tháng Quang Tự Đế trưởng thành, quyền lực của Từ Hi Thái hậu cũng dần giảm đi.
Năm Quang Tự thứ 12 (1886), ngày 10 tháng 6 (âm lịch), trong [Ý chỉ] của Từ Hi Thái hậu đã nhắc lại khế ước năm xưa, ngoài ra còn nói: ["Khâm Thiên giám lựa chọn ngày lành, sang năm cử hành đại điển đăng cơ cho Hoàng đế"]. Ngoài mặt, Từ Hi Thái hậu ra vẻ không tham quyền lực, luôn sẵn sàng trao lại quyền cho Hoàng đế, thế nhưng thực tế bà lại ngấm ngầm muốn tìm biện pháp mình có thể tiếp tục nắm đại quyền mà không quá lộ liễu như việc buông mành nhiếp chính.
Thuần Thân vương Dịch Hoàn, sau sự kiện [Giáp Thân dịch xu] có thể thay thế Cung Thân vương vào Quân cơ xứ, do đó ông bị buộc phải trở thành tâm phúc của Từ Hi Thái hậu. Với bản tính thận trọng, nên Dịch Hoàn đã sớm nhìn ra ý tứ này của bà. Thế là chỉ 5 ngày sau khi [Ý chỉ] trên được ban ra, Dịch Hoàn dẫn các đại thần của Quân cơ xứ tấu thỉnh Hoàng thái hậu thực hiện [Huấn chính; 訓政] như Thanh Cao Tông Càn Long Hoàng đế khi xưa. Trong tấu chương còn chỉ rõ: ["Cần thiết dần thay đổi quy chế hiện tại, trước hết mời Ý chỉ, sau tấu lên Hoàng đế"; 必须永照现在规制，一切事件，先请懿旨，再于皇帝前奏闻]. Vào tháng 10 năm ấy, Lễ Thân vương Thế Đạc vào cung dâng tấu, xin Từ Hi Thái hậu "huấn chính", còn ghi rõ ra trình tự huấn chính như sau: ["Phàm hễ triều kiến dẫn kiến, Hoàng thái hậu thăng tọa huấn chính"; 凡遇召见引见，皇太后升座训政]. Vòng vo một hồi, rốt cuộc Từ Hi Thái hậu vẫn tiếp tục nắm quyền ["giáo huấn"] Hoàng đế các sự việc quan trọng. Tuy vậy, việc này cuối cùng cũng bị chính Từ Hi Thái hậu khước từ, tỏ vẻ không muốn.
Năm Quang Tự thứ 13 (1887), tháng giêng, Quang Tự Đế chính thức cử hành đại điển thân chính.
Năm Quang Tự thứ 14 (1888), Quang Tự Đế đã 18 tuổi, có thể coi là già trong truyền thống cưới hỏi của cung đình Trung Hoa. Từ Hi Thái hậu đã đưa cháu gái ruột của mình, Diệp Hách Na Lạp Tĩnh Phân tham gia Bát Kỳ tuyển tú. Sau cuộc tuyển tú diễn ra vào năm ấy, Từ Hi Thái hậu tuyên bố lễ đại hôn giữa Quang Tự Đế và Diệp Hách Na Lạp thị, ngày định hôn là ngày 27 tháng giêng, năm Quang Tự thứ 15 (tức ngày 26 tháng 2 năm 1889 dương lịch).

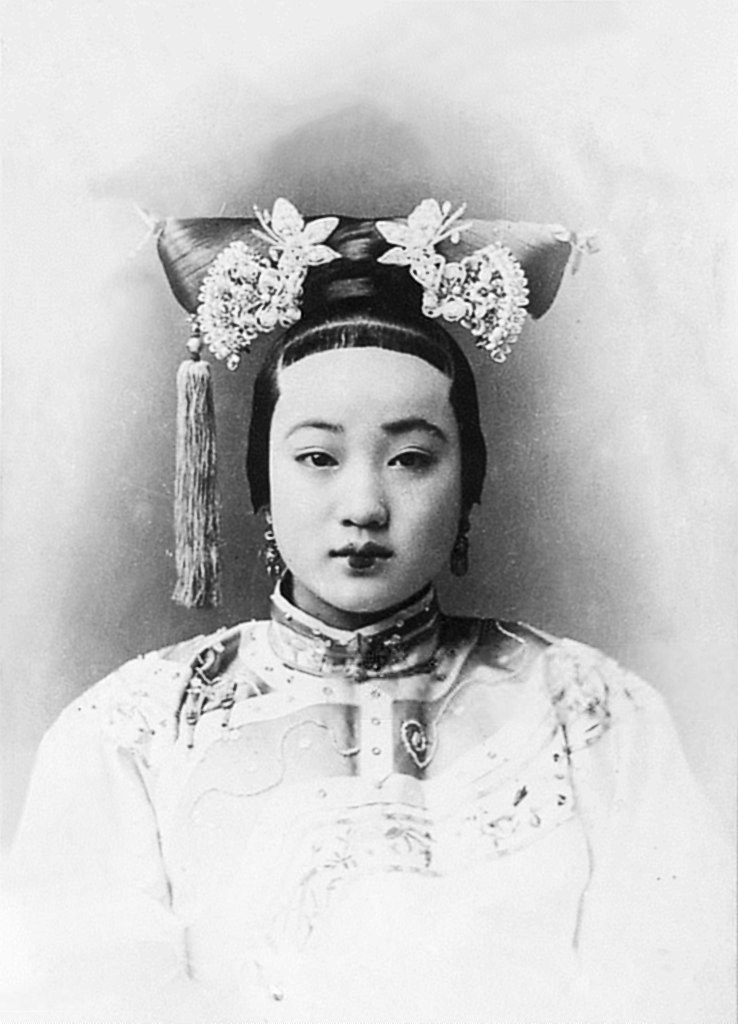
Trân phi Tha Tha Lạp thị - sủng phi của Quang Tự Đế

Quá trình tuyển vòng cuối, quyết định Hậu và phi tần được diễn ra ở Thể Hòa điện (體和殿), và câu chuyện này được lưu truyền qua rất nhiều dã sử. Trong đó, phổ biến nhất là câu chuyện truyền miệng từ một vị Thái giám đời Dân Quốc. Lúc này, Quang Tự Đế tuyển chọn 5 tú nữ còn lại là Diệp Hách Na Lạp thị, 2 chị em thuộc gia tộc Tha Tha Lạp thị (他他拉氏), con gái Tả Thị lang bộ Lễ Trường Tự (長敘) cùng hai con gái của Tuần phủ Đức Hinh (德馨). Quang Tự Đế đặc biệt để mắt đến con gái của Đức Hinh, định trao ngọc tỷ song Từ Hi Thái hậu kịch liệt phản đối, bắt Quang Tự Đế trao cho cháu gái mình. Vì vậy, Diệp Hách Na Lạp thị được phong Hậu, hai con gái nhà Tha Tha Lạp thị, người em được phong Trân tần, cùng với chị gái phong Cẩn tần, hai con gái nhà Đức Hinh hoàn toàn bị loại. Tuy câu chuyện truyền miệng này khá phổ biến, song căn cứ theo thư tịch tuyển tú, số lượng tú nữ được tuyển thời đó phải có tầm 30 người. Số lượng 5 người như vậy là nhỏ nên thiếu căn cứ, không đáng tin.
Đang lúc hậu cung chuẩn bị đại lễ thì việc hệ trọng xảy ra: ngày 15 tháng 12 cuối năm ấy (tức ngày 16 tháng 1 năm 1889), lửa cháy phát sinh thiêu trụi Thái Hòa môn (太和門). Thái hậu mặc kệ, bắt buộc lễ thành hôn của Diệp Hách Na Lạp thị phải tuân theo quy tắc hôn lễ dành cho Hoàng hậu Đại Thanh, tức kiệu của Hoàng hậu được chở qua Đại Thanh môn (大清門) rồi Thái Hòa môn nhập cung. Do vậy, Thái hậu sai người đẩy nhanh tốc độ sửa chữa, làm một tòa cửa lớn đánh tráo giả Thái Hòa môn. Sự việc được giải quyết khéo léo, nhìn bên ngoài không ai phát hiện ra đây là cửa giả. Đúng ngày 27 tháng 1 năm Quang Tự thứ 15, Diệp Hách Na Lạp thị được lập làm Hoàng hậu.
Vốn không có tình cảm, Quang Tự luôn lấy cớ bệnh trong người để xa lánh Hoàng hậu. Tuy một phần vì dung mạo bà tầm thường, lại lớn hơn ông 3 tuổi, nhưng nguyên nhân chính của việc này là vì Hoàng hậu vốn là cháu gái của Từ Hi Thái hậu, người luôn khắt khe và áp đặt Quang Tự Đế mọi việc nên khiến ông cảm thấy bất an. Ngược lại, Quang Tự Đế vô cùng sủng ái Trân tần, nhanh chóng tấn phong Trân phi.

### Rút lui vào hậu trường

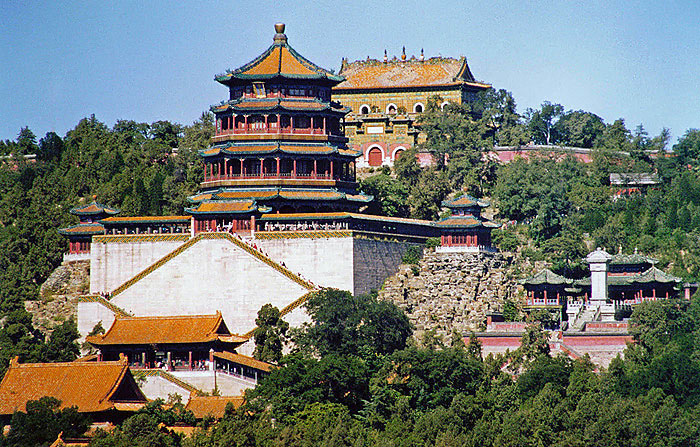
Di Hòa viên

Năm Quang Tự thứ 15 (1889), sau khi diễn ra đại hôn, Từ Hi Thái hậu chuẩn bị hoàn chính. Ngày 3 tháng 2 (tức ngày 5 tháng 3 dương lịch), Từ Hi Thái hậu tuyên bố rút lui khỏi chuyện triều chính.
Ngày 16 tháng 2, nhân Quang Tự Đế tự mình chấp chính, dâng 2 chữ Thọ Cung (壽恭). Ngày 15 tháng 3, lại nhân đại hôn định thêm 2 chữ Khâm Hiến (欽獻), toàn xưng Từ Hi Đoan Hựu Khang Di Chiêu Dự Trang Thành Thọ Cung Khâm Hiến Hoàng thái hậu (慈禧端佑康颐昭豫莊誠壽恭欽獻皇太后).
Theo đó, Từ Hi Thái hậu phải rời khỏi Tử Cấm Thành đến Di Hòa Viên, danh nghĩa [Bảo dưỡng tuổi thọ]. Nhưng với tư cách là người đứng đầu hoàng gia, Từ Hi Thái hậu vẫn thường xuyên ban thưởng cho các đại thần và còn mời họ vào hoàng cung xem Kinh kịch, và những người này tỏ ra trung thành với Từ Hi Thái hậu hơn là với Hoàng đế. Ngay cả khi Từ Hi đã lui về nghỉ ở Di Hòa Viên, Quang Tự Đế và bá quan vẫn phải thường xuyên lui tới vấn an bà, chính qua những lần thăm hỏi này mà các vấn đề quốc gia đại sự sẽ được quyết định với sự can thiệp của Thái hậu. Ông Đồng Hòa nhận xét, Quang Tự Đế chỉ có thể tự mình giải quyết các tấu chương lặt vặt thường ngày, trong khi Quân cơ xứ cố vấn Hoàng đế khi gặp phải các vấn đề quan trọng hơn, còn với những trường hợp đặc biệt quan trọng vẫn phải xin ý kiến của Thái hậu.
Năm Quang Tự thứ 20 (1894), cuộc chiến tranh Trung - Nhật bùng nổ. Quang Tự Đế vốn thiếu kinh nghiệm chính trị lẫn quân sự nên triều đình phải quay sang nhận chỉ đạo của Từ Hi Thái hậu. Tuy nói là đã rút lui vào hậu trường, nhưng vai trò của Từ Hi Thái hậu thực tế lại không hề thua kém so với trước kia, nếu không muốn nói là ngày càng mạnh hơn.
Năm Quang Tự thứ 21 (1895), đại thọ thứ 60 của Từ Hi Thái hậu. Này 15 tháng 8, dâng thêm tôn hiệu hai chữ Sùng Hi (崇熙), toàn xưng Từ Hi Đoan Hựu Khang Di Chiêu Dự Trang Thành Thọ Cung Khâm Hiến Sùng Hi Hoàng thái hậu (慈禧端佑康颐昭豫莊誠壽恭欽獻崇熙皇太后).
Dựa trên các lễ đại thọ lần thứ 70 và 80 tổ chức cho Hiếu Thánh Hiến Hoàng hậu, Từ Hi Thái hậu dự định tổ chức một buổi lễ xa hoa bao gồm trang trí trục đường nối liền Di Hòa Viên và Tử Cấm Thành, biểu diễn văn nghệ miễn phí cho bá tánh, đồng thời đại xá thiên hạ. Tuy nhiên, cuộc chiến tranh Trung Nhật kéo dài buộc Từ Hi Thái hậu phải từ bỏ kế hoạch này và chỉ tổ chức một buổi lễ nhỏ ở trong cung.

### Bách nhật duy tân và Mậu Tuất chính biến

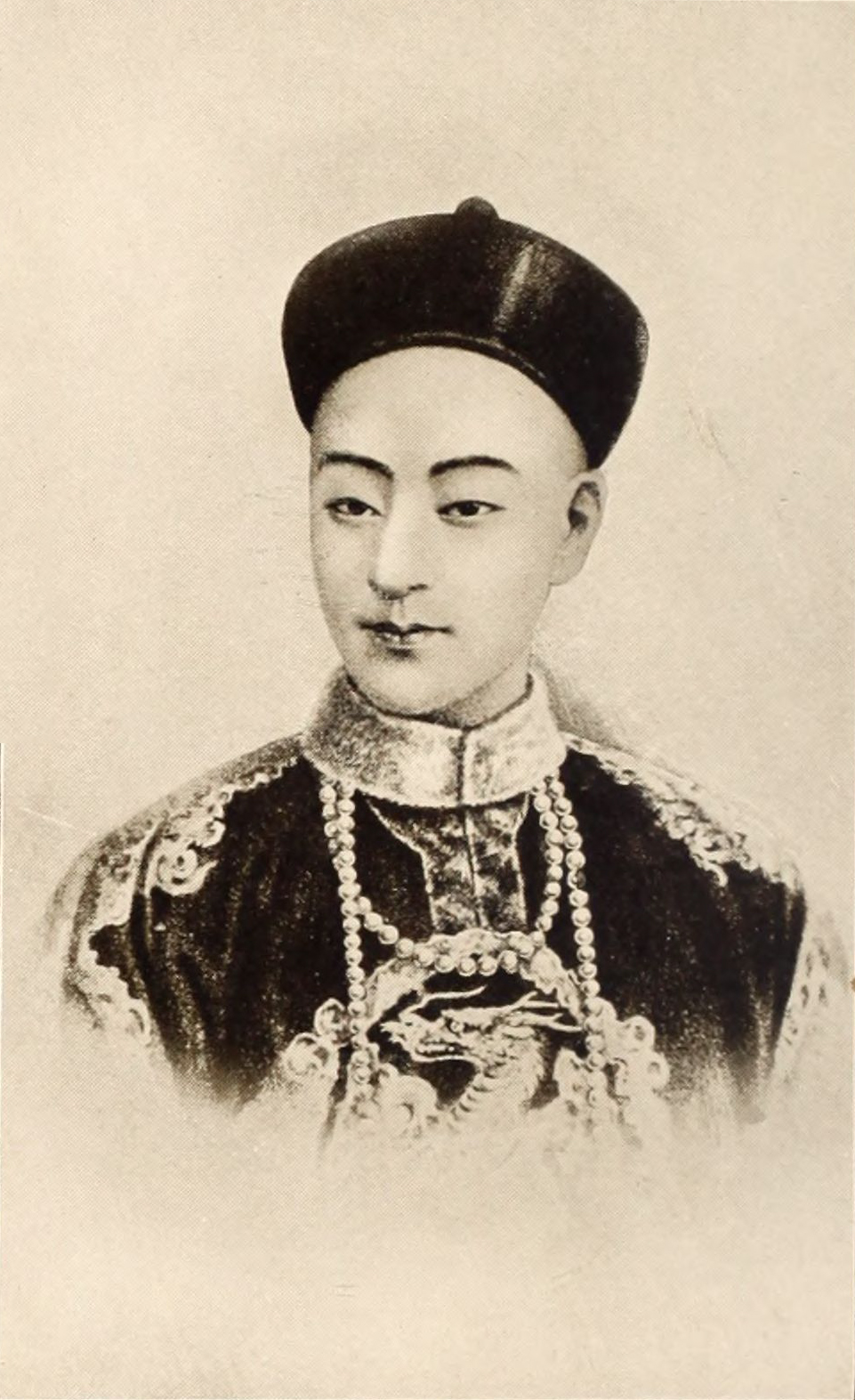
Quang Tự Đế những ngày trưởng thành.

Sau vụ Thanh Nhật chiến tranh, thấy một nước lớn như Trung Quốc mà bị một nước nhỏ xưa nay mình vẫn khinh khi là Nhật Bản đánh thua, người Trung Hoa nhận ra rằng công cuộc tự cường hơn hai chục năm không có kết quả gì cả, vũ khí không đủ để cứu nước, phải cải cách từ gốc, thay đổi chế độ, như Vương Thao đã cảnh cáo thì mới được. Họ cổ vũ canh tân chính trị, tổ chức lại điều đình, giảm phung phí trong xã hội, bỏ hệ thống khoa cử cũ, tuyển nhân tài theo cách mới. Do đó mà có cuộc vận động duy tân (đổi mới) khắp trong nước. Các tài liệu lịch sử gọi sự kiện này là [Mậu Tuất biến pháp; 戊戌变法] hay Bách nhật Duy tân [百日維新; có nghĩa là "100 ngày cải cách"].
Hai người đề xướng sự kiện này là Khang Hữu Vi và Lương Khải Siêu đưa ra khẩu hiệu "toàn biến, tốc biến" (thay đổi triệt để và mau). Lương Khải Siêu làm đại biểu cho một nhóm 190 cử nhân Quảng Đông lên kinh thi, dâng thư lên triều đình bàn về thời cuộc. Khang Hữu Vi cùng nhóm 1,300 cử nhân khác dâng thư xin biến pháp. Rồi hai nhóm họp làm một. Kể từ thế kỷ XII đời Nam Tống (trên bảy thế kỷ), bây giờ mới lại thấy một phong trào học sinh dâng thỉnh nguyện lên vua. Lần này, thỉnh nguyện của nhóm Khang, Lương không được chấp nhận.
Năm Quang Tự thứ 22 (1896), Khang Hữu Vi lần nữa dâng thư xin biến pháp. Lần này ông đạt được đến Quang Tự Đế qua Ông Đồng Hòa.
Quang Tự Đế lúc này tuy đang tự mình nắm quyền, nhưng Từ Hi Thái hậu dù lui về nghỉ ở Di Hòa Viên vẫn theo dõi hành động của ông, điều này càng khiến Hoàng đế nôn nóng tìm biện pháp mà mình có thể tự mình nắm quyền, rồi tiến hành biến pháp. Hoàng đế vào lúc đó tuy e sợ thế lực của Thái hậu, nhưng nhiệt tâm muốn cải cách nên cho mời Khang Hữu Vi và Lương Khải Siêu lên kinh bàn việc. Ông tiếp Khang-Lương suốt một buổi, phong cho họ chức tước để cùng mưu việc biến pháp. Đề nghị nào họ đưa ra Quang Tự Đế cũng chấp nhận: cải cách việc triều đình cho mới mẻ, bỏ lối văn bát cổ trong các khoa thi mà lấy môn luận về thời vụ thay vào, lập học hiệu, khuyến khích kẻ viết sách mới và kẻ chế khí cụ mới, bỏ những nha thự ít việc, luyện tập quân đội theo lối mới, trù lập ngân hàng, làm đường xe lửa, khai mỏ, mở nông và công nghiệp, lập hội buôn, mỏ rộng đường ngôn luận, cầu nhân tài...
Năm Quang Tự thứ 24 (1898), tháng 4, Quang Tự Đế tiến hành cuộc duy tân. Thế rồi trong khoảng chưa đầy ba tháng, hơn một trăm đạo chiếu được ban ra, làm cho cả trong triều lẫn ngoài tỉnh xôn xao. Những thay đổi này là quá đột ngột đối với tình hình xã hội nói chung của Trung Quốc. Ngoài ra, duy tân tiến hành mà không có chính sách và chủ trương cụ thể. Hoàng đế nghe Khang Hữu Vi gợi ý gì thì nghe đó, Khang Hữu Vi thì thấy các nước Âu - Nhật làm sao thì làm y như vậy mà thiếu sự cân nhắc cho phù hợp với hoàn cảnh đặc thù của đất nước. Bên cạnh đó, có một số ý kiến nghi ngờ vai trò của Nhật Bản trong việc lợi dụng sự cả tin của Quang Tự Đế và Khang Hữu Vi để làm lệch hướng cuộc biến pháp theo hướng có lợi cho Nhật.

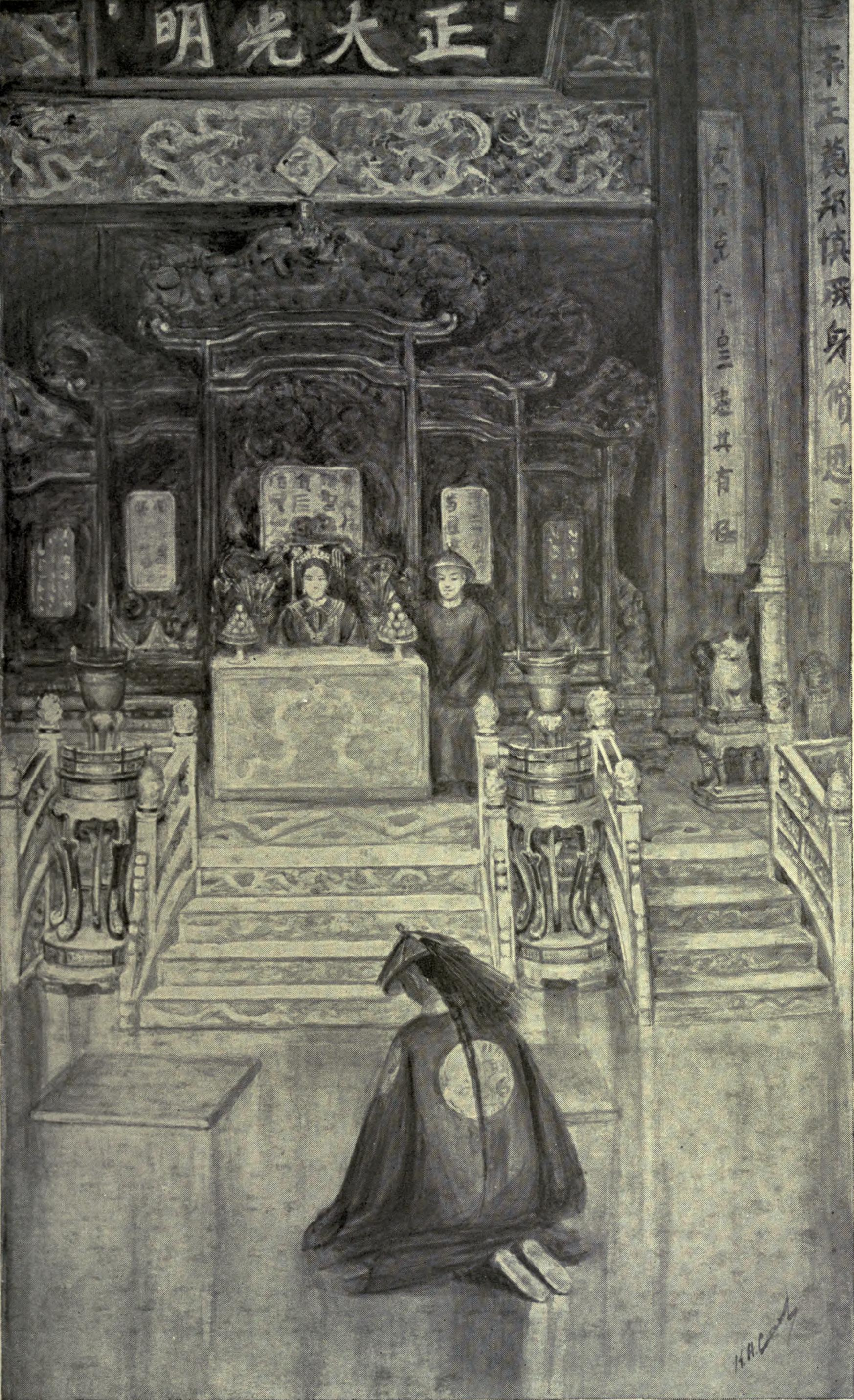
Quang Tự Đế đang quỳ trước Thái hậu. Tranh vẽ bởi Katharine Carl.

Khang Hữu Vi biết rằng nhóm cựu thần tất phản đối, nên khuyên Hoàng đế đừng vội bỏ hết các nha môn, mà giữ họ lại, phong đất cho họ để không mất lộc. Nhưng Từ Hi Thái hậu hay biết, liền bổ nhiệm một người cùng phe là Vinh Lộc - Tổng đốc Trực Lệ, chỉ huy quân đội ở Bắc Kinh để củng cố thế lực của bà. Quang Tự cương quyết bảo: "Không cho ra biến pháp thì giết ta còn hơn!". Đàm Tự Đồng thấy Thái hậu cản trở công cuộc đổi mới, khuyên Quang Tự đoạt lại chính quyền. Nghe lời Đàm Tự Đồng, Quang Tự triệu Viên Thế Khải lúc đó đang thống lĩnh 7.000 quân tâm phúc về Bắc Kinh bàn việc, có ý dùng quân của Viên để bao vây Di Hòa Viên. Thậm chí Khang Hữu Vi còn có ý định ám sát Từ Hi Thái hậu.
Chẳng may, sự việc bị tiết lộ do sự phản bội của Viên Thế Khải. Ngày 3 tháng 8 (âm lịch), Vinh Lộc đến Di Hòa Viên báo tin cho Từ Hi Thái hậu, thế là bà vội vàng từ Di Hòa Viên trở về Bắc Kinh, họp Quang Tự Đế và các đại thần lại, bắt Hoàng đế quỳ một bên, các đại thần quỳ một bên, trừng mắt, lớn tiếng mắng Hoàng đế rồi quay sang phía các đại thần mắng là bất lực, không tận tâm với quốc sự... Từ Hi Thái hậu sau đó đem hoàng đế giam lỏng ở Doanh Đài, đồng thời tuyên bố ông bị bệnh, không thể tiếp tục việc triều chính.
Ngày 6 tháng 8 (âm lịch), Từ Hi Thái hậu khôi phục việc thùy liêm, ở tiện điện tiến hành [Huấn chính]. Sự trị vì của Quang Tự Đế đến đây cơ bản là chấm dứt, Từ Hi Thái hậu hạ lệnh bắt đám người Khang-Lương, đấy gọi là [Mậu Tất chính biến]. Lúc ấy, Khang Hữu Vi hay tin trước bèn bỏ trốn. Lương Khải Siêu, sau khi việc xảy ra mới trốn qua Nhật. Riêng Đàm Tự Đồng không chịu trốn, muốn lấy máu mình nuôi cách mạng, nên bị giết với năm người nữa: Khang Quảng Nhân (em Khang Hữu Vi), Lưu Quang Đệ, Lâm Húc, Dương Nhuệ, Dương Thâm Tú, đương thời xưng gọi [Lục quân tử; 六君子]. Khang Hữu Vi ở Nhật lập đảng Bảo hoàng mong lật đổ Từ Hi Thái hậu, phò trợ Quang Tự lên cầm quyền; Lương Khải Siêu còn xuất bản tờ báo "Thanh Nghị" mạt sát Thái hậu thậm tệ.
Ngày 8 tháng 8 (âm lịch) năm ấy, Từ Hi Thái hậu chính thức làm lễ lâm triều huấn chính. Quang Tự Đế bị giam cầm ở Hàm Nguyên điện (涵元殿) tại Doanh Đài, Trung Nam Hải.
Đối với Quang Tự Đế, Từ Hi Thái hậu đã có ý bỏ rơi, một trong những hành động thể hiện rõ nhất chính là bà đã chọn Phổ Tuấn (溥儁) - con của Đoan Quận vương Tái Y (载漪) vào cung, tôn gọi [Đại a ca; 大阿哥]. Đây có thể nói là bước đầu của việc lập Trữ, sử gọi là [Kỷ Hợi kiến trữ; 己亥建储]. Tuy nhiên, ý đồ này của Từ Hi Thái hậu nhanh chóng thất bại do không được sự đồng tình của thành viên hoàng thất, cũng như là thế lực của các cường quốc bên ngoài.

### Khởi nghĩa Nghĩa Hòa Đoàn

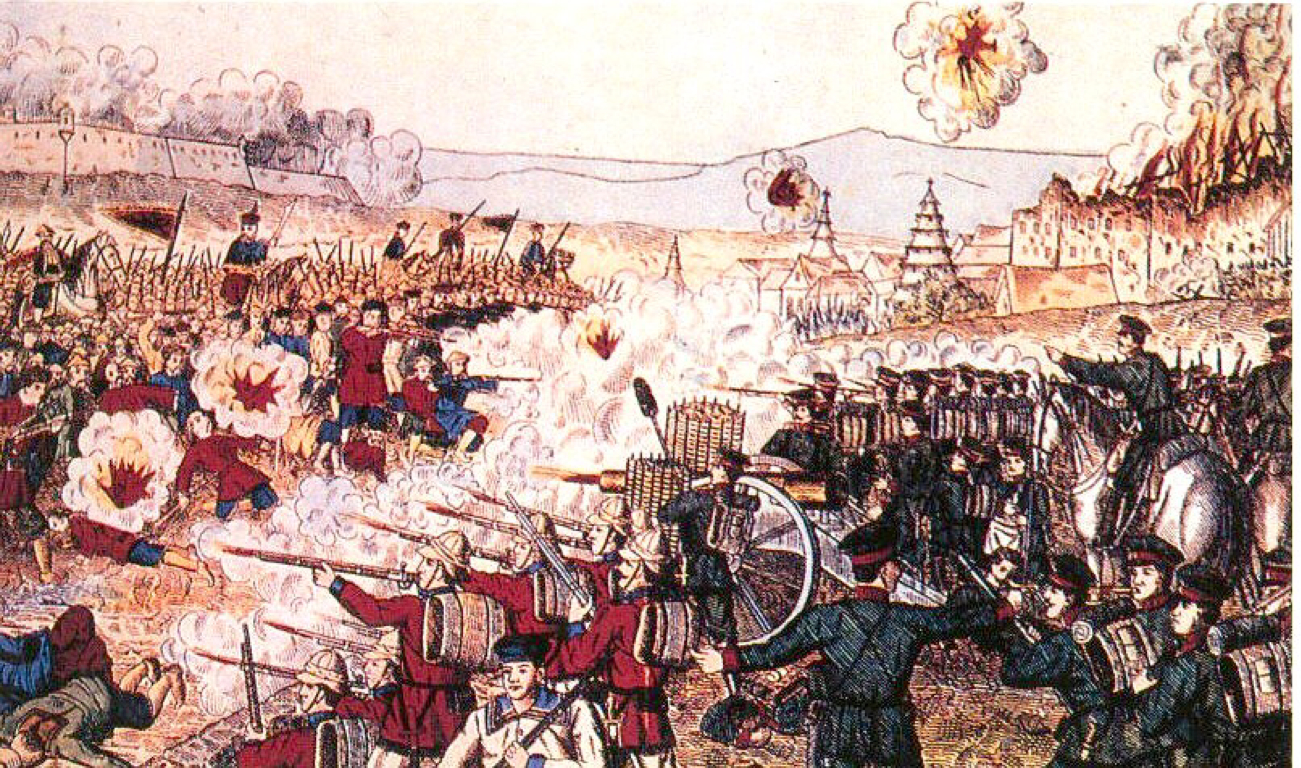
Cục diện Khởi nghĩa Nghĩa Hòa Đoàn

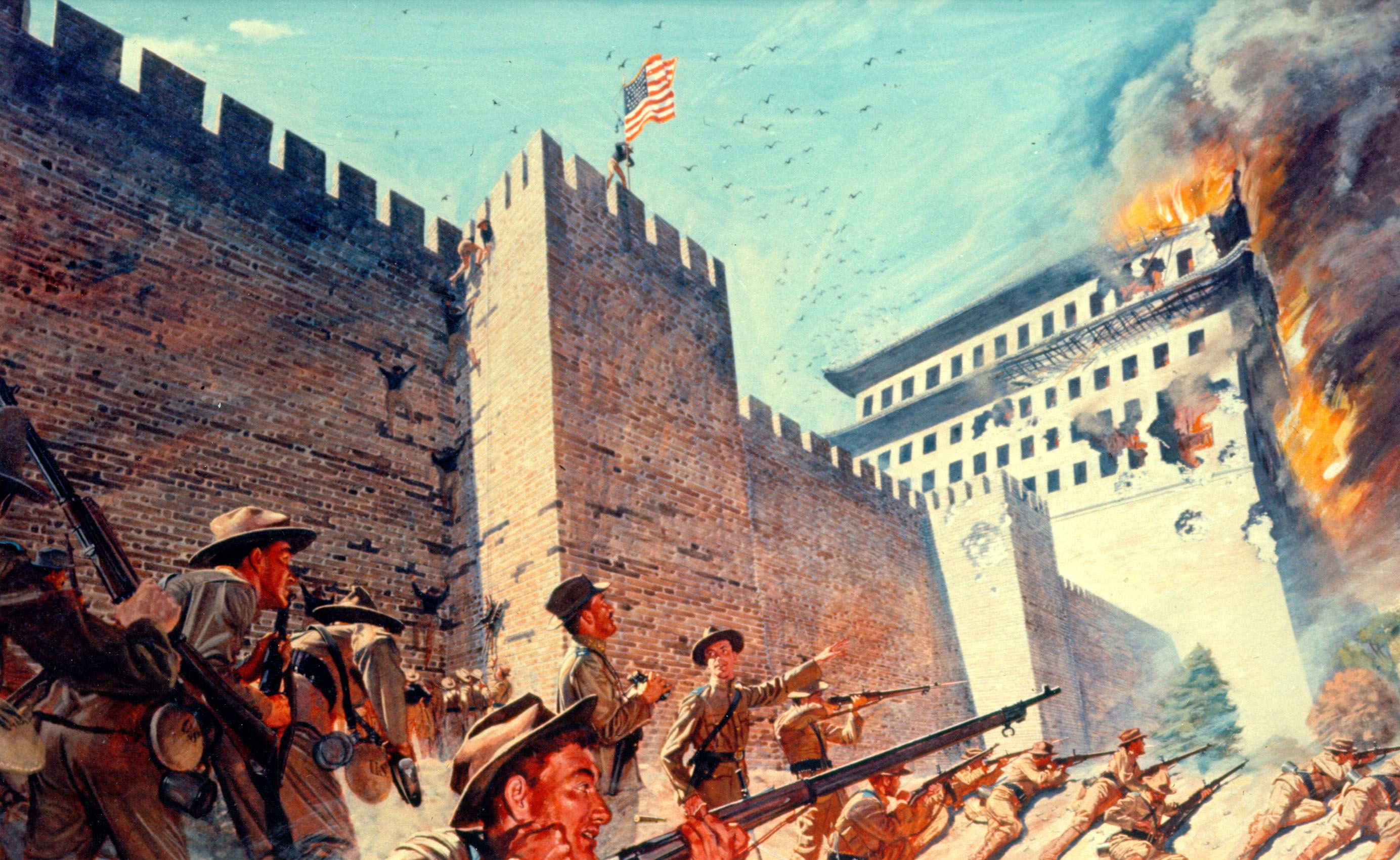
Lính Mỹ tấn công thành Bắc Kinh

Năm Quang Tự thứ 26 (1900), phong trào Nghĩa Hòa Đoàn bùng nổ ở miền Bắc Trung Quốc, Liên quân tám nước tham chiến. Tôn chỉ của phong trào là chống lại sự bành trướng thế lực nước ngoài trong các lĩnh vực giao thương, chính trị, văn hóa, công nghệ, và Thiên chúa giáo.
Chính quyền của Từ Hi Thái hậu vốn đã ác cảm với phương Tây, ban đầu tỏ ra ủng hộ phong trào. Thế là, trong ngày 20 tháng 5 đến ngày 23 tháng 5, Từ Hi Thái triệu trong vòng 4 ngày không ngừng nghỉ triệu tập các Quân cơ đại thần họp bàn tại Dưỡng Tâm điện để bàn luận chính sự. Quang Tự Đế ở bên hầu, muốn chủ hòa, còn các đại thần Đoan Quận vương Tái Y, Bối lặc Tái Liêm (载濂) cùng Quân cơ đại thần Cương Nghị (刚毅) muốn Thái hậu ủng hộ Nghĩa Hòa Đoàn, bịa đặt ra cái gọi là "Đoàn ngoại giao gửi thông điệp" đến với nội dung: [Thỉnh Thái hậu hoàn chính, truất Đại a ca]. Từ Hi Thái hậu cực kỳ tức giận, bèn ra chỉ dụ: [Bọn nước ngoài vô lý đến thực quá lắm, ta tất sẽ báo thù!], thế là ngày 25 tháng 5 ra một cái [Chỉ dụ].
Thế rồi sau 4 ngày "tuyên chiến", Từ Hi Thái hậu lại tỏ vẻ lưỡng lự, đối với các tòa công sứ nói: [Triều đình thận trọng bang giao, cũng không khiêu khích!]. Quân đội triều đình đứng về phía các thành viên Nghĩa Hòa Đoàn tiêu diệt khoảng 2,000 binh lính và hàng trăm dân thường ngoại quốc. Các nhà ngoại giao, tướng lĩnh, thường dân nước ngoài cũng như một vài tín đồ Cơ Đốc Giáo người Hoa phải rút lui tới các tòa công sứ và cầm cự 55 ngày cho đến khi 8 nước gửi 20,000 quân tới giải cứu. Thế cuộc không ổn thỏa, Từ Hi Thái hậu gửi thông ngôn đến các tòa thông sứ tỏ vẻ: [Đám loạn dân này, thiết nghĩ các khanh nên tự hành xử].
Từ Hi Thái hậu qua loa quyết định tuyên chiến, Quang Tự Đế nhịn không được phải hỏi Lại bộ Thị lang Hứa Cảnh Trừng (许景澄) rằng:"Hứa khanh đi sứ nước ngoài nhiều năm, lại ở Tổng thự làm việc, việc ở ngoại quốc thì khanh là rõ nhất, thế khanh có nghĩ Đại Thanh có thể thắng ngoại quốc qua một cuộc chiến chính quy không?". Hứa Cảnh Trừng tâu:"Thánh thượng đã hỏi, thần xin nói thẳng. Tình hình hiện tại khó có phần thắng, ngược lại nên hòa hoãn liên minh khôn khéo với họ". Từ Hi Thái hậu nghe thế thì nổi trận lôi đình, đem Hứa Cảnh Trừng và một số người chủ hòa như Thái Thường tự khanh Từ Dụng Nghi (徐用仪), Hộ bộ Thượng thư Lập Sơn (立山) cùng Nội các Đại học sĩ Liên Nguyên (联元) xử tử tập thể.
Ngày 14 tháng 8 năm ấy, Liên quân đánh bại quân chính quy nhà Thanh, chiếm đóng Bắc Kinh , giải vây khu lãnh sự. Tiếp đó liên quân cướp phá Bắc Kinh và các khu vực lân cận, hành quyết các tù binh tình nghi là thành viên Nghĩa Hòa Đoàn bị bắt. Bắc Kinh thất thủ, ngày 15 tháng 8 (tức ngày 21 tháng 7 âm lịch), cả hoàng tộc và bá quan văn võ phải rời Tử Cấm Thành đến Tây An lánh nạn.
Liên quân 8 nước sau đó gửi một loạt yêu sách tới Từ Hi Thái hậu và Quang Tự Đế. Rất nhiều quan đại thần kiến nghị triều đình nên tiếp tục cuộc chiến chống ngoại quốc. Tuy nhiên, Từ Hi Thái hậu đã nhận ra sai lầm khi khiêu khích các liệt cường phương Tây. Bà hiểu rõ Nghĩa Hòa Đoàn hay quân đội yếu ớt của triều đình không có cơ hội chiến thắng liên quân hùng hậu cùng trang thiết bị hiện đại của họ. Thêm vào đó, Liên quân cam kết tiếp tục để nhà Thanh cai trị Trung Quốc (thực ra phải là hạn chế tối đa sự can thiệp bởi họ cần một chính quyền đủ mạnh để đàn áp các tư tưởng bài ngoại khác trong tương lai, cũng như đủ yếu ớt để dễ bề thao túng). Hoàng đế Trung Hoa vẫn là lãnh đạo tối cao của một nước Trung Quốc độc lập. Để tránh đổ máu vô ích, Từ Hi Thái hậu liền gửi Lý Hồng Chương - thuyết khách số một của mình - đi đàm phán.
Năm Quang Tự thứ 27 (1901), hòa ước Tân Sửu được ký kết. Triều đình cam kết duy trì sự hiện diện của phương Tây ở Bắc Kinh, mở cửa tất cả thương cảng của mình cho người nước ngoài tự do buôn bán, đồng thời phải bồi thường chiến phí 450 triệu lượng bạc, tương đương với 67 triệu bảng Anh và bằng một năm thu nhập của triều đình.
Trong số các nước đế quốc nhận bồi thường thì Hoa Kỳ dùng phần bồi thường của mình để lập ra trường Đại học Thanh Hoa ngày nay. Ngoài ra, Nhà Thanh còn phải cử Thân vương và đại thần sang Đức và Nhật bày tỏ hối tiếc, bắt giam và xử tử những kẻ chủ chiến, mở rộng thêm 1200 mẫu đất cho các đế quốc lập tô giới và để các đế quốc lập đội quân đồn trú trong 12 địa điểm từ kinh sư tới biển. Những nơi nào trước đây có sự ngược đãi người nước ngoài thì phải cấm thi trong 5 năm, nếu còn tổ chức thi cử thì quan lại địa phương sẽ bị cắt chức ngay. Khoảng 18 tháng sau khi điều ước được ký kết, Từ Hi Thái hậu và Quang Tự Đế quyết định về lại Bắc Kinh.

### Dự bị lập hiến

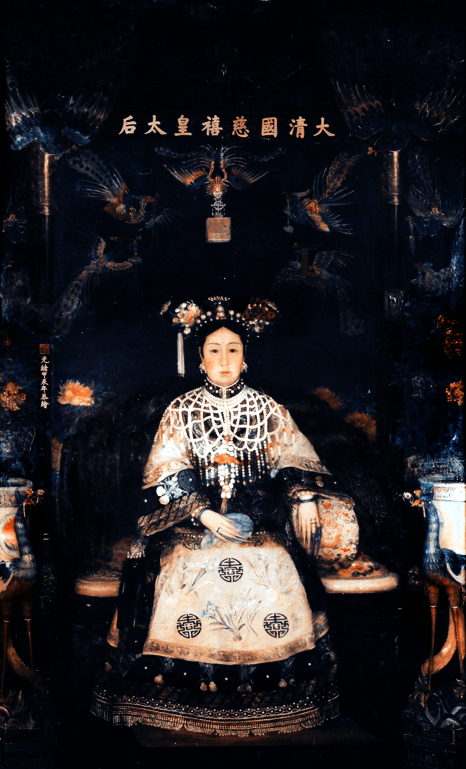
Tranh vẽ Từ Hi Thái hậu của Katherine Carl trong thời gian sau khi hồi kinh.

Năm Quang Tự thứ 27 (1901), ngày 20 tháng 10 (âm lịch), Phổ Tuấn bị tước đi danh vị [Đại a ca]. Sang ngày 28 tháng 11 (âm lịch) năm ấy, Từ Hi Thái hậu cùng Quang Tự Đế được triều thần bồi hầu trở về Bắc Kinh với một nghi lễ long trọng. Xa giá đi từ Tây An đến phủ Chính Định thì chuyển lên một đoàn tàu hỏa gồm 21 toa chạy thẳng về Bắc Kinh. Khi đến kinh thành, sứ thần các nước cũng như dân chúng đổ ra xem các thành viên trong hoàng tộc.
Sau khi về đến Tử Cấm Thành, Quang Tự Đế bấy giờ không bị giam cầm ở Hàm Nguyên điện nữa, thường xuyên lâm triều dù về cơ bản vẫn bị Từ Hi Thái hậu khống chế. Tuy nhiên khi lên nghe chính sự, ông luôn tỏ ra lãnh đạm thờ ơ, chỉ đến khi Thái hậu hỏi qua, ông mới miễn cưỡng tỏ thái độ đại khái. Từ Hi Thái hậu quyết định sửa đổi chính sách, một số sắc lệnh biến pháp của Quang Tự Đế mà bà đã hủy bỏ vào năm Mậu Tuất (tức năm 1898) bây giờ được lấy ra thực hiện, lại lập nhiều cơ quan mới như hội nghị chính vụ xứ, thượng bộ, học bộ, luyện tân quân, chấn hưng công nghiệp cùng thương nghiệp.
Năm Quang Tự thứ 31 (1905), sĩ phu tại Trung Hoa thấy Đế quốc Nhật theo chế độ quân chủ lập hiến mà mạnh, thắng được Đế quốc Nga theo chế độ quân chủ chuyên chế, nên càng tin ở chế độ lập hiến, và đòi triều đình nhà Thanh phải thực hiện lập hiến theo, chứ chỉ sửa đổi chính sách gọi là [Tân Chính; Chính sách mới] đối với họ vẫn chưa đủ. Ngay một số đại thần người Hán vốn trung với triều Thanh như Trương Chi Động và Viên Thế Khải cũng chủ trương lập hiến, thế là phong trào lập hiến sôi nổi trong nước. Từ Hi Thái hậu phái năm đại thần đi Nhật, Anh, Đức để khảo sát chế độ lập hiến của ba quốc gia đó. Năm sau, họ trở về đều chủ trương lập hiến, Từ Hi Thái hậu liền xuống dụ: "Trước hết cải cách quan chế rồi đến chính trị, khiến sĩ dân hiểu rõ quốc chính để dự bị cơ sở cho việc lập hiến, vài năm sau, xét lại tình hình, xem tiến bộ mau chóng mà định kỳ hạn xa gần". Rồi triều đình sửa đổi quan chế: đặt ra Tư chính viện ở kinh sư, Tư nghị cuộc ở các tỉnh để làm cơ sở cho Quốc hội và Tỉnh nghị hội, lập thẩm kê viện, thẩm phán sảnh, ban bố Hình luật mới.
Sau cùng, năm Quang Tự thứ 34 (1908), mùa xuân, triều đình ban bố Khâm định Hiến pháp đại cương (钦定宪法大纲) gồm 15 điều. Dự bị chín năm sau sẽ hoàn thành.

## Thời đại Tuyên Thống

### Thái hoàng thái hậu một ngày

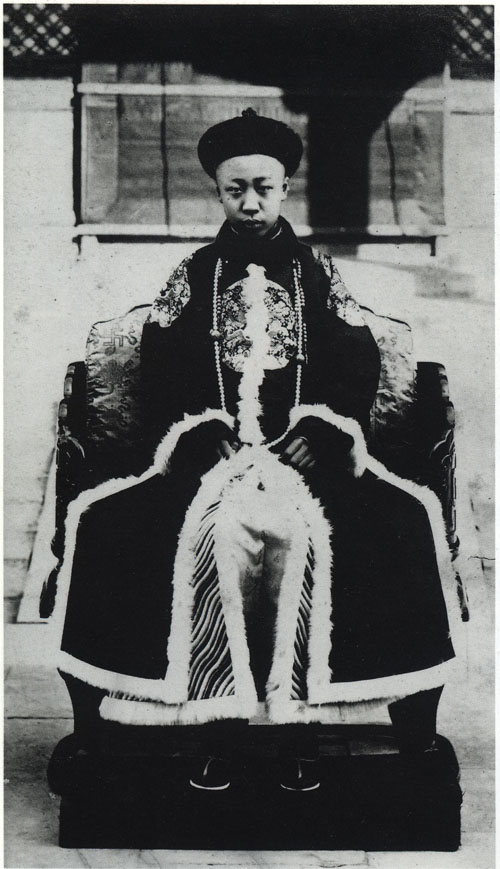
Phổ Nghi - người được Từ Hi Thái hậu chỉ định kế thừa Quang Tự Đế.

Năm Quang Tự thứ 34 (1908), tháng 10 đầu đông, Quang Tự lâm bệnh. Đúng vào lúc này Từ Hi Thái hậu cũng phát bệnh theo, có vẻ chuyển biến nghiêm trọng.
Theo [Thanh cung y án] ghi lại các chuyển biến bệnh trạng trong cung thời Thanh, từ khi phát bệnh ở năm Quang Tự thứ 6, Từ Hi Thái hậu đã luôn chú ý điều phối cơ thể. Từ đó, trải dài đến đầu năm Quang Tự thứ 34, tất thảy đều là bệnh nhỏ nhặt. Tuy nhiên vào tháng 10 năm này, Từ Hi Thái hậu đột ngột phát bệnh, hơn nữa dường như là cùng chứng bệnh với Quang Tự Đế. Theo Y án liệt kê, Từ Hi Thái hậu có triệu chứng mệt mỏi toàn thân, ho khan, nhiệt đô cơ thể luôn ở trạng thái lạnh ngắt, ngực lại đau nhói. Căn cứ phân tích của các chuyên gia y học hiện đại, những biểu hiện này của Từ Hi Thái hậu dường như là bệnh viêm phổi, sau dẫn đến suy hô hấp, bệnh tình cứ thế nặng thêm đến khi bà qua đời.
Đại khái vào thời điểm ấy, dường như đã biết rõ Hoàng đế sẽ qua đời, Từ Hi Thái hậu lập tức quyết định chọn Tự Hoàng đế thay thế. Vì lần này yêu cầu chọn lựa, là để thừa tự Đồng Trị Đế lẫn Quang Tự Đế - người trên lý thuyết vẫn không bị phế, do đó bối tự chữ ["Phổ"] là cần thiết, nhưng vẫn yêu cầu tiên quyết là nhỏ tuổi để tiện giáo dục. Sau khi suy tính (xem bài Ba lần lập Tự của nhà Thanh), Từ Hi Thái hậu mệnh chiếu con trai của Thuần Thân vương Tái Phong là Phổ Nghi vào cung, cho đọc sách tại Thượng Thư phòng, dự bị chỉ định lên ngôi. Ngày 21 tháng 10 (tức ngày 14 tháng 11 dương lịch), giờ Dậu, Quang Tự Đế băng hà, hưởng niên 38 tuổi.
Sang hôm sau, ngày 22 tháng 10 (tức ngày 15 tháng 11 dương lịch), Từ Hi Thái hậu chỉ định Phổ Nghi lên ngôi, cho Thuần Thân vương Tái Phong làm [Nhiếp Chính vương], quản lý tất cả sự vụ. Phổ Nghi lên ngôi, lấy niên hiệu là [Tuyên Thống], lấy danh nghĩa "Thừa tự Đồng Trị Đế cùng Quang Tự Đế", năm ấy 3 tuổi, được Long Dụ Hoàng thái hậu nuôi dưỡng trong cung. Do Phổ Nghi lên ngôi đã nhận thừa tự con trai của Từ Hi Thái hậu là Đồng Trị Đế, cho nên bà là bà nội trên danh nghĩa của Tân đế, do vậy được tôn thành Thái hoàng thái hậu. Cùng ngày hôm ấy, vào giờ Mùi (tức khoảng từ 1 giờ chiều đến 3 giờ chiều), Từ Hi Thái hoàng thái hậu băng hà tại Nghi Loan điện (儀鸞殿) ở Trung Nam Hải. Chung quy mà tính, Từ Hi Thái hoàng thái hậu hưởng thọ 74 tuổi, có 27 năm độc bá triều cương.
Từ Hi Thái hoàng thái hậu còn sắp đặt cho Tuyên Thống còn nhỏ tuổi làm Hoàng đế. Trong các chỉ dụ của Từ Hi Thái hoàng thái hậu trước khi lâm chung, ý chỉ rất rõ rằng tuy giao quyền cho cha ruột Hoàng đế là Thuần Thân vương Tái Phong, nhưng bà vẫn chừa đường cho người cháu Long Dụ Hoàng thái hậu có thể ảnh hưởng lên Hoàng đế bằng việc giao cho Long Dụ công việc giáo dục. Ngoài ra, khi còn đang trong thời gian cầm quyền, Từ Hi Thái hoàng thái hậu đã lo liệu rất nhiều cuộc hôn nhân cho các nữ tử trong gia tộc, tất cả đều kết hồn với nhánh gần của Hoàng thất, ý đồ rằng dòng họ [Diệp Hách Na Lạp thị] luôn có thể sinh ra Hoàng đế của Đại Thanh. Dù có thế nào đi nữa, phải công nhận rằng Từ Hi Thái hoàng thái hậu dường như đã biết chuẩn bị mọi thứ rất chu đáo và hoàn mỹ.

### Truy tôn thụy hiệu
Năm Tuyên Thống nguyên niên (1909), ngày 22 tháng 1 (âm lịch), mùa xuân, triều đình suất chư Vương, Bối lặc, Văn võ đại thần, tôn Đại Hành Thái hoàng thái hậu thụy hiệu, viết Hiếu Khâm Từ Hi Đoan Hựu Khang Di Chiêu Dự Trang Thành Thọ Cung Khâm Hiến Sùng Hi Phối Thiên Hưng Thánh Hiển Hoàng hậu (孝欽慈禧耑祐康頤昭豫莊誠壽恭欽獻崇熙配天興聖顯皇后).
Sang ngày 23 tháng 1, hoàn tất lễ dâng thụy. Chiếu cáo thiên hạ. Viết:
| “                                                    | 朕维有娀太姒。声诗咏于商周。明德宣仁。史笔徵诸汉宋。莫不导扬骏烈。祗奉鸿称。矧伟业迈乎古今。令闻播乎中外。缅怀德范。同深爱戴之诚。勉尽孝思。爰备追崇之礼。隆名允受。钜典聿彰。钦惟皇祖妣大行太皇太后撰合乾元。道符坤厚。型垂雍肃。普德教于六宫。绩奏隆平。播恩膏于四海。启累洽重熙之运。宏光前裕后之模。秉籙绥猷。一二日几康用敕。垂帘训政。五十年宵旰维勤。用君■羊贤则辅弼得人。明符日月。诛元恶则奸回畏法。威震雷霆。既肃朝纲。遂伸天讨。整戎行而雄扬貔虎。边圉肃清。歼丑类而孽埽豺狼。河山巩固。中原砥定。咸庆中兴。寰海交通。益求上理。农桑并课。本计先筹。道艺兼包。人才广育。慎刑章以恤讼狱。严警政以䁹行㥦口𩎟𧵍闾阎。文德覃敷。阙里肃明禋之典。武功丕振。全营储有备之兵。立圜法而财政以修。兴矿务而利源日辟。订商约则法稽列国。五方之贸易偕来。振工业则制补周官。万物之菁华毕献。舟车所达。胥蒙乐利之休。版籍所登。咸沐涵濡之泽。盖统两朝之谟训。实综六合以经营。乃犹以道贵化裁。法宜通变。宸谟独断。示宪政之颁行。血■乣议佥同。期国会之召集。而且推仁恩以绥藩服。讲信义以睦邻封。整饬纪纲以修吏治。敦崇礼教以正人心。者滟见大业之平成。邦基永奠。秉诒谋之深远。世祚孔长。朕自维幼冲。仰蒙覆育。追思美善。弥切推崇。是用博采君■羊言。详稽彝制。昭告天地宗庙社稷先师。于宣统元年正月二十二日。率诸王贝勒文武君■羊臣。谨奉册宝。恭上皇祖妣太皇太后尊谥曰孝钦慈禧端佑康颐昭豫庄诚寿恭钦献崇熙配天兴圣显皇后。既镂文而纪实。宜锡类以颁恩。所有事宜。一岳镇海渎庙宇倾颓者。该地方官奏明修葺。以致诚敬。一内外大小各官。除各以现在品级已得封赠外。著照新衔封赠。一在京满汉文武大小官员。俱各加一级。一在京王公文武官员任内有革职留任及降级罚俸者。咸与开复。又在京官员现在议降议罚者。悉行豁免。一外藩蒙古王公以下台吉以上有罚俸住俸者。咸与开复其现在议罚者。悉行豁免。一满汉孝子顺孙义夫节妇。该管官细加咨访。确具事实奏闻。礼部核定。以凭旌表。一各省道路桥梁闲有损坏者。著地方官查明修理。以利行旅。一各处养济院所有鳏寡孤独。及残疾无告之人。有司留心以时养赡。勿致失所。一现在内外监候质审及干连人等。俱著准其保释。一军流人犯。有本人身故。其妻子情愿回籍者。该管官报明该部。准令各回原籍。于戏。垂万年之显号。庆锡孙曾。翔八表之仁风。泽施臣庶。布告天下。咸使闻知。 . Trẫm duy hữu tung thái tự. Thanh thi vịnh vu thương chu. Minh đức tuyên nhân. Sử bút trưng chư hán tống. Mạc bất đạo dương tuấn liệt. Chi phụng hồng xưng. Thẩn vĩ nghiệp mại hồ cổ kim. Lệnh văn bá hồ trung ngoại. Miến hoài đức phạm. Đồng thâm ái đái chi thành. Miễn tẫn hiếu tư. Viên bị truy sùng chi lễ. Long danh duẫn thụ. Cự điển duật chương. Khâm duy Hoàng tổ tỉ Đại Hành Thái hoàng thái hậu, soạn hợp càn nguyên. Đạo phù khôn hậu, hình thùy ung túc. Phổ đức giáo vu lục cung, tích tấu long bình. Bá ân cao vu tứ hải. Khải luy hiệp trọng hi chi vận. Hoành quang tiền dụ hậu chi mô. Bỉnh lục tuy du. Nhất nhị nhật kỉ khang dụng sắc. Thùy liêm huấn chính. Ngũ thập niên tiêu cán duy cần. Dụng quân dương hiền tắc phụ bật đắc nhân. Minh phù nhật nguyệt. Tru nguyên ác tắc gian hồi úy pháp. Uy chấn lôi đình. Kí túc triều cương. Toại thân thiên thảo. Chỉnh nhung hành nhi hùng dương tì hổ. Biên ngữ túc thanh. Tiêm sửu loại nhi nghiệt tảo sài lang. Hà sơn củng cố. Trung nguyên chỉ định. Hàm khánh trung hưng. Hoàn hải giao thông. Ích cầu thượng lý. Nông tang tịnh khóa. Bổn kế tiên trù. Đạo nghệ kiêm bao. Nhân tài quảng dục. Thận hình chương dĩ tuất tụng ngục. Nghiêm cảnh chính dĩ hành khẩu lư diêm. Văn đức đàm phu. Khuyết lí túc minh nhân chi điển. Võ công phi chấn. Toàn doanh trữ hữu bị chi binh. Lập hoàn pháp nhi tài chính dĩ tu. Hưng quáng vụ nhi lợi nguyên nhật tích. Đính thương ước tắc pháp kê liệt quốc. Ngũ phương chi mậu dịch giai lai. Chấn công nghiệp tắc chế bổ chu quan. Vạn vật chi tinh hoa tất hiến. Chu xa sở đạt. Tư mông nhạc lợi chi hưu. Bản tịch sở đăng. Hàm mộc hàm nhu chi trạch. Cái thống lưỡng triều chi mô huấn. Thật tổng lục hợp dĩ kinh doanh. Nãi do dĩ đạo quý hóa tài. Pháp nghi thông biến. Thần mô độc đoạn. Kỳ hiến chính chi ban hành. Huyết nghị thiêm đồng. Kỳ quốc hội chi triệu tập. Nhi thả thôi nhân ân dĩ tuy phiên phục. Giảng tín nghĩa dĩ mục lân phong. Chỉnh sức kỷ cương dĩ tu lại trị. Đôn sùng lễ giáo dĩ chính nhân tâm. Giả diễm kiến đại nghiệp chi bình thành. Bang cơ vĩnh điện. Bỉnh di mưu chi thâm viễn. Thế tộ khổng trường. Trẫm tự duy ấu trùng. Ngưỡng mông phúc dục. Truy tư mỹ thiện. Di thiết thôi sùng. Thị dụng bác thải quân dương ngôn. Tường kê di chế. Chiêu cáo Thiên địa, Tông miếu, Xã tắc tiên sư, vu Tuyên Thống nguyên niên, chính nguyệt nhị thập nhị nhật, suất chư Vương, Bối lặc, Văn võ quân dương thần. Cẩn phụng sách bảo, cung thượng Hoàng tổ tỉ Thái hoàng thái hậu tôn thụy, viết: Hiếu Khâm Từ Hi Đoan Hựu Khang Di Chiêu Dự Trang Thành Thọ Cung Khâm Hiến Sùng Hi Phối Thiên Hưng Thánh Hiển Hoàng hậu. Kí lũ văn nhi kỷ thật. Nghi tích loại dĩ ban ân. Sở hữu sự nghi. Nhất nhạc trấn hải độc miếu vũ khuynh đồi giả. Cai địa phương quan tấu minh tu tập. Dĩ trí thành kính. Nhất nội ngoại đại tiểu các quan. Trừ các dĩ hiện tại phẩm cấp dĩ đắc phong tặng ngoại. Trứ chiếu tân hàm phong tặng. Nhất tại kinh mãn hán văn võ đại tiểu quan viên. Câu các gia nhất cấp. Nhất tại kinh vương công văn võ quan viên nhậm nội hữu cách chức lưu nhậm cập hàng cấp phạt bổng giả. Hàm dữ khai phục. Hựu tại kinh quan viên hiện tại nghị hàng nghị phạt giả. Tất hành khoát miễn. Nhất ngoại phiên mông cổ vương công dĩ hạ đài cát dĩ thượng hữu phạt bổng trụ bổng giả. Hàm dữ khai phục kỳ hiện tại nghị phạt giả. Tất hành khoát miễn. Nhất mãn hán hiếu tử thuận tôn nghĩa phu tiết phụ. Cai quản quan tế gia tư phóng. Xác cụ sự thật tấu văn. Lễ bộ hạch định. Dĩ bằng tinh biểu. Nhất các tỉnh đạo lộ kiều lương nhàn hữu tổn phôi giả. Trứ địa phương quan tra minh tu lý. Dĩ lợi hành lữ. Nhất các xử dưỡng tế viện sở hữu quan quả cô độc. Cập tàn tật vô cáo chi nhân. Hữu tư lưu tâm dĩ thời dưỡng thiệm. Vật trí thất sở. Nhất hiện tại nội ngoại giam hầu chất thẩm cập càn liên nhân đẳng. Câu trứ chuẩn kỳ bảo thích. Nhất quân lưu nhân phạm. Hữu bổn nhân thân cố. Kỳ thê tử tình nguyện hồi tịch giả. Cai quản quan báo minh cai bộ. Chuẩn lệnh các hồi nguyên tịch. Vu hí. Thùy vạn niên chi hiển hào. Khánh tích tôn tằng. Tường bát biểu chi nhân phong. Trạch thi thần thứ. Bố cáo thiên hạ. Hàm sử văn tri. | ” |
| — Chiếu cáo lễ tôn thụy của Hiếu Khâm Hiển Hoàng hậu | |   |

Căn cứ Hồng xưng thông dụng (鴻稱通用) của Nội vụ phủ, chữ thụy hiệu "Khâm" của Từ Hi Thái hậu có Mãn văn là 「Kobton」, là một từ kết hợp Hán văn, nguyên là 「Kobtolombi」, có nghĩa là "Cung kính", "Kính cẩn". Theo nhật ký của Ông Đồng Hòa, thụy hiệu này vốn dĩ do Từ An Hoàng thái hậu chuẩn bị từ trước, bởi đại khái Từ An Hoàng thái hậu và Từ Hi Hoàng thái hậu đều là nhiếp chính, có hàm nghĩa "Khâm mệnh nghe báo cáo và quyết định sự việc".
Từ sau khi dâng tôn thụy hiệu, Từ Hi không còn được gọi là [Từ Hi Thái hậu] nữa, mà là [Hiếu Khâm Hiển Hoàng hậu; 孝钦顯皇后].
Năm Tuyên Thống nguyên niên (1909), ngày 4 tháng 10 (âm lịch), Hiếu Khâm Hiển Hoàng hậu được hợp táng cùng với Hiếu Trinh Hiển Hoàng hậu trong Định Đông Lăng (東定陵), thuộc quần thể Thanh Đông lăng cách Bắc Kinh 125 km về phía đông. Ngày 9 tháng 10 (âm lịch) cùng năm, triều thần làm đại lễ thăng phụ thần vị của Hiếu Khâm Hiển Hoàng hậu lên Thái Miếu cùng Phụng Tiên điện.

### Lăng mộ xa hoa

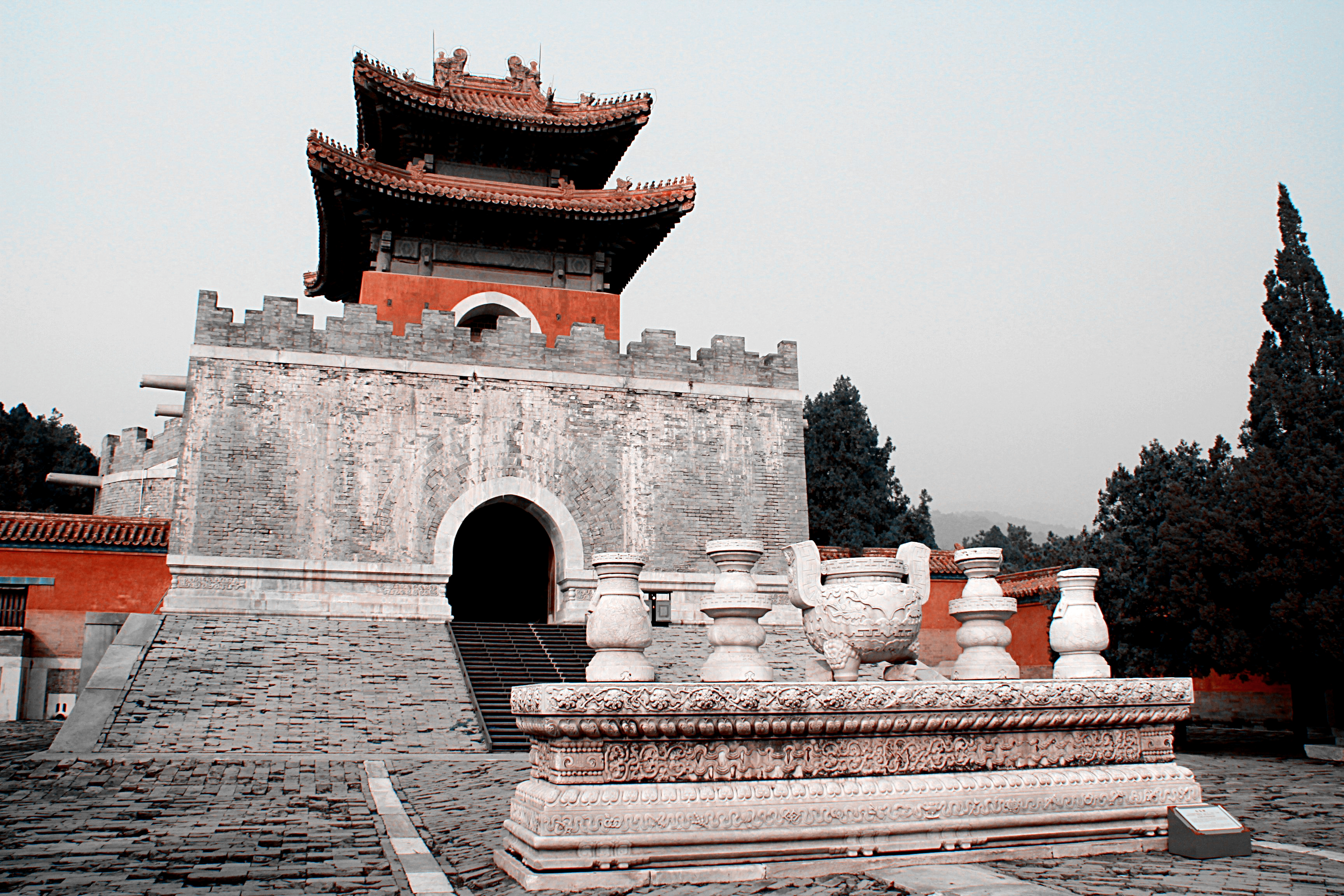
Tháp tưởng niệm bên ngoài lăng mộ của Từ Hi Thái hậu.

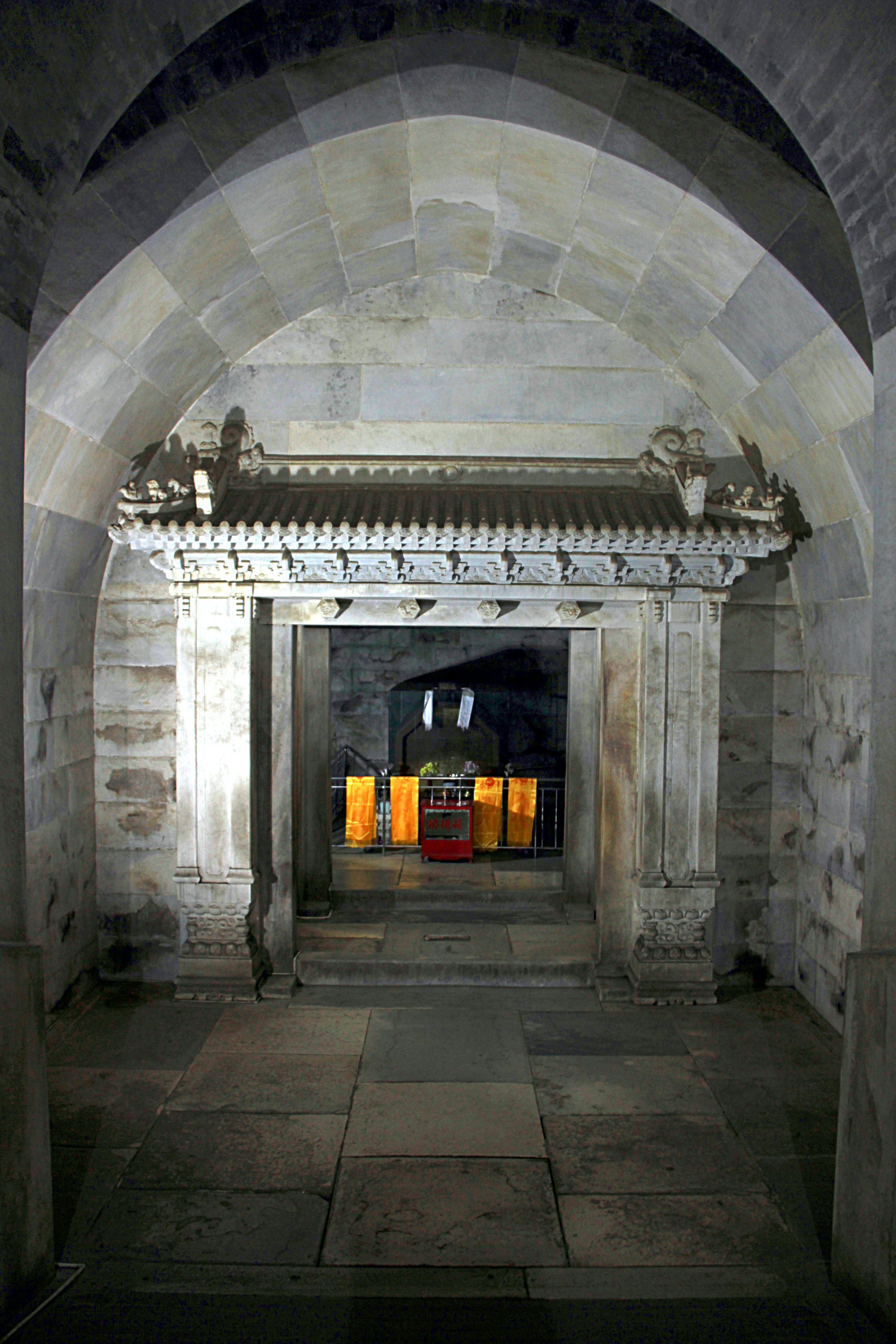
Bên trong lăng mộ của Từ Hi Thái hậu.

Nguyên tên của lăng mộ này là [Phổ Đà Dục Định Đông Lăng; 菩陀峪定東陵] - lấy từ tên của Phổ Đà sơn, một trong Trung Hoa tứ đại Phật giáo danh sơn. Ngoài ra, lăng nằm ở phía đông của Định lăng - nơi yên nghỉ của Hàm Phong hoàng đế, nên cũng gọi [Định Đông lăng] là vì thế.
Từ Hi Thái hậu vốn thích xa xỉ nên không hài lòng với lăng mộ ban đầu, đã cho phá bỏ và xây mới hoàn toàn vào năm 1895. Sau khi xây dựng lại, nơi đây đã vượt xa quy chế của một "lăng Hoàng hậu". Việc xây dựng lại này, chỉ riêng việc thiếp vàng đã tiêu tốn hơn 4.592 lượng bạc. Chỉ riêng khoảng thời gian từ năm thứ 21 đến năm thứ 25 (1899), việc xây lăng tiêu tốn hết 150 vạn lượng. Còn những khoảng chi tiêu ở những khoảng thời gian khác không cách nào thống kê được.
Trên vách tường khảm nạm hơn 30 viên gạch khắc hoa lớn nhỏ không đều nhau, tổng cộng 237 mét vuông. Bên trong Long Ân điện có 64 cột thiếp vàng, đây là số lượng lớn nhất trong tất cả các Đế lăng và Hoàng Hậu lăng của nhà Thanh.
Các cột, kèo, xà và các điện phụ trong khu lăng mộ của bà cũng như các cửa sổ đều được làm bằng gỗ quý. Trên các cột, kèo, xà không dùng loại tranh màu và sơn dầu bình thường mà dùng phấn bột vàng thật vẽ trực tiếp lên những bức tranh có rồng, phượng, mây, và những chữ thọ. Các bức tranh màu, trong và ngoài ba ngôi điện, vẽ hơn 2400 con rồng vàng được giữ gìn khá nguyên vẹn nên đến nay vẫn lấp lánh ánh vàng. Trên mặt tường của ba ngôi điện, các tác phẩm điêu khắc to nhỏ, toàn bộ dùng gạch đắp nên hình năm con dơi đội chữ thọ và chữ thập ngoặc nối liền nhau không dứt. Loại hoa văn nối nhau liên tiếp không dứt này tượng trưng cho sự sống dài lâu, hạnh phúc và may mắn. Những bản điêu khắc đó đều sơn son thếp vàng tương phản với những hình vẽ óng ánh màu vàng trên các thanh xà, ánh lên những gam màu làm người xem phải lóa mắt.

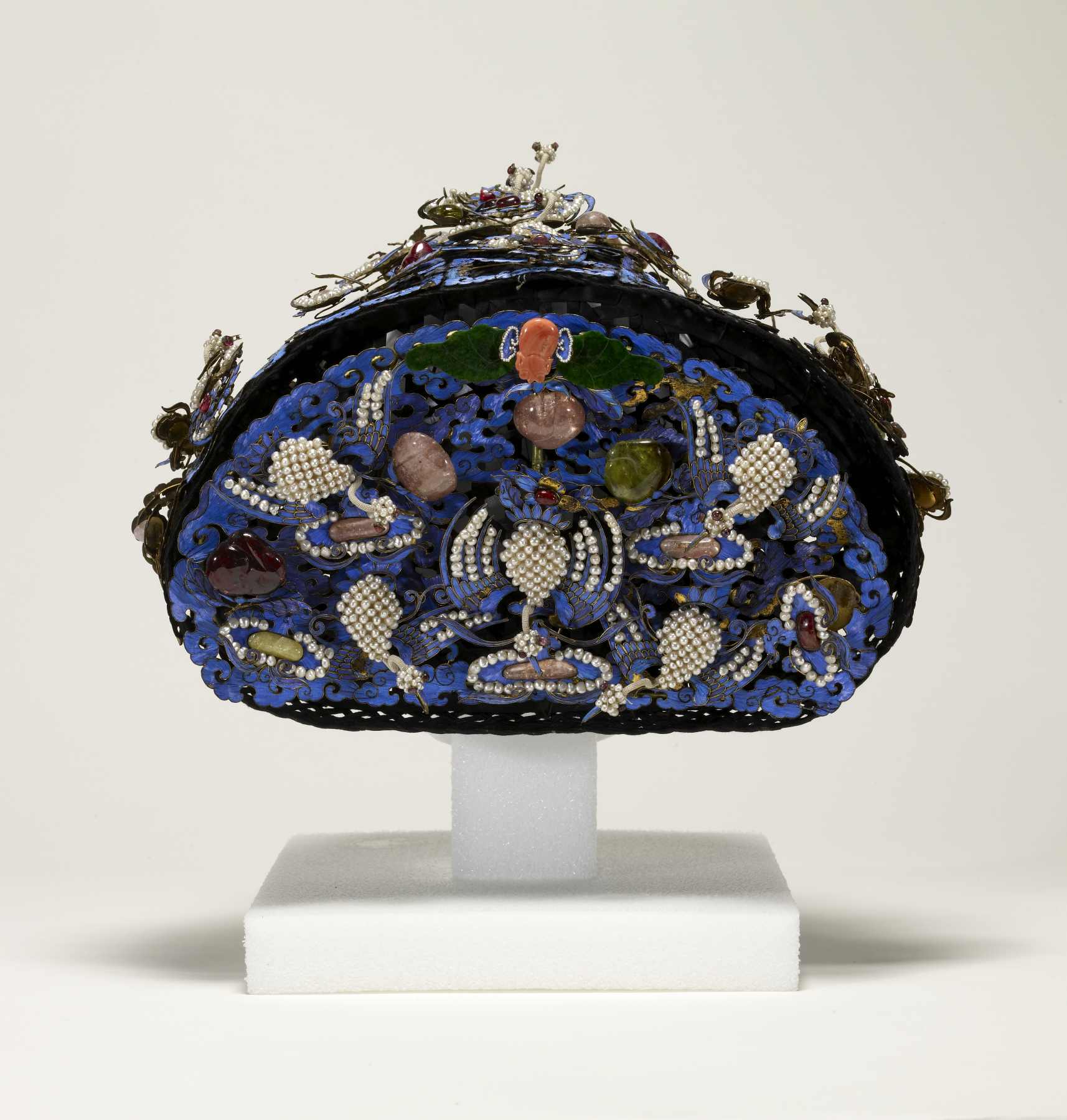
Chiếc "Điền tử đầu" khảm châu báu có thể đã được Từ Hi Thái hậu đội.

Nội thất điện trang hoàng lộng lẫy như vậy vẫn chưa đủ. Ngoài lan can người ta còn chạm trổ rồng, phượng và hai mặt của 69 tấm chắn lan can được vẽ 138 bức tranh phượng bay, rồng đuổi. Các đầu cột lan can cũng chạm trổ rồng, phượng; cứ một rồng, một phượng nối tiếp nhau. Nhưng ở đây trên đầu 74 cây cột đều khắc phượng hoàng trong mây, còn thân cột vẽ rồng bay khỏi nước. Loại tranh khắc trên phượng dưới rồng ở đây chưa thấy nơi nào có.
Tháng 7 năm 1928, lăng mộ của Từ Hi Thái hậu bị khai quật bởi quân đoàn của Tôn Điện Anh - một tướng lĩnh của Quốc Dân đảng. Những kẻ xâm nhập đã lấy đi các vật dụng trang trí có giá trị, cũng như dùng pháo binh mở đường vào nơi chôn cất quan tài, vứt xác của Từ Hi Thái hậu (được kể là vẫn còn nguyên vẹn) xuống nền nhà và vơ vét tất cả đồ tùy táng. Trong số đó nổi tiếng nhất là viên minh châu lớn đặt trong miệng của Từ Hi Thái hậu để bảo quản xác chết không bị hư hoại. Có thuyết cho rằng, viên minh châu đã được tặng cho Tống Mỹ Linh, phu nhân của Quốc trưởng Quốc Dân đảng Tưởng Giới Thạch, và được bà sử dụng để trang trí cho đôi giày dạ tiệc của mình, tuy nhiên việc này chưa có bằng chứng xác thực. Sau năm 1949, quần thể lăng mộ của Từ Hi Thái hậu được khôi phục và bảo tồn bởi Cộng hòa Nhân dân Trung Hoa, và cho tới nay vẫn là một trong những lăng mộ Hoàng gia ấn tượng nhất ở Trung Quốc.

## Nhận định

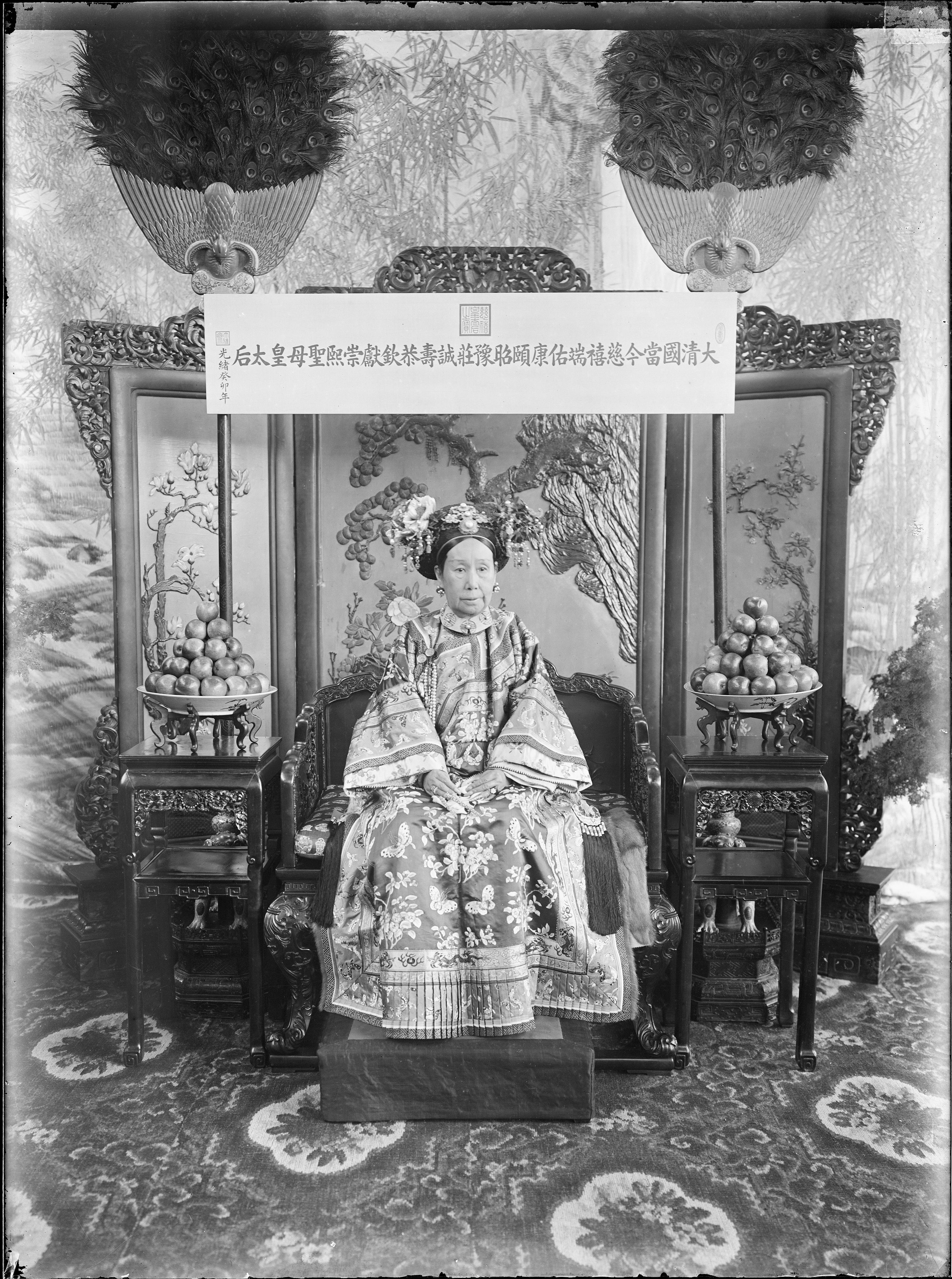
Hình chụp Từ Hi Thái hậu. Dòng chữ phía sau là tên hiệu đầy đủ của bà.

Theo khuynh hướng của những người theo chủ nghĩa dân tộc, sử sách thường miêu tả Từ Hi Thái hậu như một bạo chúa và phải chịu trách nhiệm cho sự suy tàn của Trung Hoa cuối thế kỷ XIX.
So với một nhà lãnh đạo cùng thời khác là Thiên Hoàng Minh Trị, Từ Hi Thái hậu ích kỷ hơn do nghĩ đến lợi ích cá nhân nhiều hơn. Bà đã nhiều lần sử dụng quốc khố cho mục đích riêng của bản thân. Các cung điện, hoa viên, lăng mộ cũng như chi tiêu của bà được đánh giá là quá xa hoa tốn kém trong bối cảnh đất nước đang trên bờ vực phá sản. Vụ việc nổi tiếng nhất là việc ngân sách hải quân bị Từ Hi cắt bớt để lấy tiền xây Di hòa viên làm nơi hưởng thụ, góp phần khiến hải quân Thanh thảm bại trong Chiến tranh Thanh - Nhật năm 1895. Điều này đương nhiên khiến người dân oán hận, đẩy nhanh sự sụp đổ của nhà Thanh.
Dù nổi tiếng thông minh, nhưng do ít học và thiếu nhiều kiến thức về tình hình quốc tế - tương tự các Hoàng đế nhà Thanh trước đó như Đạo Quang Đế hay Hàm Phong Đế - nên bà có tầm nhìn hạn hẹp và tư duy bảo thủ hơn so với Minh Trị. Tuy nhiên, các nhà sử học cho rằng bước ngoặt đáng kể của lịch sử Trung Quốc, đánh dấu sự suy tàn của đế chế Đại Thanh, lại xảy ra khi Từ Hi đã lui về nghỉ ở Di Hòa Viên. Đó là lúc chiến tranh Thanh - Nhật bùng nổ dưới sự chấp chính của Quang Tự. Nhà Thanh sau đó phải bồi thường cho Nhật một khoản tiền khổng lồ, làm khánh kiệt quốc gia. Từ Hi buộc phải quay lại chấp chính để khắc phục những hậu quả do sự cai trị kém cỏi của hoàng đế.
Từ Hi nổi tiếng với những cuộc thanh trừng đối thủ một cách tàn bạo. Một cuộc khảo cổ gần đây hé lộ nguyên nhân cái chết của Quang Tự Đế là do bị đầu độc bằng thạch tín. Ngoài ra, còn nhiều ví dụ khác như việc xử tử Túc Thuận, việc ép Cung Thân vương Dịch Hân từ chức, hay đơn cử như cái chết mờ ám của Trân phi. Tuy nhiên, ngay cả các bậc quân vương nổi tiếng khác trên thế giới như Nữ vương Elizabeth I, Augustus Caesar cũng có những cuộc thanh trừng đẫm máu như vậy để củng cố quyền thống trị của mình. Thậm chí, so với một lãnh tụ nổi tiếng khác của Trung Quốc là Mao Trạch Đông, người đã tàn sát hàng trăm, thậm chí hàng ngàn người, thì những đả kích nhắm vào một mình Từ Hi dường như không hợp lý. Những ý kiến gần đây cho rằng các nhận xét tiêu cực về sự cai trị và cuộc sống riêng của Từ Hi đều mang màu sắc của nạn phân biệt nam - nữ, như trong trường hợp các nhà sử học Khổng giáo chỉ trích Võ Tắc Thiên.
Thậm chí khi so với Võ Tắc Thiên, giai đoạn của Từ Hi Thái hậu còn có phần bất lợi hơn. Võ Tắc Thiên lên ngôi giữa lúc nhà Đường đang thịnh trị, trong nước chính trị trong sạch, bên ngoài mở mang bờ cõi. Thời của Từ Hi Thái hậu, Trung Quốc chứng kiến sự xâm nhập mạnh mẽ của các đế quốc phương Tây. Ngoài ra, những vấn đề nghiêm trọng nhất của xã hội, như nạn thuốc phiện, tham nhũng, quan liêu, cùng với khởi nghĩa nông dân Thái Bình Thiên Quốc, đều đã diễn ra từ các triều vua trước đó. Khi so với Thiên Hoàng Minh Trị, Từ Hi cai quản một đất nước với lãnh thổ rộng lớn hơn, dân số đông hơn, bộ máy hành chính cồng kềnh hơn, và dĩ nhiên là miếng mồi béo bở hơn cho các cường quốc Âu - Mỹ lao vào xâu xé. Ảnh hưởng của Nho giáo tại Nhật Bản cũng không thâm căn cố đế như ở Trung Quốc, nên các cải cách cũng phần nào dễ dàng hơn.
Do vậy, sự sụp đổ của nhà Thanh nói riêng và chế độ phong kiến nói chung ở Trung Quốc là hệ quả mang tính tất yếu. Có những sai lầm của Từ Hi Thái hậu (chống lại cải cách, ăn tiêu xa xỉ...) đã góp phần làm nhà Thanh sụp đổ, nhưng cũng có những nguyên nhân khác (như áp lực ngoại xâm) thì không thể quy trách nhiệm cho bà.

### Katherine Karl

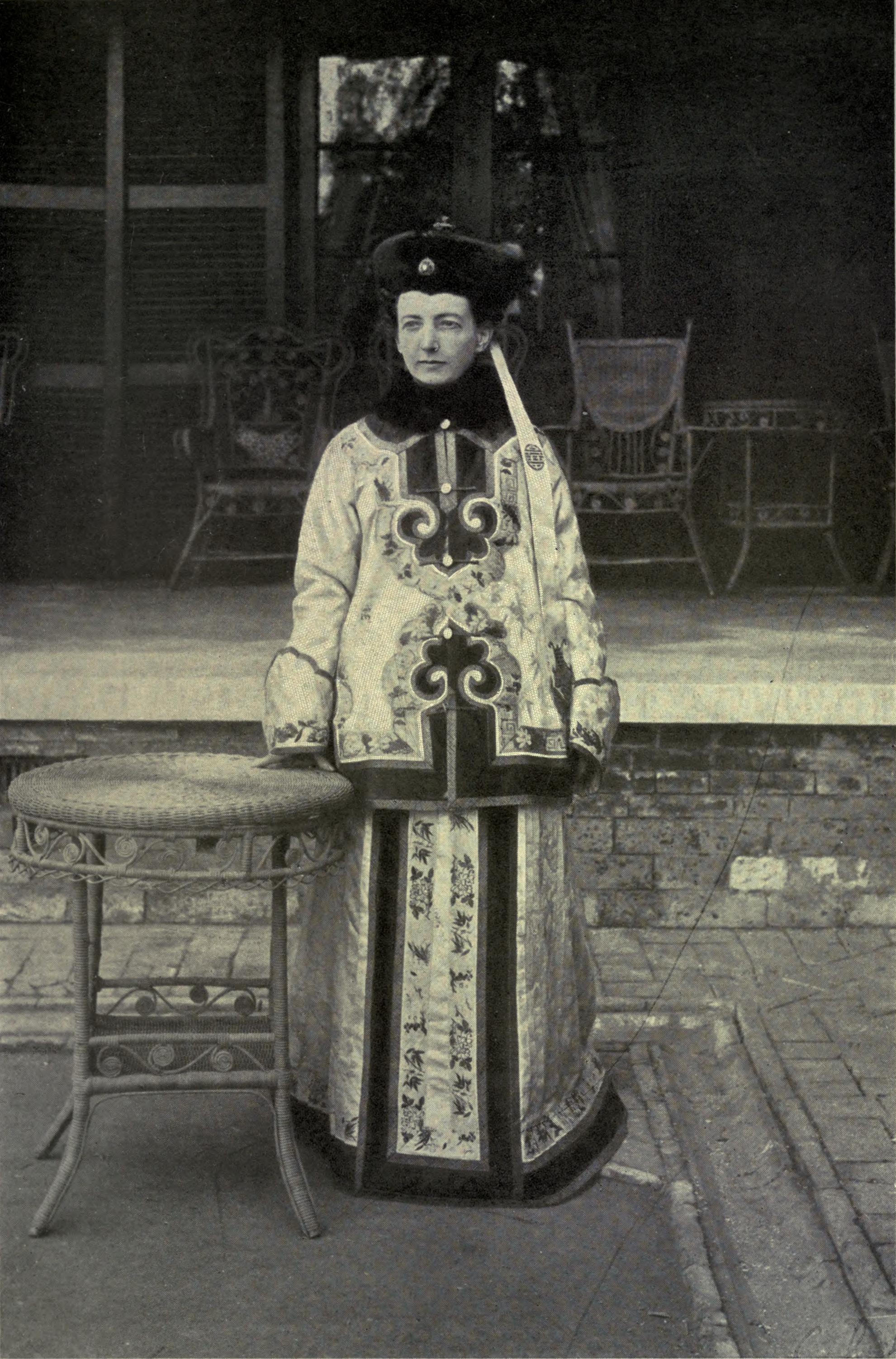
Katherine Karl trong thời gian tại Tử Cấm Thành.

Bà Katherine Karl sinh ra ở New Orleans, tác giả của cuốn With the Empress Dowager (Tạm dịch: "Ở bên Hoàng thái hậu") miêu tả cuộc sống của mình khi đến Tử Cấm Thành diện kiến Từ Hi Thái hậu. Bà vốn là một họa sĩ, được triệu đến Tử Cấm Thành do lời mời của Sarah Pike Conger - vợ của Đại sứ Mỹ khi ấy là Edwin H. Conger.
Mùa hè năm 1903, Katherine đến Tử Cấm Thành. Bà ở cùng với Từ Hi Thái hậu trong 9 tháng để vẽ 4 bức chân dung của Thái hậu, và quyết định đăng ký bức họa để trình diễn trong Buổi triển lãm Louisiana diễn ra năm 1904. Khoảng 2 năm sau đó, Katherine xuất bản cuốn sách có tựa đề "With the Empress Dowager" để miêu tả lại những trải nghiệm của mình. Trong lời đề tựa cho cuốn sách, Katherine viết rằng bà quyết định xuất bản cuốn sách vì: "Sau khi trở về Mỹ, tôi đã nhiều lần đọc được trên báo chí (hay nghe thấy) những lời bịa đặt được gán cho mình dù bản thân tôi chưa bao giờ phát biểu những điều đó".
Trong cuốn sách, Katherine Carl miêu tả Từ Hi Thái hậu như một người sáng suốt, chu đáo và thận trọng. Bà còn có thần thái ung dung thu hút, cùng một cá tính hấp dẫn. Carl nhớ lại, Thái hậu rất yêu thích chó cảnh, hoa cỏ, chèo thuyền, Kinh kịch, cũng như hút thuốc lá phương Tây từ loại tẩu truyền thống của Trung Quốc.
Katherine còn cho biết, Từ Hi Thái hậu là một người thủy chung và có tấm lòng vị tha. Cuốn sách kể trường hợp: "Một nhũ mẫu người Hán đã chăm nom Thái hậu khi bà bị ốm trong suốt 25 năm, thậm chí còn đem sữa của mẹ mình dâng cho Thái hậu uống để lấy lại sức khỏe. Thái hậu chưa bao giờ quên ân đức đó, nên đã giữ người nhũ mẫu này bên mình trong cung điện. Là một người Hán, bà phải chịu tục bó chân hết sức đau đớn và không thể đi lại thoải mái. Thái hậu đã hạ lệnh tháo các lớp bó chân và chăm sóc nhũ mẫu cho đến khi bà có thể đi lại bình thường. Thái hậu còn giúp nuôi dạy con trai của bà từ lúc nhỏ cho tới khi anh ta được xét vào làm việc trong triều đình".

### Luke Kwong
Trong bài nghiên cứu về Bách nhật duy tân, giáo sư Luke Kwong đã chỉ ra rằng những cáo buộc nhằm vào Từ Hi Thái hậu, tô vẽ bà như một kẻ độc tài ham mê quyền lực, là không xác đáng. Ông miêu tả Thái hậu là một người luôn lo lắng cho địa vị của mình. Do mặc cảm về xuất thân thấp kém trong hậu cung, bà phải cố gắng chính thống hóa sự cai trị bằng cách xây dựng phe cánh ủng hộ mình trong một thời gian dài.
Kwong cũng lập luận, lần phụ chính thứ hai của Từ Hi năm 1898 không hẳn bắt nguồn từ sự khao khát quyền lực, mà đúng hơn là do những kẻ thủ cựu - vốn lo sợ những biến pháp của Quang Tự sẽ làm ảnh hưởng đến lộc vị của mình - đã tìm cách lôi kéo thái hậu quay lại tham chính. Trên thực tế, Quang Tự là một vị vua ngây thơ, nếu không muốn nói là bất tài trong việc điều hành quốc sự. Chính quyết định gây chiến với Nhật Bản của nhà vua đã đẩy đất nước đến chỗ phá sản. Ngài còn cùng Khang Hữu Vi lên kế hoạch bao vây Di Hòa Viên và giam lỏng thái hậu. Khang Hữu Vi thậm chí đã muốn ám sát Từ Hi - một kịch bản đã bị chôn giấu trong nhiều thế kỷ cho đến khi được các nhà sử học tìm thấy trong một tàng thư ở Nhật Bản, có thể đã được họ Khang đem tới Tokyo khi trốn chạy sự trừng phạt của Từ Hi.
Trước những thách thức đó, Từ Hi Thái hậu càng bị buộc phải sử dụng bàn tay sắt để bảo vệ Triều đại của bà.

### Sterling Seagrave
Nhà sử học Sterling Seagrave phân tích những tình tiết giật gân về cuộc đời của Từ Hi Thái hậu đều do Khang Hữu Vi và đồng đảng của mình thêm thắt và phát tán cho báo chí phương Tây để bôi nhọ bà, dù bản thân họ chưa một lần được gặp thái hậu. Ngoài ra, có nhiều câu chuyện về bà được viết bởi J. O. P. Bland và Edmund Backhouse, những người sống sau Từ Hi tới 30 năm và chưa từng bước chân vào Tử Cấm Thành hay Di Hòa Viên. Những chi tiết thiếu khách quan này sau đó lại được sử dụng trong nhiều tài liệu học thuật trong thế kỷ XX, dẫn đến chân dung của thái hậu trở nên méo mó trong mắt công chúng.
Seagrave miêu tả Từ Hi Thái hậu như một nhà lãnh đạo bị mắc kẹt giữa một bên là tư tưởng bài ngoại vốn xuất hiện từ lâu trong triều đình, với một bên là mong muốn xử lý các vấn đề đương đại của Trung Quốc một cách thực tế và hợp thời hơn. Seagrave kết luận, thái hậu không hề khao khát quyền lực cho riêng mình mà chỉ đơn giản là bằng mọi cách duy trì sự thống trị tối cao của Thanh triều trong hoàn cảnh có quá nhiều sức ép từ bên ngoài.

### Lôi Gia Thánh
Dựa trên các nghiên cứu của giáo sư Lôi Gia Thánh (雷家聖), khi cuộc Bách nhật duy tân đang diễn ra, thủ tướng Nhật lúc đó là Itō Hirobumi (伊藤博文; Y Đằng Bác Văn) đã đến Trung Quốc vào ngày 11 tháng 9 năm 1898. Cùng thời gian, nhà truyền giáo người Anh Timothy Richard được Khang Hữu Vi mời tới Bắc Kinh, và Richard đã gợi ý Trung Quốc nên chuyển giao một số quyền lực chính trị cho Itō để cuộc duy tân diễn ra thuận lợi.
Ngày 18 tháng 9, Richard thuyết phục Khang Hữu Vi tham gia một liên minh bao gồm Trung Quốc, Nhật Bản, Hoa Kỳ và Anh với 100 thành viên cao cấp. Gợi ý này không phải đến từ các quốc gia nói trên mà từ chính Timothy Richard (cũng có thể từ Itō Hirobumi) để lừa Trung Quốc từ bỏ quyền tự chủ của mình. Tuy vậy, Khang Hữu Vi vẫn yêu cầu Lương Khải Siêu đem gợi ý này lên vua Quang Tự. Ngày 20 tháng 9, Lương Khải Siêu chính thức gửi tấu chương đến hoàng đế. Trong một bản tấu khác, những người duy tân cũng thể hiện sự ủng hộ đối với việc thành lập liên minh và chuyển các quyền ngoại giao, tài chính, quân sự của bốn nước cho liên minh chung này. Có thể đó chính là lý do khiến Từ Hy Thái Hậu quyết định phế bỏ biến pháp vào ngày 21 tháng 9, chỉ sau 2 ngày trở về từ Di Hoà Viên.
Các nghiên cứu của Lôi Gia Thánh cũng chỉ ra, ngày 13 tháng 10, sau cuộc đảo chính, sứ thần Anh quốc là Sir C. MacDonal đã báo cáo về tình hình ở Trung Quốc đến chính phủ. Ông cho rằng công cuộc duy tân đã bị chính Khang Hữu Vi và bè phái của mình làm phương hại. Nhà ngoại giao Anh Baurne tuyên bố Khang Hữu Vi là một người ảo tưởng và đã bị mờ mắt trước những lời đường mật của Timothy Richard. Ông cho rằng Richard chỉ là một kẻ cơ hội. Chính phủ Anh và Mỹ không hay biết gì về cái gọi là "liên minh" của Richard. Chính phủ Nhật có thể đã biết về kế hoạch này, vì Itō Hirobumi là đồng minh của Richard, nhưng không có bằng chứng nào cho chuyện đó.

### Đức Linh công chúa

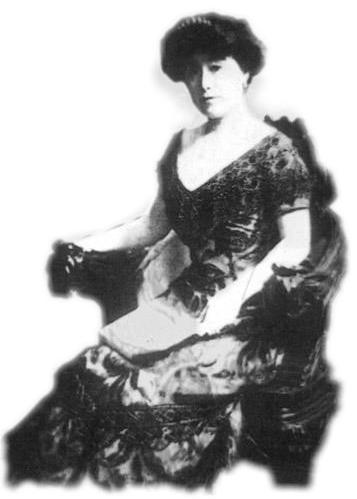
Chân dung Đức Linh công chúa

Dụ Đức Linh (裕德齡), tên thánh là Elisabeth Antoinette, sinh ở Bắc Kinh vào tháng 6 năm 1885 và mất ở Berkeley, California vào tháng 11 năm 1944, là con gái của Vũ Khang, một quan lại thuộc Chính Bạch Kỳ, và vợ là Louisa Pierson - con của nhà buôn người Mỹ và một người thiếp Trung Quốc.
Năm 1903, sau khi cha của Đức Linh được gọi về Trung Quốc từ Paris, nơi ông đang làm đại sứ, bà cùng mẹ và em gái được Từ Hi thái hậu triệu vào cung làm nữ quan. Nhiệm vụ của họ là hầu cận bên thái hậu, cùng với phiên dịch và tiếp đón các vị khách nước ngoài. Đức Linh đã hầu hạ trong cung từ tháng 3 năm 1903 cho tới tháng 10 năm 1905. Năm 1907, bà kết hôn với một người Mỹ tên Thaddeus Cohu White.
Sau khi Từ Hi qua đời năm 1908, Đức Linh tuyên bố bà hết sức tức giận khi thấy hình ảnh của Từ Hi Thái hậu bị xuyên tạc qua sách vở và báo chí. Vì vậy, bà quyết định viết một cuốn sách nhan đề "Two years in the Forbidden City" ("Hai năm trong Tử Cấm Thành"), kể về quá trình hầu hạ "Lão Phật Gia". Cuốn sách xuất bản năm 1911, ngay trước khi Nhà Thanh sụp đổ, và bán rất chạy. Trong cuốn sách, Từ Hi Thái hậu không phải là một kẻ suy đồi, tàn bạo như mô tả của báo chí hay hồi ký của những người nước ngoài từng sống tại Bắc Kinh, mà chỉ đơn giản là một bà lão thích chơi với những vật dụng đẹp đẽ. Thái hậu cũng có nhiều nỗi luyến tiếc trong lòng về cách bà đối phó với những thách thức trong thời gian nắm quyền.
Từ Hi Thái hậu sủng ái Đức Linh đến độ cho phép bà cài chiếc nút chỉ dành riêng cho công chúa lên mũ của mình. Nhiều năm sau, khi tìm một từ tiếng Anh để miêu tả vị trí của mình trong cung điện, Đức Linh đã quyết định dùng chữ "Princess" (công chúa). Danh hiệu này không chỉ khiến bà trở nên nổi tiếng ở Trung Quốc mà còn nâng tầm quan trọng cho bà khi đi diễn thuyết trước công chúng Hoa Kỳ về cuộc sống trong cung với Từ Hi. Đức Linh sau đó hoàn thành một cuốn tiểu sử về Từ Hi mang tên "Old Buddha" ("Lão Phật").
Đức Linh còn tiếp tục viết 7 cuốn sách khác về quãng thời gian ngắn ngủi mà bà được ở ngay trung tâm của đế chế Đại Thanh đang trên đà sụp đổ. Việc viết cũng như quảng bá cho các cuốn sách khiến Đức Linh bất hòa với chính gia đình mình. Điều này khiến giới học giả khó khăn trong việc đánh giá tính khách quan trong các tác phẩm của bà. Nhưng sự thật thì Đức Linh vẫn là người phụ nữ đầu tiên được tiếp xúc với Từ Hi khi còn sống và viết về thái hậu như những điều mắt thấy tai nghe. Dù còn thiếu một số dữ kiện và đối chứng, nhưng các tác phẩm của Đức Linh phần nào hé lộ nhiều khía cạnh khác trong cuộc đời của Từ Hi thái hậu.
Cùng với cuốn tiểu sử "Dragon Lady: The Life and Legend of the Last Empress of China" của Sterling Seagrave, những cuốn hồi ký của Đức Linh đã được phục hồi trong một nỗ lực nhằm đánh giá lại Từ Hi thái hậu. Tháng 1 năm 2008, nhà xuất bản Đại học Hồng Kông đã phát hành cuốn tiểu sử đầu tiên về Đức Linh mang tên "Imperial Masquerade: The Legend of Princess Der Ling".

### Các nguồn khác

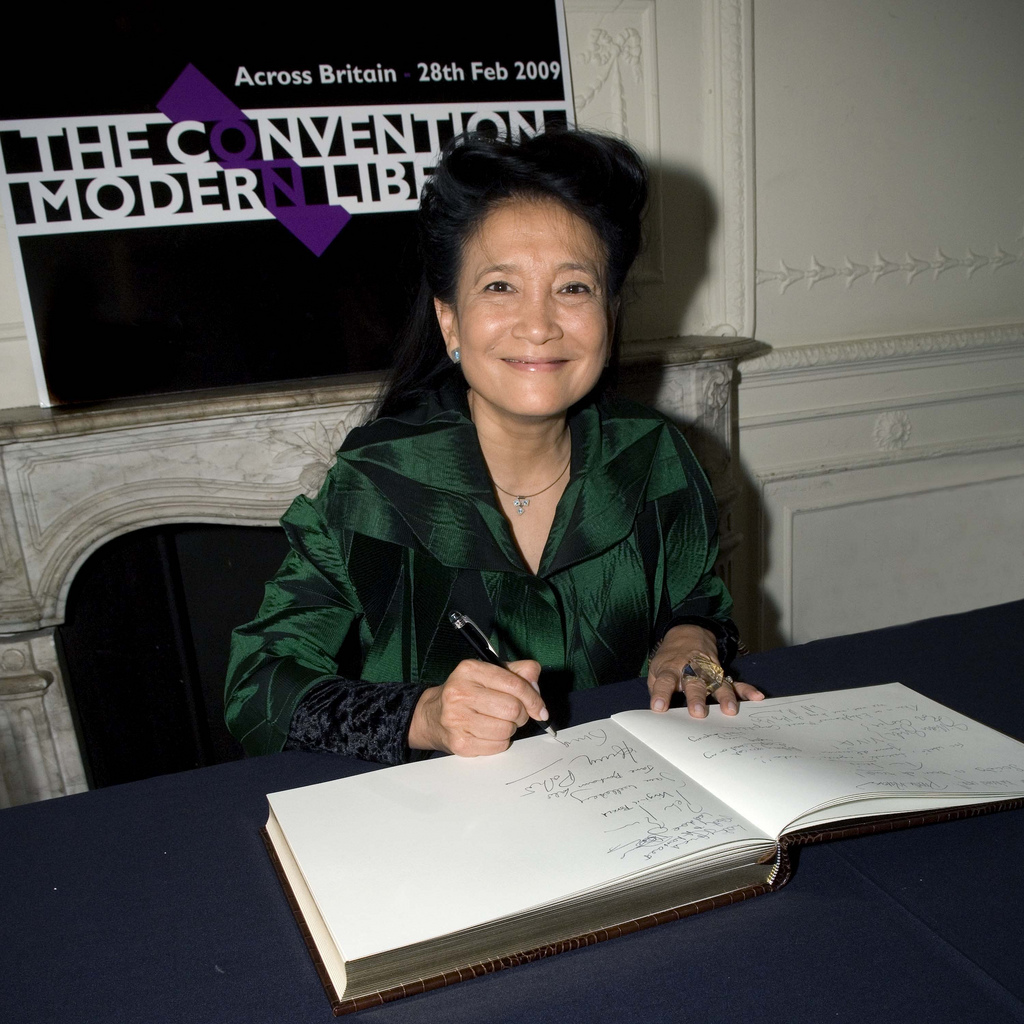
Jung Chang, phản bác những quan niệm cũ cho rằng Từ Hi Thái hậu là một kẻ độc tài

Trong cuốn hồi ký của mình khi đang làm phái viên của Anh ở Bắc Kinh, Ernest Satow miêu tả Từ Hi Thái hậu thường xuất hiện trong các nghi lễ long trọng. Một cuốn tiểu sử nổi tiếng nhưng cũng gây nhiều tranh cãi của J. O. P. Bland và Edmund Backhouse mang tên China Under the Empress Dowager (Dịch là: "Trung Hoa dưới sự cai trị của Thái hậu") có cái nhìn khá tiêu cực về bà. Edmund Backhouse bị phát hiện đã giả mạo nhiều nguồn tư liệu khi viết sách, và không chỉ bóp méo Từ Hi Thái hậu, Edmund Backhouse còn khoác lác về quan hệ tình ái của mình với nhiều nhân vật nổi tiếng khác như Paul Verlaine, Oscar Wilde, thậm chí cả một Công chúa của đế quốc Ottoman, v.v... Chính cuốn sách này đã hình thành các quan điểm tiêu cực đối với Từ Hi Thái hậu ở phương Tây.
Năm 2013, học giả Jung Chang phát hành một cuốn tiểu sử khác nhằm mục đích hiệu đính lại những sai lầm lịch sử trong tác phẩm của Bland và Backhouse. Jung Chang đánh giá Từ Hi Thái hậu là nhà lãnh đạo có năng lực nhất mà triều đại nhà Thanh có ở thời điểm đó.
Không thể phủ nhận Từ Hi Thái hậu là một chính trị gia lão luyện. Tuy nhiên vào thời của bà, chính trị đã không chỉ đơn thuần là đấu đá trong hoàng thất hay thao túng triều đình nữa. Chính trị Trung Quốc cuối thế kỷ XIX là một tập hợp của những mâu thuẫn xã hội, xung đột trong tư tưởng, sự thay đổi trong phương thức sản xuất, cùng với vô vàn sức ép từ phương Tây. Từ Hi Thái hậu nói riêng và triều đình phong kiến Mãn Thanh nói chung - vốn là thai nghén của hàng ngàn năm quân chủ chuyên chế, vốn luôn tự coi mình là "thiên triều" ở trung tâm của thế giới - đã không thích ứng được với những biến động to lớn đó.
Là người đại diện cao nhất của chế độ, Từ Hi Thái hậu đã quyết liệt bảo vệ những giá trị căn bản của nó như quyền lực trung ương, lộc vị của giới quý tộc, phương thức sản xuất cũ, hệ thống quan lại, truyền thống Nho giáo v.v... Cách thức cai trị của bà có thể coi là bảo thủ, cố chấp, nhưng cũng có thể là quyết đoán, tận tâm, tùy theo những góc nhìn khác nhau. Sau khi bà qua đời, Thanh triều không còn một lãnh tụ nào đủ sức gánh vác một hình thái nhà nước đã lỗi thời như vậy nữa, tất yếu dẫn đến diệt vong.
Một nhận định cho rằng: "Đã có rất nhiều ý kiến khác nhau về di sản của Từ Hi Thái hậu, từ những tin đồn rằng bà là một hôn quân dâm dật cho tới nghiên cứu gần đây của Jung Chang tuyên bố "Từ Hi đã phải chịu nhiều bất công suốt hàng trăm năm qua" và "các lực lượng chính trị thống trị Trung Quốc từ sau khi Nhà Thanh sụp đổ cho tới nay đã cố tình bôi đen hình ảnh cũng như những thành tựu của bà". (Tuy vậy) nếu xét riêng về thành tựu, kể cả trên vũ đài chính trị cũng như cuộc sống cá nhân, Từ Hi đã đạt được nhiều điều mà hiếm phụ nữ nào sánh nổi."

## Từ Hi Thái hậu trong văn hóa đại chúng

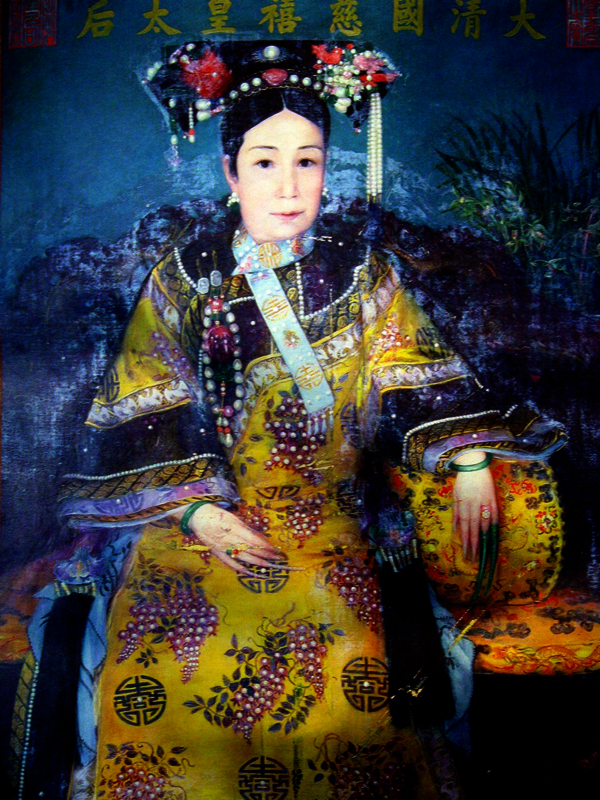
Tranh vẽ Từ Hi Thái hậu do một họa sĩ cung đình, không rõ năm.

Là một trong những nhân vật lịch sử nổi bật nhất ở châu Á thời kỳ cận đại, Từ Hi Thái hậu đã được miêu tả trong vô số sách truyện, báo chí, phim ảnh. Cộng thêm những bí mật về cuộc sống phía sau Tử Cấm Thành luôn là một chủ đề thu hút trí tò mò của công chúng, hình ảnh của thái hậu không tránh khỏi bị thêm thắt, đồn thổi. Một số chi tiết hư cấu đã trở nên nổi tiếng đến mức được nhắc lại nhiều lần trong các tác phẩm khác, khiến đông đảo người tin vào đó như những sự thật lịch sử.
Thanh Cung Thập Tam Hoàng Triều là một trong những bộ truyện nổi tiếng nhất có nhắc về Từ Hi Thái hậu. Đây thuần túy là một tiểu thuyết diễm sử được phóng tác dựa trên những sự kiện và nhân vật có thật, nhưng sự nổi tiếng của cuốn sách và các bộ phim truyền hình ăn theo đã làm cho nhiều người đánh đồng nó thành chính sử. Cuốn sách đã góp phần phổ biến nhiều chi tiết không chính xác hoặc chưa được kiểm chứng về Từ Hi Thái hậu như chuyện hoàng tử Tải Thuần là con riêng của Từ Hi và người tình, hoàng đế Đồng Trị chết vì bệnh giang mai, Từ Hi đầu độc Từ An vì một di chiếu của Hàm Phong, hay chuyện bà dan díu với nhà sư và thái giám, v.v... Bản thân tác giả - Hứa Tiếu Thiên – là một người có khuynh hướng "phản Thanh phục Hán", nên ngòi bút của ông cũng đậm tính đả kích, bêu rếu triều đình Mãn Thanh. Không riêng gì Từ Hi, mà nhiều nhân vật khác cũng bị "Thanh Cung Thập Tam Hoàng Triều" hư cấu tiêu cực như Thuận Trị Đế xuất gia, Ung Chính Đế bị Lã Tứ Nương chém đầu, Càn Long Đế thực chất là con của Trần Các Lão cùng nhiều giai thoại giật gân khác.
Bên cạnh những miêu tả Từ Hi Thái hậu như một nhân vật đồi bại và khát máu, cũng có nhiều tác phẩm nhắc đến bà dưới góc nhìn nhân văn hơn:
- "Imperial Woman" của nhà văn Pearl S. Buck (xuất bản tại Việt Nam dưới tên "Từ Hi Thái hậu" của dịch giả Nguyễn Thế Vinh) kể về cuộc đời của Từ Hi qua lời tự sự của chính bà, từ lúc rời gia đình vào cung làm tú nữ cho đến khi đã nắm cả giang sơn trong tay.[65] Từ Hi Thái hậu hiện lên như một người phụ nữ với những tâm tư, nguyện vọng hết sức bình thường, nhưng đứng trước những sóng gió của Trung Hoa trong thời khắc tranh tối tranh sáng, đã buộc phải gác lại những tình cảm cá nhân của mình để ra sức hàn gắn một đế quốc đang tan rã. Tác giả cũng đặt ra giả thuyết Từ Hi có mối tình thanh mai trúc mã với Vinh Lộc, người sau này là Tổng đốc Trực Lệ.
- "Nhật Lạc Tử Cấm Thành" là một tiểu thuyết khá nổi tiếng của Lương Phụng Nghi, sau được chuyển thể thành phim truyền hình năm 1997 với Tư Cầm Cao Oa trong vai Từ Hi Thái hậu (đã được VTV phát sóng ở Việt Nam với cái tên "Mặt trời lặn sau Tử Cấm Thành"). Truyện kể về nhân vật Ngâm Nhi, một cung nữ trong Tử Cấm Thành, bị cuốn vào vòng xung đột giữa Từ Hi và Quang Tự. Những mâu thuẫn trong truyện không chỉ đơn thuần là giữa cái xấu – cái tốt, mà là giữa cái cũ và cái mới, giữa cứng rắn và nhu nhược, giữa thủ cựu và tiến bộ. Tây thái hậu là một nhà lãnh đạo hà khắc, tàn nhẫn, nhưng quyết đoán và biết cách cai trị. Trong khi đó, vua Quang Tự tuy nhiệt tình muốn chấn hưng đất nước nhưng lại mềm yếu, nóng vội, thiếu chính kiến. Phim kết thúc khi Từ Hi và Quang Tự đồng loạt qua đời, Ngâm Nhi được xuất cung lấy người mình yêu. Nhưng sau quá nhiều biến cố, đổi thay, nàng quyết định cùng chồng uống thuốc độc tự vẫn vào ngày cưới để khép lại mọi bi kịch. Cái chết của các nhân vật cũng là lời cáo chung cho văn hóa cũ, chế độ cũ, con người cũ.
- "Tiến tới nền cộng hòa" năm 2003, một bộ phim nói về Cách mạng Tân Hợi được trình chiếu trên CCTV, với diễn viên Lữ Trung đóng vai Từ Hi Thái hậu. Bộ phim miêu tả Từ Hi như một nhà cầm quyền cứng rắn, tận tụy. Mặc dù được khán giả đón nhận nồng nhiệt[66] nhưng bộ phim sau đó đã bị kiểm duyệt bởi Đảng Cộng sản Trung Quốc vì các lý do chính trị. Từ 60 tập ban đầu, phim bị cắt còn 59 tập.[67]
- "Thương khung chi Mão" là một bộ tiểu thuyết của nhà văn Nhật Bản Asada Jiro (tên tiết Nhật của tiểu thuyết là Sokyu no Subaru, tiếng Anh The Firmament of the Pleiades), sau được chuyển thể thành phim truyền hình cùng tên do đạo diễn Uông Tấn thực hiện năm 2009. Bộ phim xoay quanh sự kiện Bách nhật Duy Tân, mối quan hệ giữa Từ Hi Thái hậu cùng con nuôi Quang Tự và tiểu thái giám tên Lý Xuân Vân. Vai diễn Từ Hi Thái hậu do nữ diễn viên Tanaka Yuko thủ diễn. Năm 2011, bộ phim đoạt giải Phim cổ trang xuất sắc nhất tại Liên hoan điện ảnh Cầu vồng Á Châu lần thứ 1.

Bên cạnh đó, trên màn ảnh nhỏ Từ Hi Thái hậu từng được nhiều diễn viên nổi tiếng thể hiện như Mễ Tuyết ("Thanh cung thập tam hoàng triều", "Đại thái giám"), Lưu Hiểu Khánh ("Hỏa thiêu Viên Minh viên", "Thùy liêm thính chính"), Cai Lệ Lệ ("Thái bình thiên quốc"), Lý Minh Khởi ("Đầu bếp làm quan"), Lưu Tuyết Hoa ("Thiếu nữ Từ Hi"), Đặng Tiệp ("Từ Hi tây hành"), v.v...
Trong điện ảnh, Từ Hi Thái hậu cũng xuất hiện trong một phân cảnh của phim "The Last Emperor" ("Hoàng đế cuối cùng") năm 1987 của đạo diễn Bernardo Bertolucci, khi bà trao quyền thừa kế đế quốc Đại Thanh vào tay đứa trẻ 2 tuổi Phổ Nghi. Bộ phim sau đó giành tới 9 giải Oscar, bao gồm Phim xuất sắc nhất và Đạo diễn xuất sắc nhất.

## Các tên hiệu
Bà thường được biết đến dưới cái tên [Từ Hi Thái hậu], nhưng đây không phải là tên thật của bà mà là tôn hiệu do các Hoàng đế Đồng Trị cùng Quang Tự chọn dâng lên. Tên khai sinh của Từ Hi Thái hậu không được sử sách ghi lại, nhưng trong một cuốn sách gần đây do hậu duệ của em trai bà xuất bản có nhắc đến cái tên Hạnh Trinh (杏貞).
Vào cuối tháng 8 năm 1861, Hàm Phong Đế qua đời. Con trai bà lên nối ngôi, lấy niên hiệu là Đồng Trị. Với thân phận mẹ của Hoàng đế nhưng chỉ là phi tần, ban đầu bà được tôn làm Hoàng Quý Thái Phi. Về sau, Đồng Trị Đế dựa vào điển chế cũ, bà được tôn phong là [Thánh Mẫu Hoàng thái hậu] với tên hiệu là Từ Hi (慈禧; có nghĩa là "hiền hòa" và "tốt lành"). Hoàng hậu Nữu Hỗ Lộc thị của Hàm Phong Đế do là Trung cung Hoàng hậu, được tôn phong làm [Mẫu Hậu Hoàng thái hậu] - danh hiệu để chỉ rằng địa vị của bà cao hơn Từ Hi - với tên hiệu là Từ An (慈安; có nghĩa "hiền hòa" và "tĩnh lặng"). Trong thế giới Đông Á, phía Đông là dành cho chính, nên Từ An Thái hậu khi ngồi sau rèm nghe chính, ở hướng Đông, đương thời thông gọi là [Đông Thái hậu]; Từ Hi Thái hậu ở hướng Tây nên đương thời thông gọi [Tây Thái hậu].
Kể từ năm 1861, Từ Hi Thái hậu được thêm tên hiệu 7 lần (mỗi lần 2 chữ) theo điển lệ (Thái Hậu được thêm tên hiệu 9 lần, nâng tổng số chữ đầy đủ có thể lên đến 20 chữ). Đến cuối đời, tên hiệu của bà dài đến 16 chữ, bắt đầu bằng Từ Hi, đầy đủ là: Đại Thanh quốc Đương Kim Từ Hi Đoan Hựu Khang Di Chiêu Dự Trang Thành Thọ Cung Khâm Hiến Sùng Hi Thánh Mẫu Hoàng thái hậu (大清國當今慈禧端佑康頤昭豫莊誠壽恭欽獻崇熙聖母皇太后), gọi ngắn gọn lại là Đại Thanh quốc Đương Kim Thánh Mẫu Hoàng thái hậu (大清國當今聖母皇太后).
Trong đại nội, Từ Hi Thái hậu còn được gọi là [Lão Phật gia; 老佛爺] - một danh hiệu tôn kính được người trong cung để tôn địa vị thần thánh của Từ Hi Thái hậu, và bà được tung hô là Đại Thanh quốc Đương Kim Thánh Mẫu Hoàng Thái hậu Vạn tuế Vạn tuế Vạn vạn tuế (大清國當今聖母皇太后萬歲萬歲萬萬歲). Danh xưng [Vạn tuế], theo điển lệ trước nay, chỉ có Hoàng đế được dùng, còn Thái hậu vốn chỉ được dùng danh xưng [Thiên tuế; 千歲], điều này cho thấy quyền hành lớn của Từ Hi Thái hậu vào lúc ấy.
Lúc qua đời, Từ Hi Thái hậu được mang thuỵ hiệu của Hoàng hậu gồm các tên hiệu bà có lúc còn sống cùng với một số tên hiệu mới. Bà chỉ là Quý phi của Hàm Phong Đế, vì sinh ra Đồng Trị Đế mới được tôn Thái hậu, nhưng về sau vẫn gọi là Hoàng hậu. Đây là vì danh xưng Thái hậu vốn dành cho "Hoàng hậu của Tiên đế", nên dù trước đó chỉ là tần phi, nhưng đã được tôn làm Thái hậu thì thụy hiệu của người đó vẫn sẽ trở thành Hoàng hậu, như trường hợp trước đó là Hiếu Trang Văn Hoàng hậu, Hiếu Thánh Hiến Hoàng hậu hoặc Hiếu Tĩnh Thành hoàng hậu. Thuỵ hiệu đầy đủ của bà là Hiếu Khâm Từ Hi Đoan Hựu Khang Di Chiêu Dự Trang Thành Thọ Cung Khâm Hiến Sùng Hi Phối Thiên Hưng Thánh Hiển Hoàng hậu (孝欽慈禧耑祐康頤昭豫莊誠壽恭欽獻崇熙配天興聖顯皇后). Bà là Hoàng hậu có thuỵ hiệu dài nhất trong lịch sử Nhà Thanh, thậm chí còn dài hơn hai chính cung của Hàm Phong là Hiếu Đức Hiển Hoàng hậu và Hiếu Trinh Hiển Hoàng hậu.

## Hình ảnh

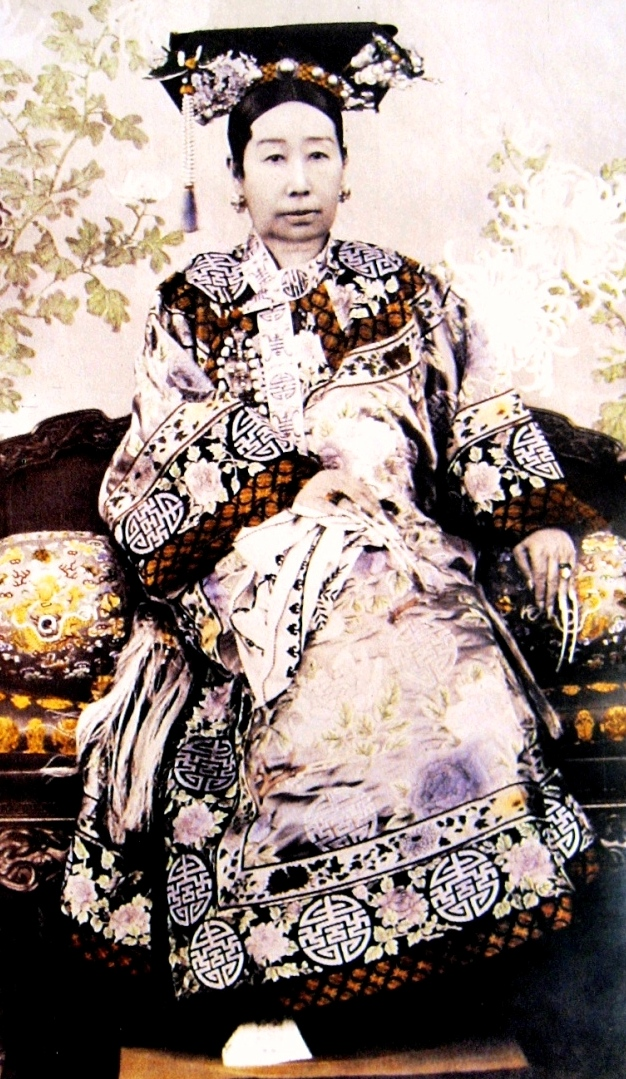
Ảnh chụp Từ Hi thái hậu năm 1890
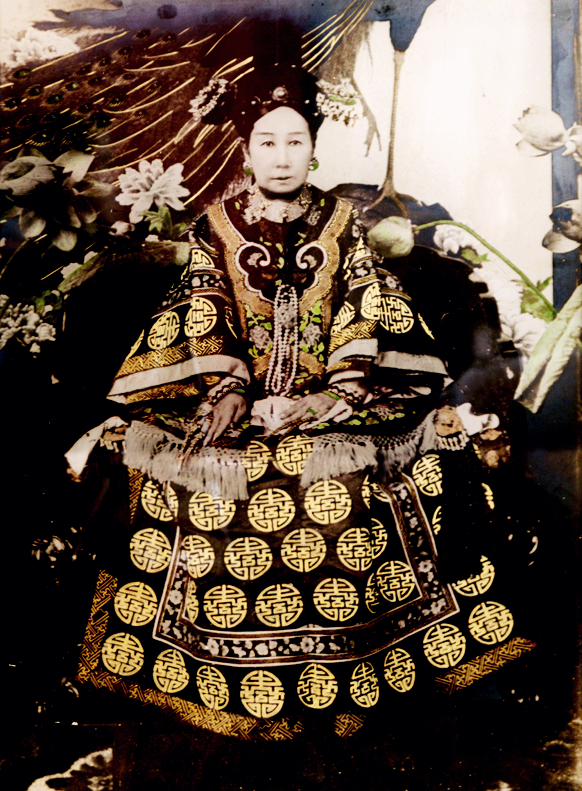
Từ Hi Hoàng thái hậu khi mặc Thường phục
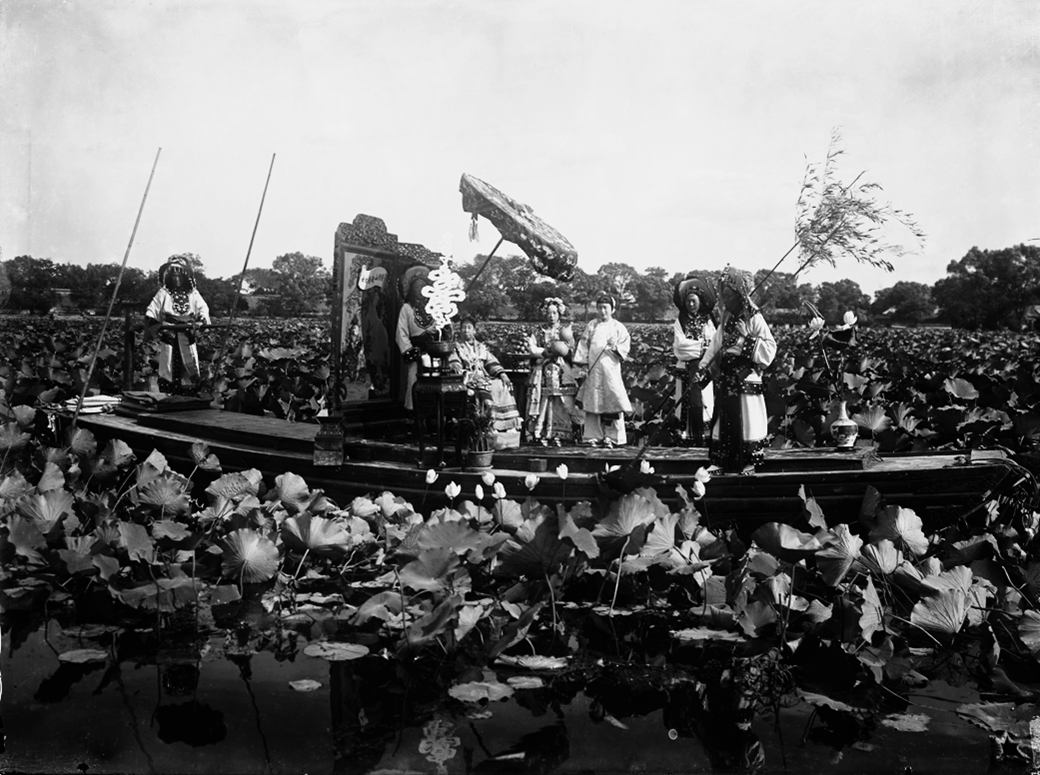
Từ Hi thái hậu hóa trang thành Quan Thế Âm Bồ Tát đi chơi thuyền ở Trung Nam Hải.
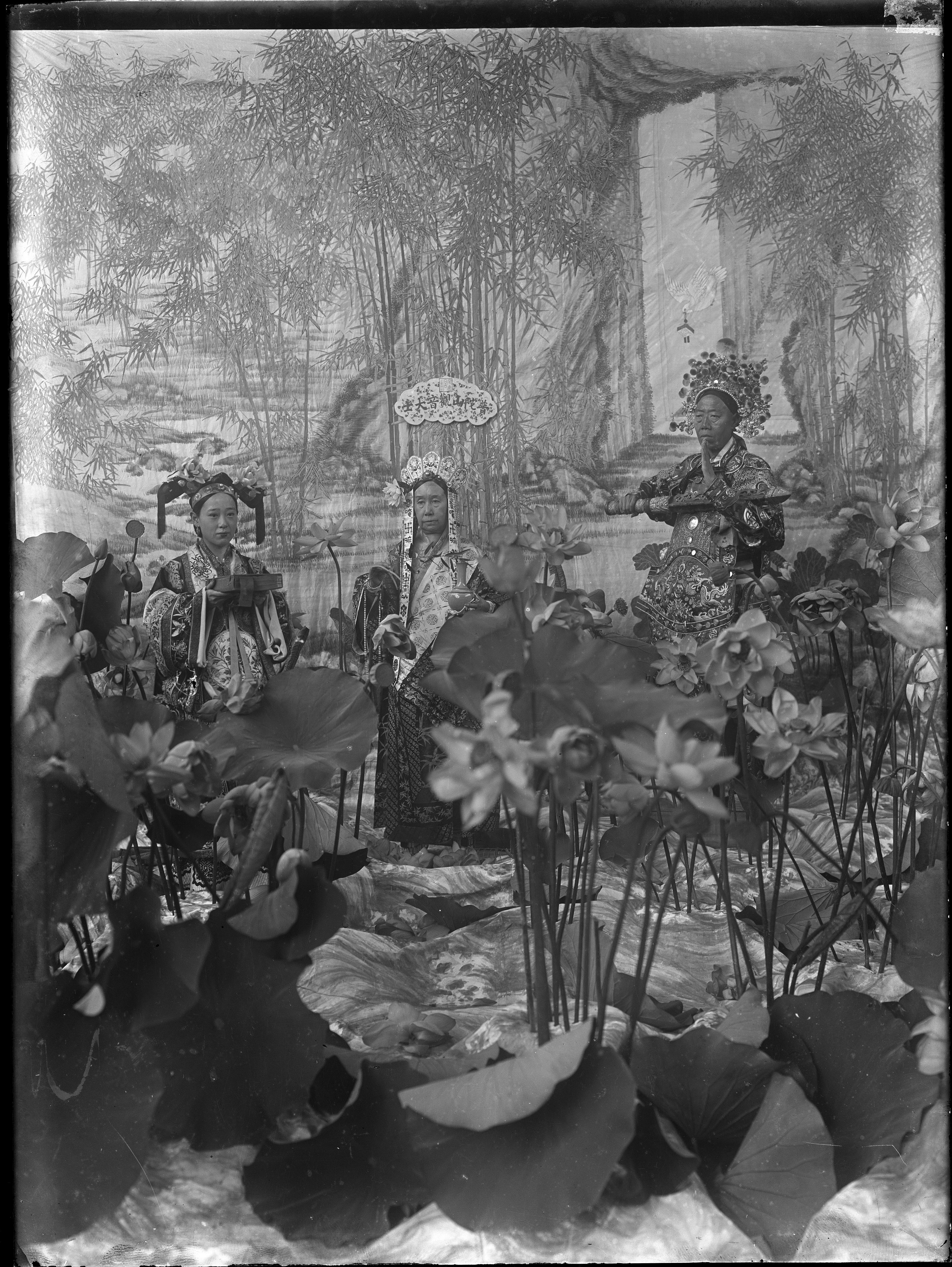
Từ Hi thái hậu hóa trang thành Quan Thế Âm Bồ Tát đi chơi thuyền ở Trung Nam Hải.
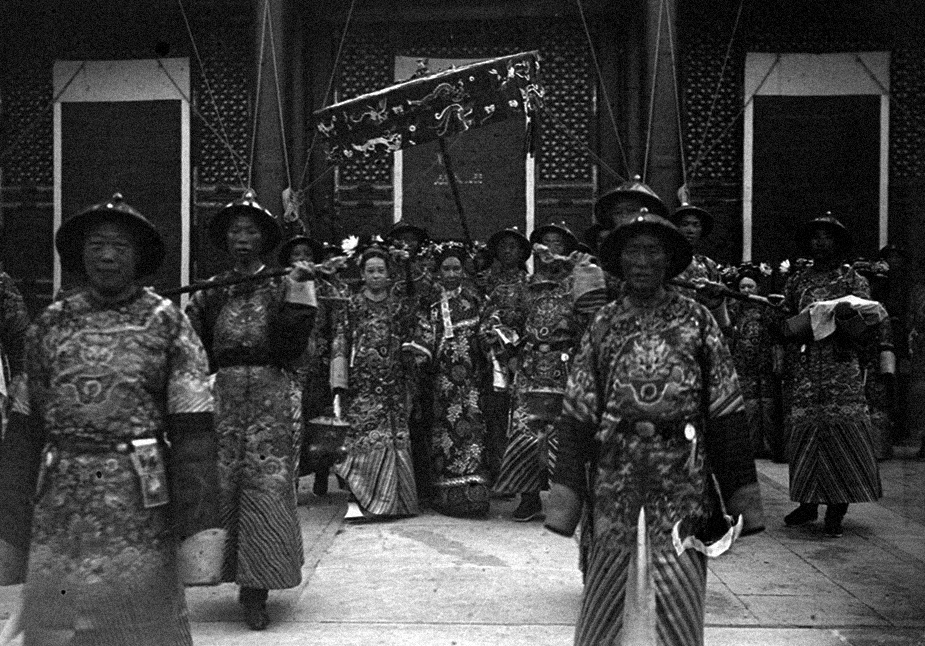
Từ Hi Thái hậu bên các thái giám thân cận. Người đứng bên phải là Lý Liên Anh.
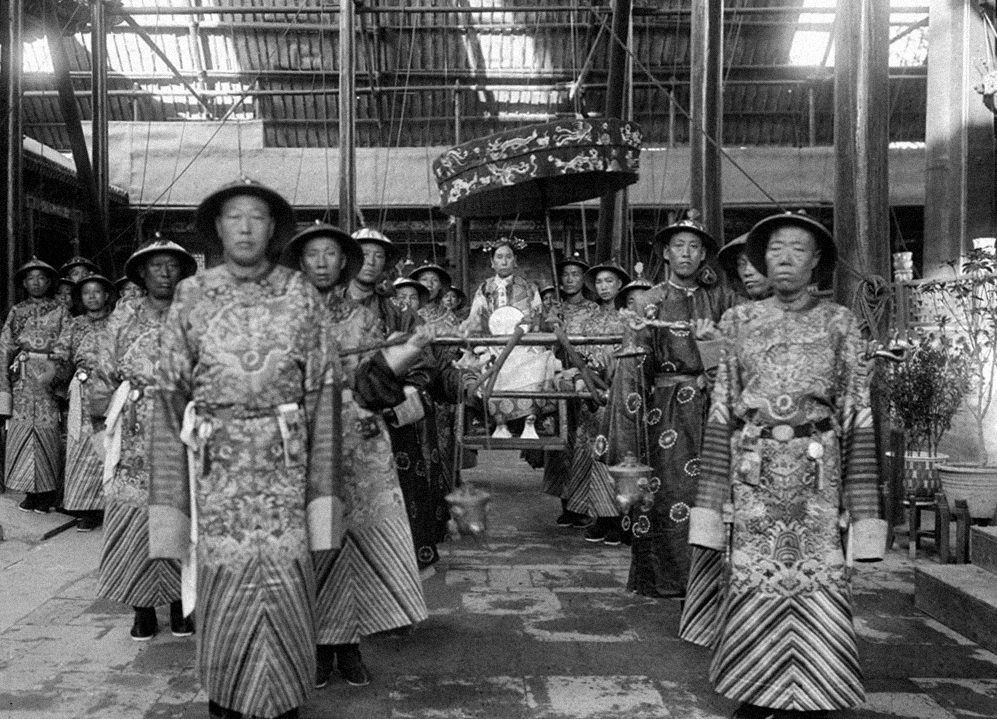
Thanh Đại Cung Đình Nghi Trượng Đội.
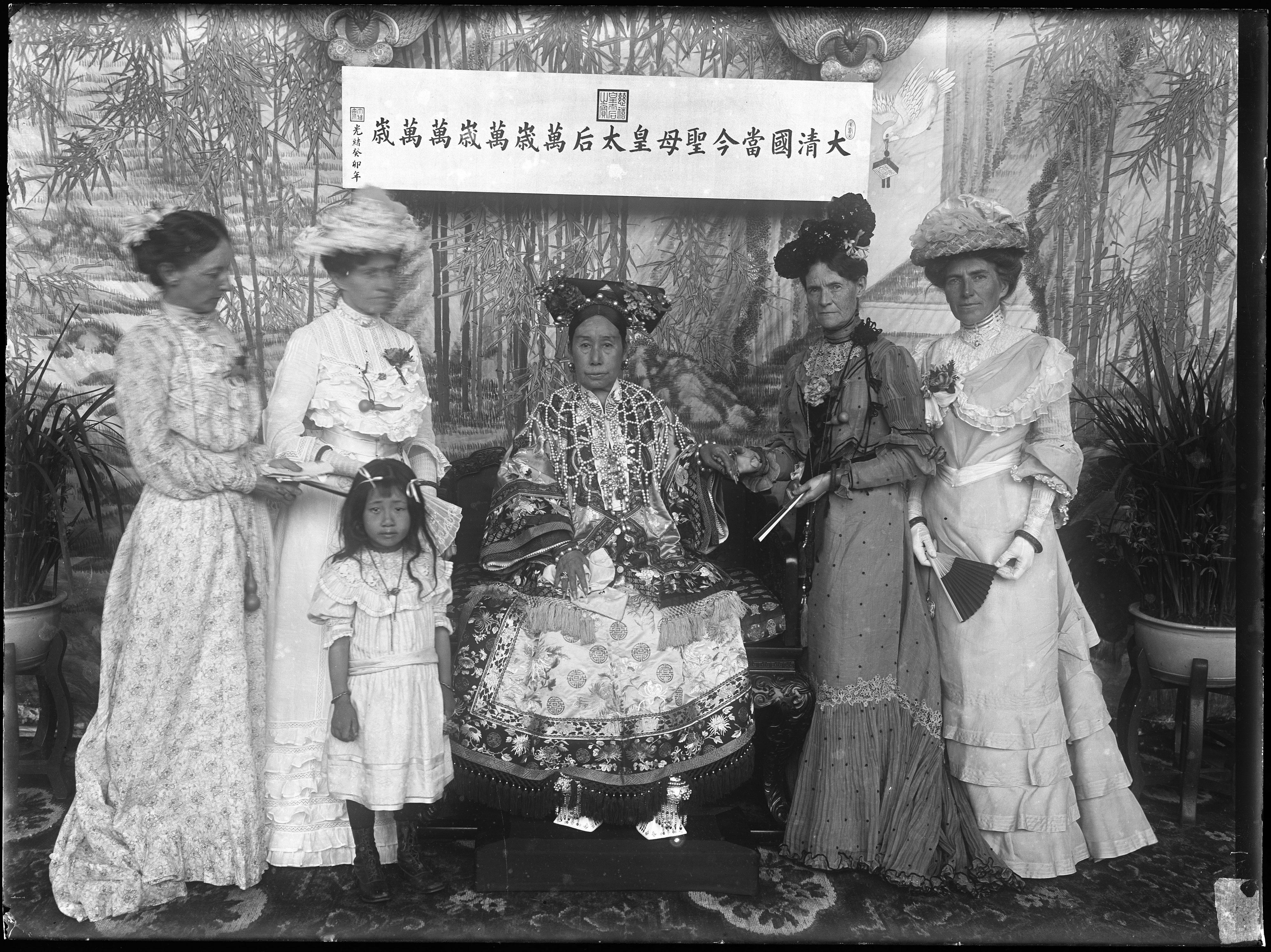
Từ Hi Thái hậu bên cạnh phu nhân của các phái viên Hoa Kỳ. Người nắm tay Thái hậu là Sarah Conger, phu nhân đại sứ Hoa Kỳ tại Trung Quốc.
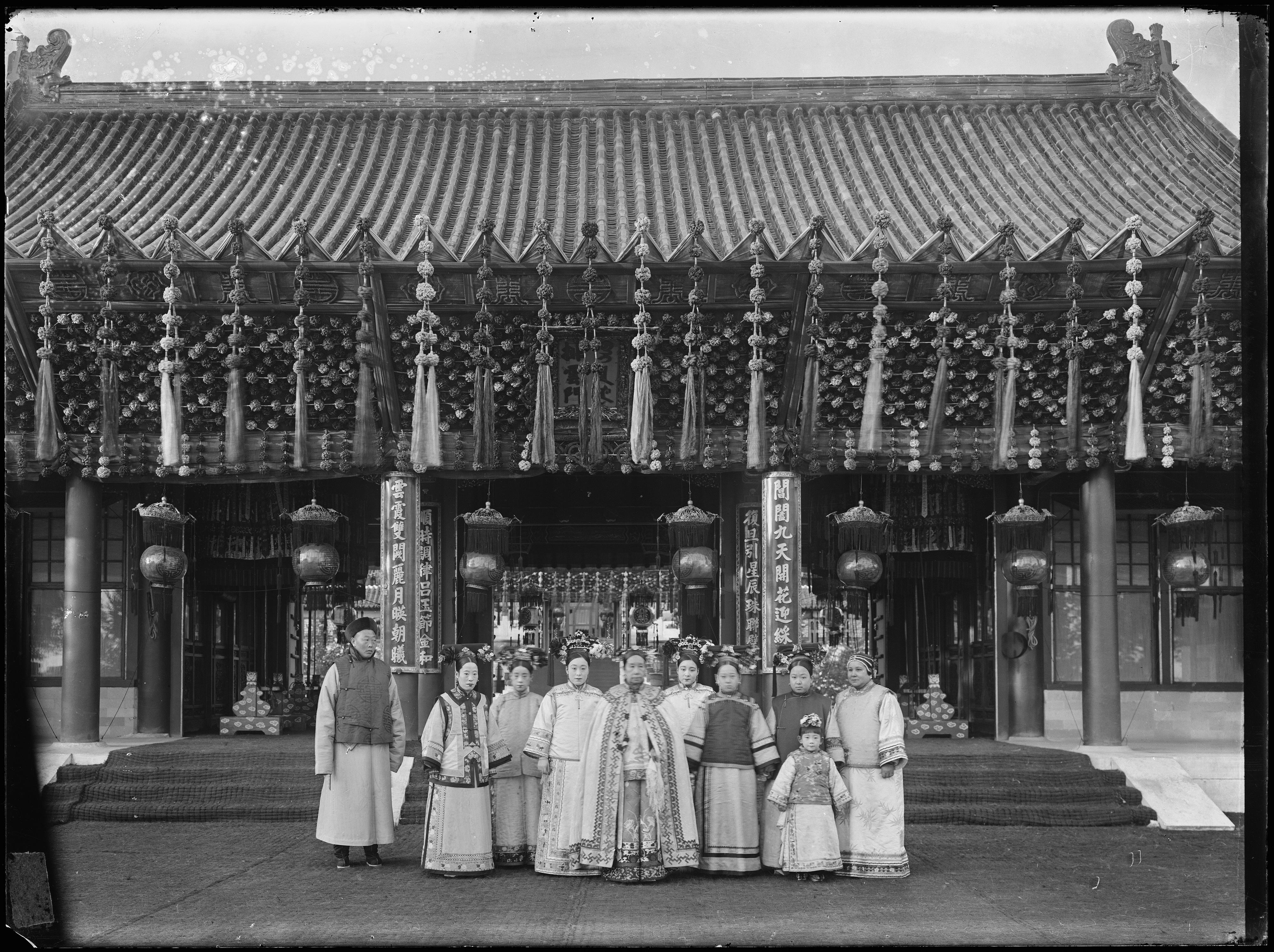
Từ Hi Thái hậu cùng các tùy tùng.
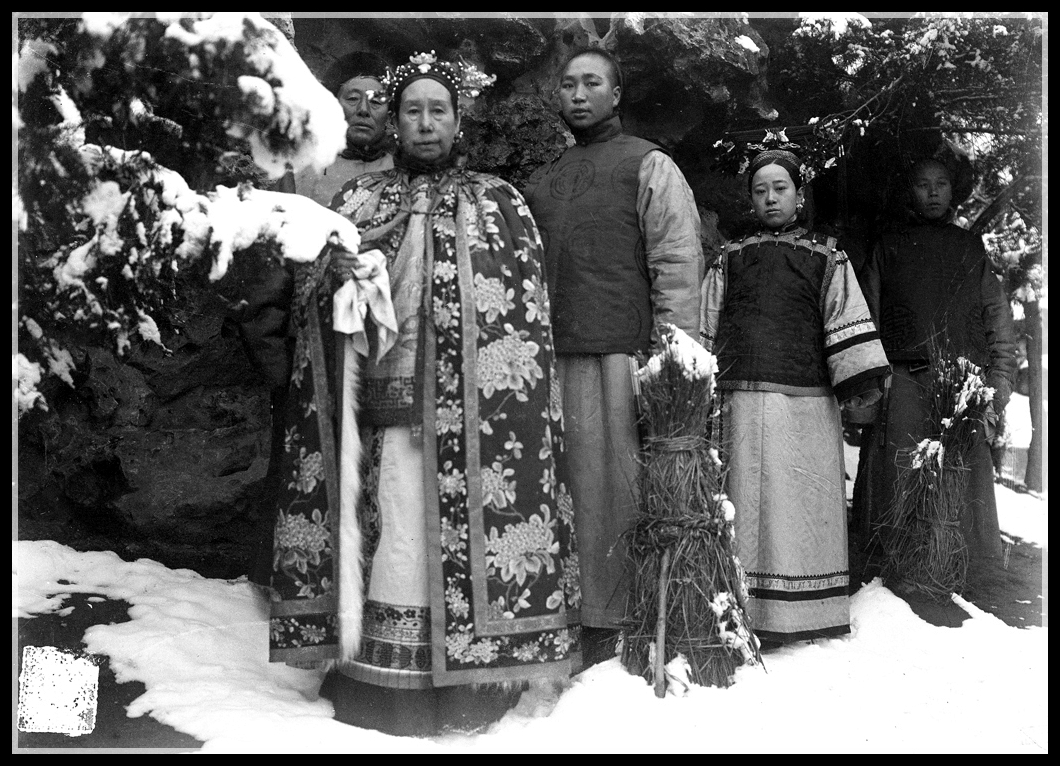
Từ Hi Thái hậu đang ngắm tuyết.
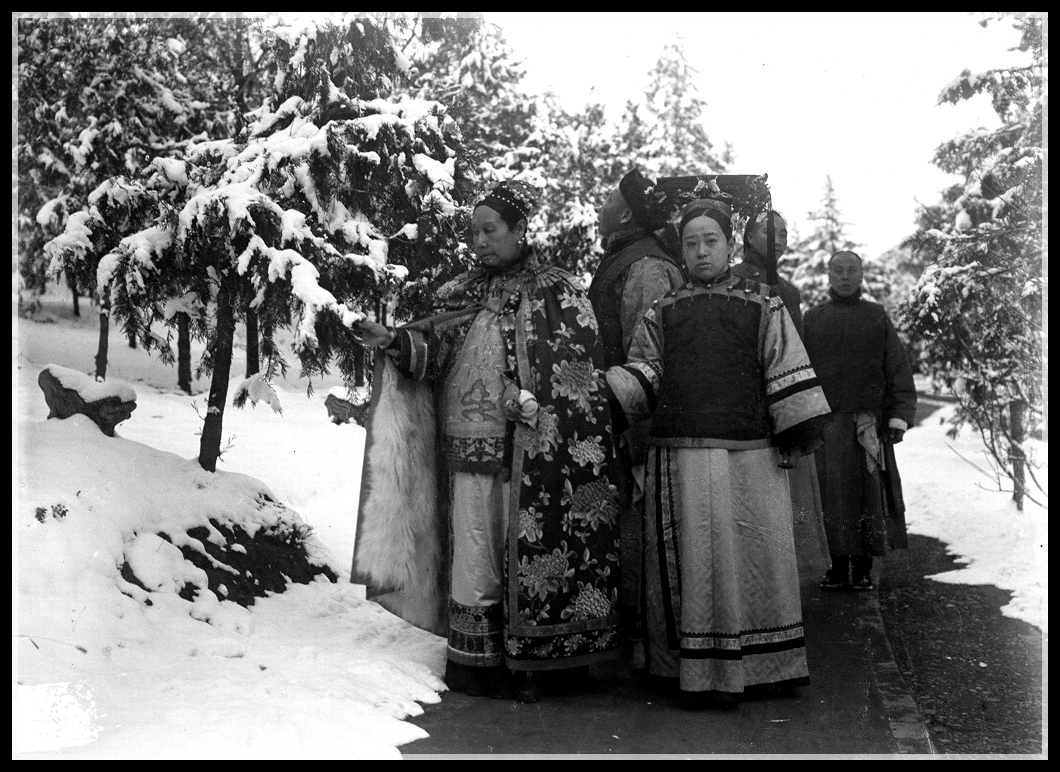
Từ Hi Thái hậu đi dạo bên Tứ cách cách của Thành thân vương.
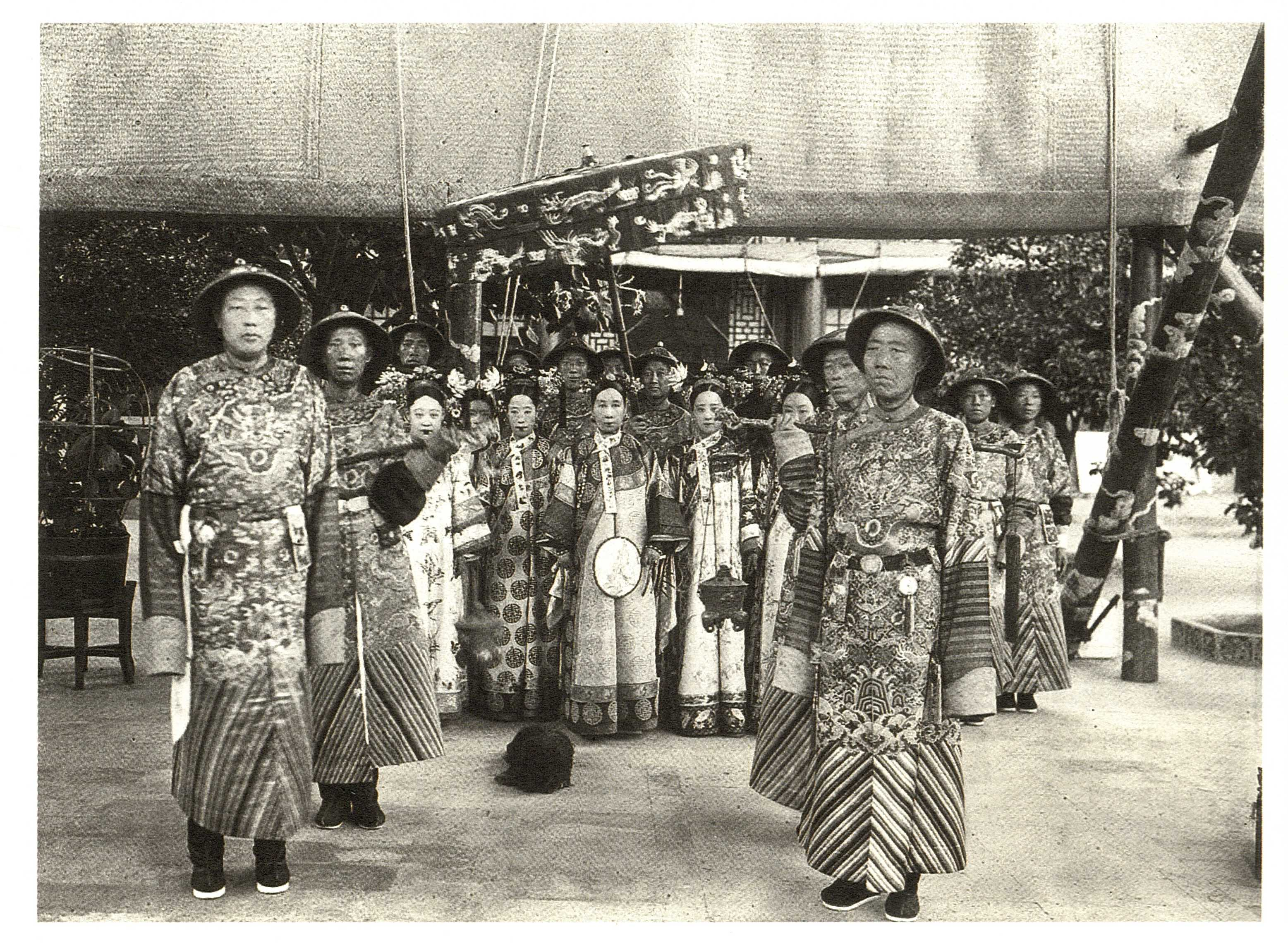
Hoàng thái hậu cùng phi tần, thái giám tại Di Hòa viên
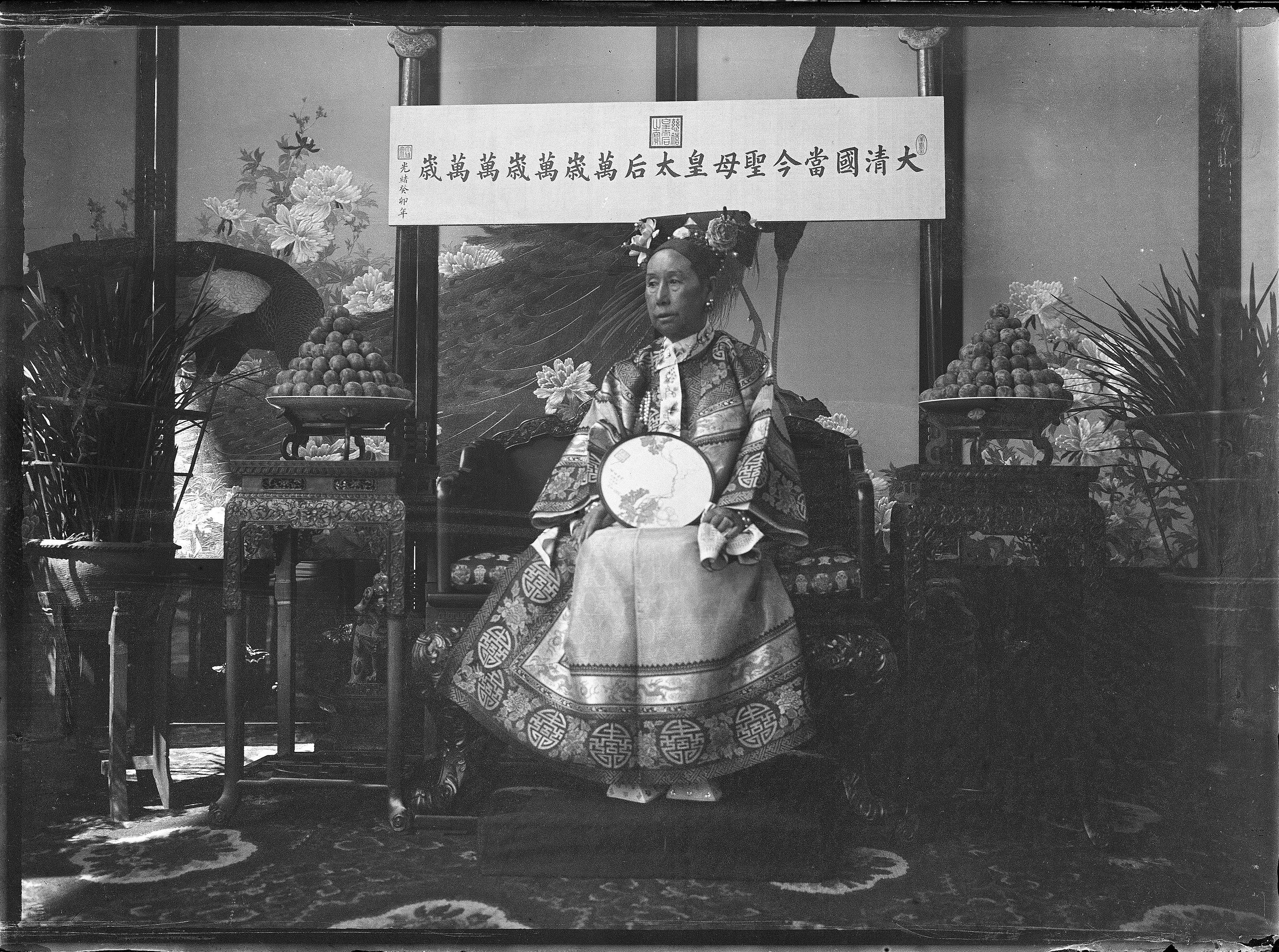
Hình chụp Từ Hi Thái hậu tại tấm lều tạm bày trí tương tự Nhân Thọ điện - phòng nghỉ chính của Từ Hi Thái hậu ở Di Hòa Viên. Dòng chữ sau ghi đầy đủ tôn hiệu của bà.
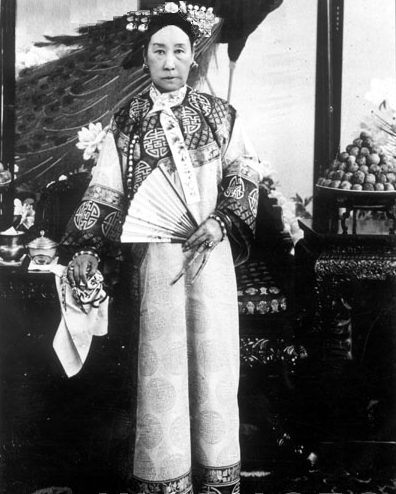
Hình chụp Từ Hi Thái hậu tại tấm lều tạm bày trí tương tự Nhân Thọ điện - phòng nghỉ chính của Từ Hi Thái hậu ở Di Hòa Viên. Dòng chữ sau ghi đầy đủ tôn hiệu của bà.
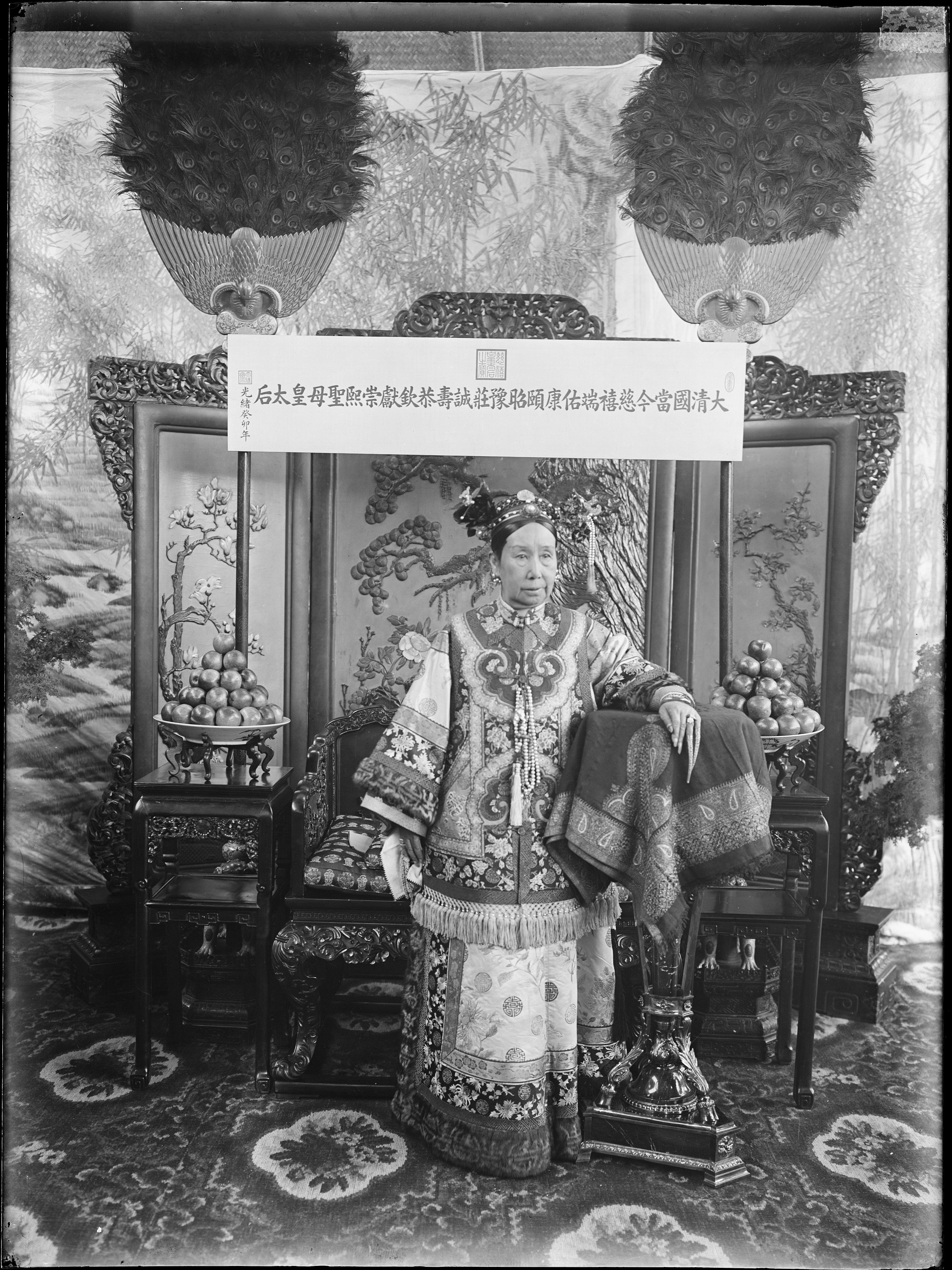
Hình chụp Từ Hi Thái hậu tại tấm lều tạm bày trí tương tự Nhân Thọ điện - phòng nghỉ chính của Từ Hi Thái hậu ở Di Hòa Viên. Dòng chữ sau ghi đầy đủ tôn hiệu của bà.